# Celle
Celle [ˈtsɛlə] ist eine große selbständige Stadt mit 66.834 Einwohnern (31. Dezember 2024) und Kreisstadt des Landkreises Celle in Niedersachsen. Die Mittelstadt gilt als südliches Tor zur Lüneburger Heide und ist ein Ort mit einer pittoresken Altstadt mit über 400 Fachwerkhäusern und einem Schloss im Stil der Renaissance und des Barocks.

## Geografie
Celle liegt im Urstromtal der Aller, einem Nebenfluss der Weser. Zur niedersächsischen Landeshauptstadt Hannover im Südwesten sind es rund 40 km, Braunschweig liegt 55 km südöstlich und nach Hamburg im Norden sind es 120 km. Celle ist nach Lüneburg die zweitgrößte Stadt zwischen Hannover und Hamburg.
Die Fläche des Stadtgebiets beträgt 176,02 Quadratkilometer. Innerhalb des Stadtgebiets münden im Osten der Fluss Lachte und im Westen der Fluss Fuhse in die Aller.
| Bremen (110 km) Walsrode (50 km) | Flensburg (280 km) Hamburg (120 km)         | Lüneburg (95 km) Uelzen (60 km)   |
| Nienburg/Weser (65 km)           | Kompassrose, die auf Nachbargemeinden zeigt | Wolfsburg (65 km) Berlin (270 km) |
| Hannover (40 km)                 | Peine (40 km) Hildesheim (60 km)            | Braunschweig (55 km)              |

* Entfernungen sind gerundete Straßenkilometer bis zum Ortszentrum.
- Celles Sehenswürdigkeiten

Celles Sehenswürdigkeiten
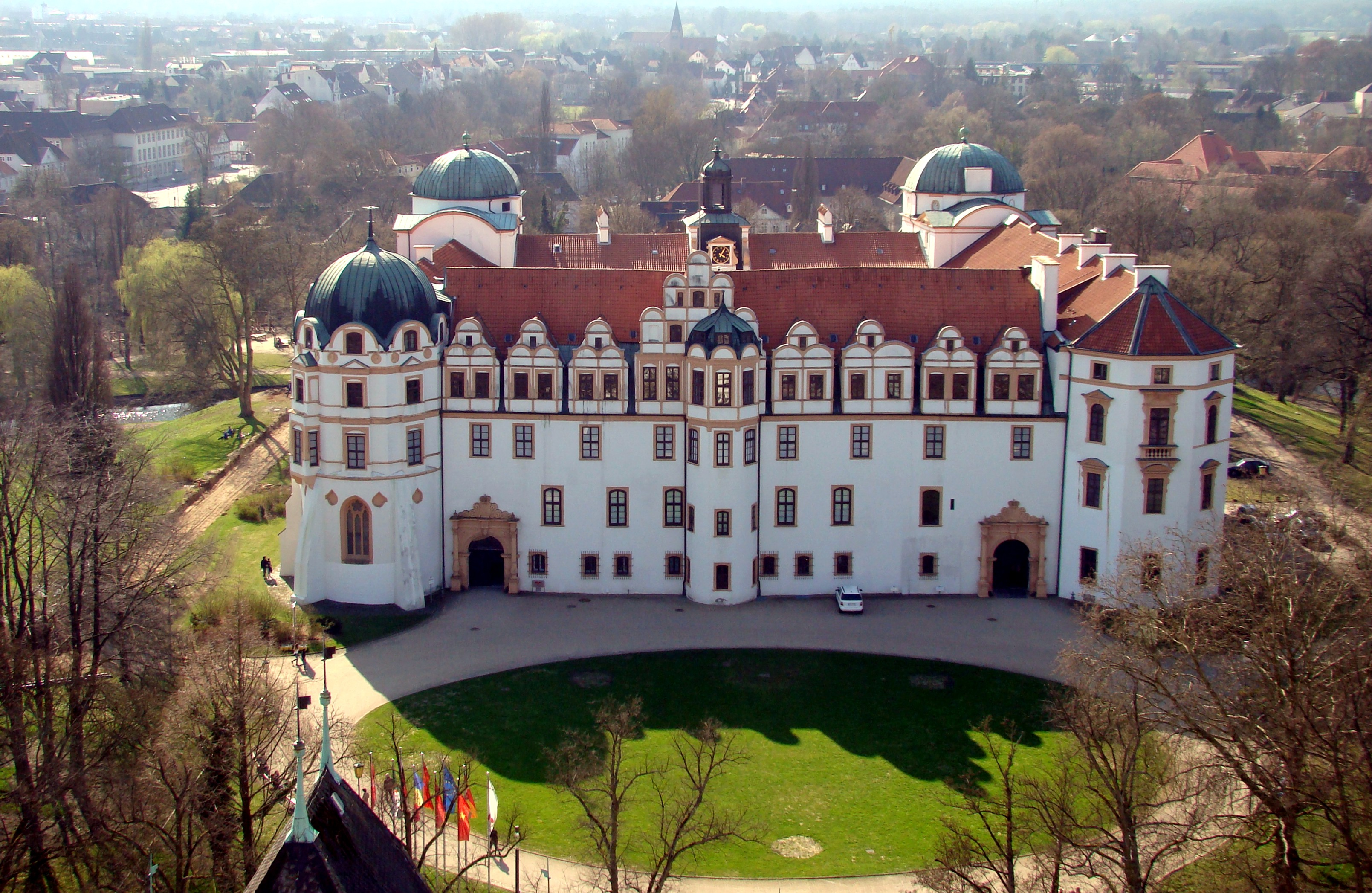
Schloss, Blick vom Stadtkirchturm
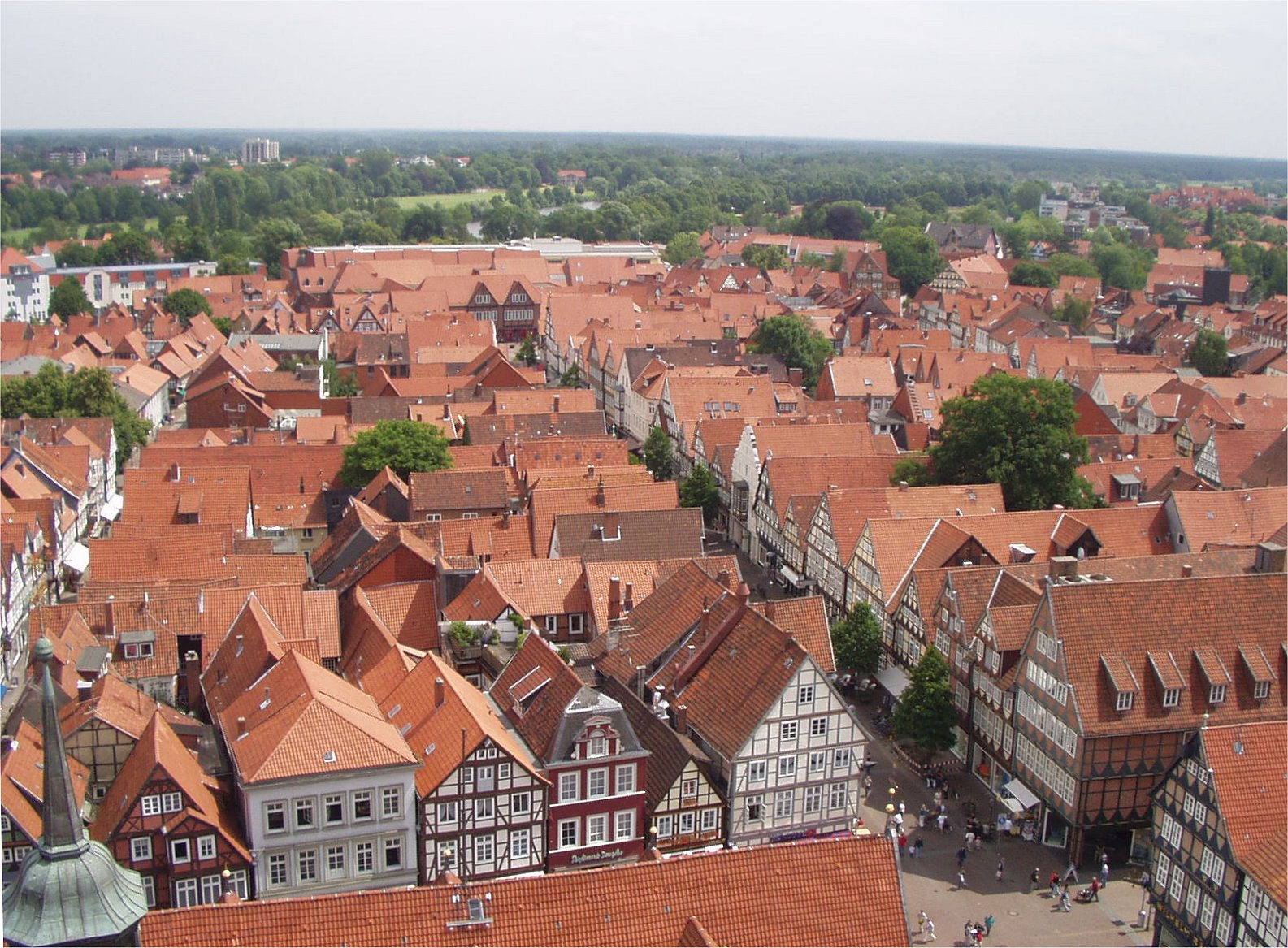
Altstadt, Blick vom Stadtkirchturm
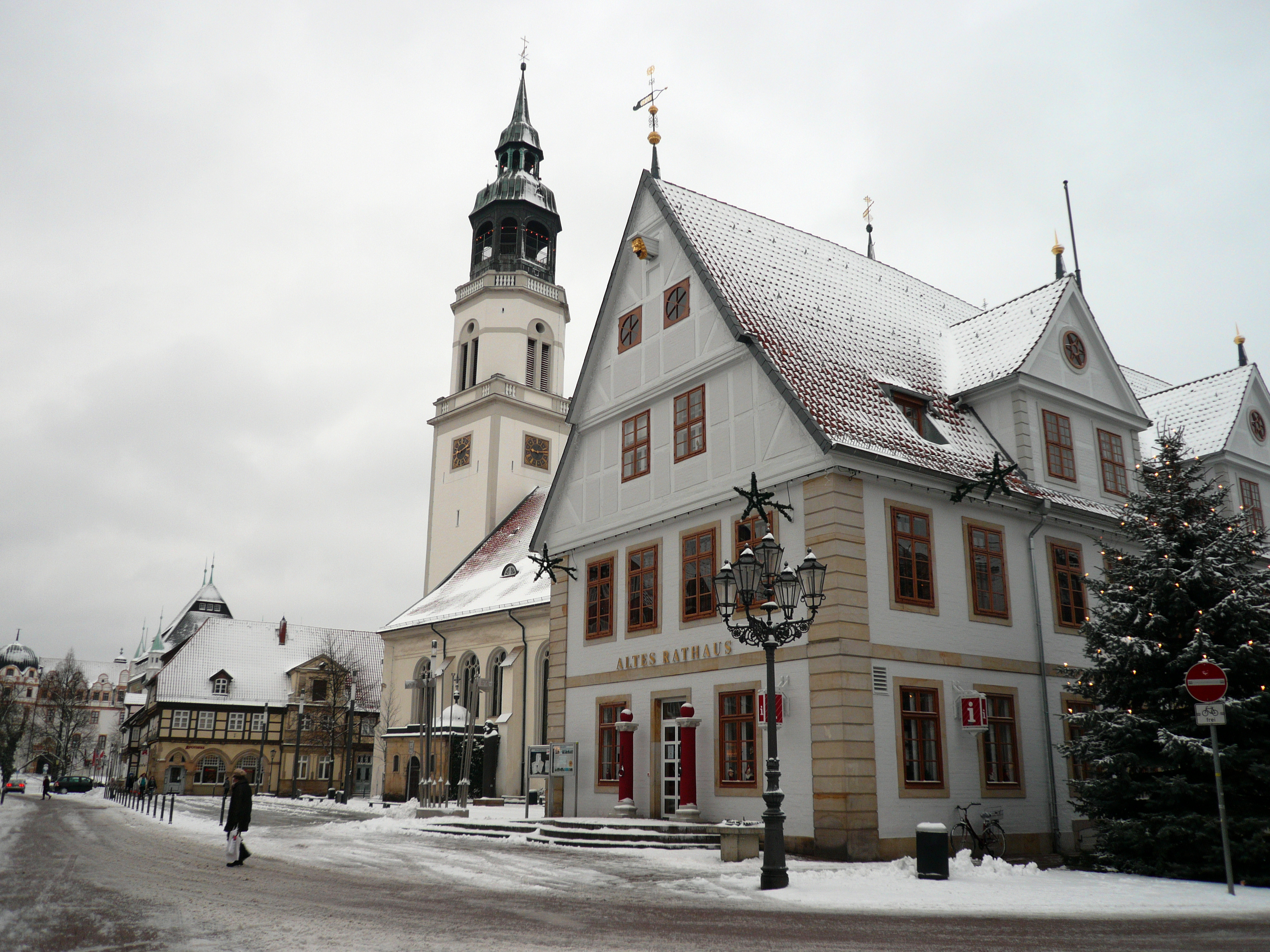
Altes Rathaus und Stadtkirche im Winter
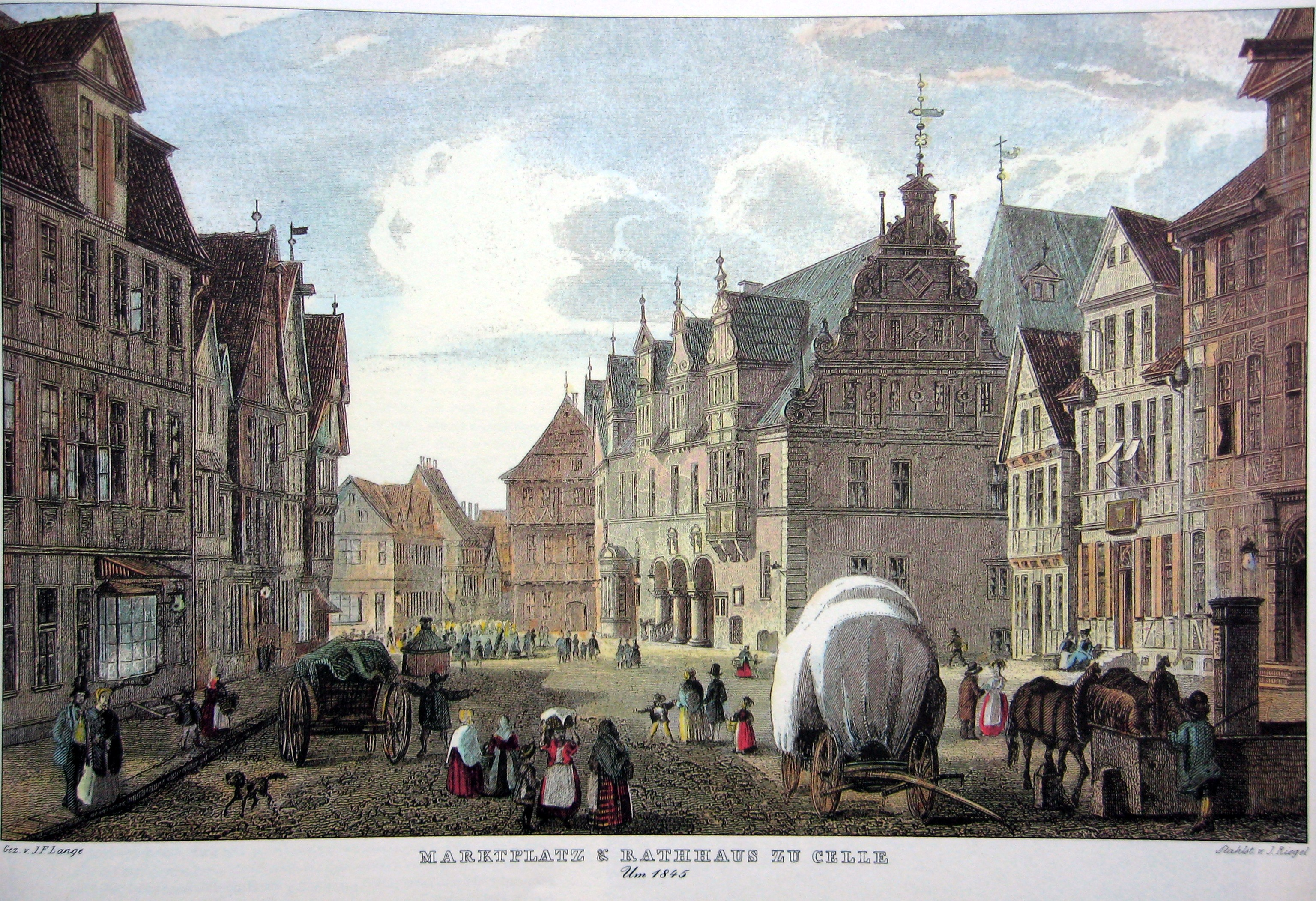
Stahlstich vom Marktplatz um 1845

### Stadtgliederung
Die Stadt Celle ist eine Einheitsgemeinde und gliedert sich in folgende Stadtteile (Zahlen vom 31. Dezember 2021) auf, die Ortschaften nach dem Niedersächsischen Kommunalverfassungsgesetz bilden:
| Stadtteil           | Einwohner | Fläche in km² | Einwohner pro km² |
| ------------------- | --------- | ------------- | ----------------- |
| Altencelle          | 04.740    | 24,280        | 0.195             |
| Altenhagen          | 00.855    | 07,102        | 0.120             |
| Blumlage/Altstadt a | 08.145    | 04,011        | 2.031             |
| Bostel              | 00.609    | 05,359        | 0.114             |
| Boye                | 00.808    | 08,449        | 0.096             |
| Garßen              | 02.728    | 32,891        | 0.083             |
| Groß Hehlen         | 02.949    | 14,950        | 0.197             |
| Hehlentor           | 07.807    | 03,530        | 2.212             |
| Hustedt             | 00.529    | 14,198        | 0.037             |
| Klein Hehlen        | 06.331    | 04,997        | 1.267             |
| Lachtehausen        | 00.644    | 07,461        | 0.086             |
| Neuenhäusen         | 07.829    | 02,970        | 2.636             |
| Neustadt/Heese      | 10.756    | 10,216        | 1.053             |
| Scheuen             | 01.022    | 13,093        | 0.078             |
| Vorwerk             | 03.114    | 03,894        | 0.800             |
| Westercelle         | 06.793    | 07,967        | 0.853             |
| Wietzenbruch        | 04.797    | 10,671        | 0.450             |
| Gesamt              | b70.456 b | 176,0450      | 0.400             |

### Nachbargemeinden
Folgende Gemeinden grenzen an die Stadt Celle. Sie werden im Uhrzeigersinn beginnend im Norden genannt und gehören alle zum Landkreis Celle: Stadt Bergen, Eschede, Beedenbostel und Lachendorf (beide Samtgemeinde Lachendorf), Wienhausen (Samtgemeinde Flotwedel), Nienhagen und Adelheidsdorf (beide Samtgemeinde Wathlingen), Hambühren und Winsen (Aller).

### Klima
Der Jahresniederschlag beträgt 692 mm. Er liegt im mittleren Drittel der in Deutschland erfassten Werte. An 39 % der Messstationen des Deutschen Wetterdienstes werden niedrigere Werte registriert. Der trockenste Monat ist der Februar, die meisten Niederschläge fallen im August, und zwar 1,5-mal mehr als im Februar. Sie sind fast gleichmäßig übers Jahr verteilt. An nur 1 % der Messstationen werden niedrigere jahreszeitliche Schwankungen registriert.
Die Jahresmitteltemperatur beträgt 8,9 °C. Die wärmsten Monate sind Juli mit durchschnittlich 17,5 °C und August mit 17,1 °C und die kältesten Januar mit 0,6 °C und Februar mit 1,1 °C.

## Geschichte

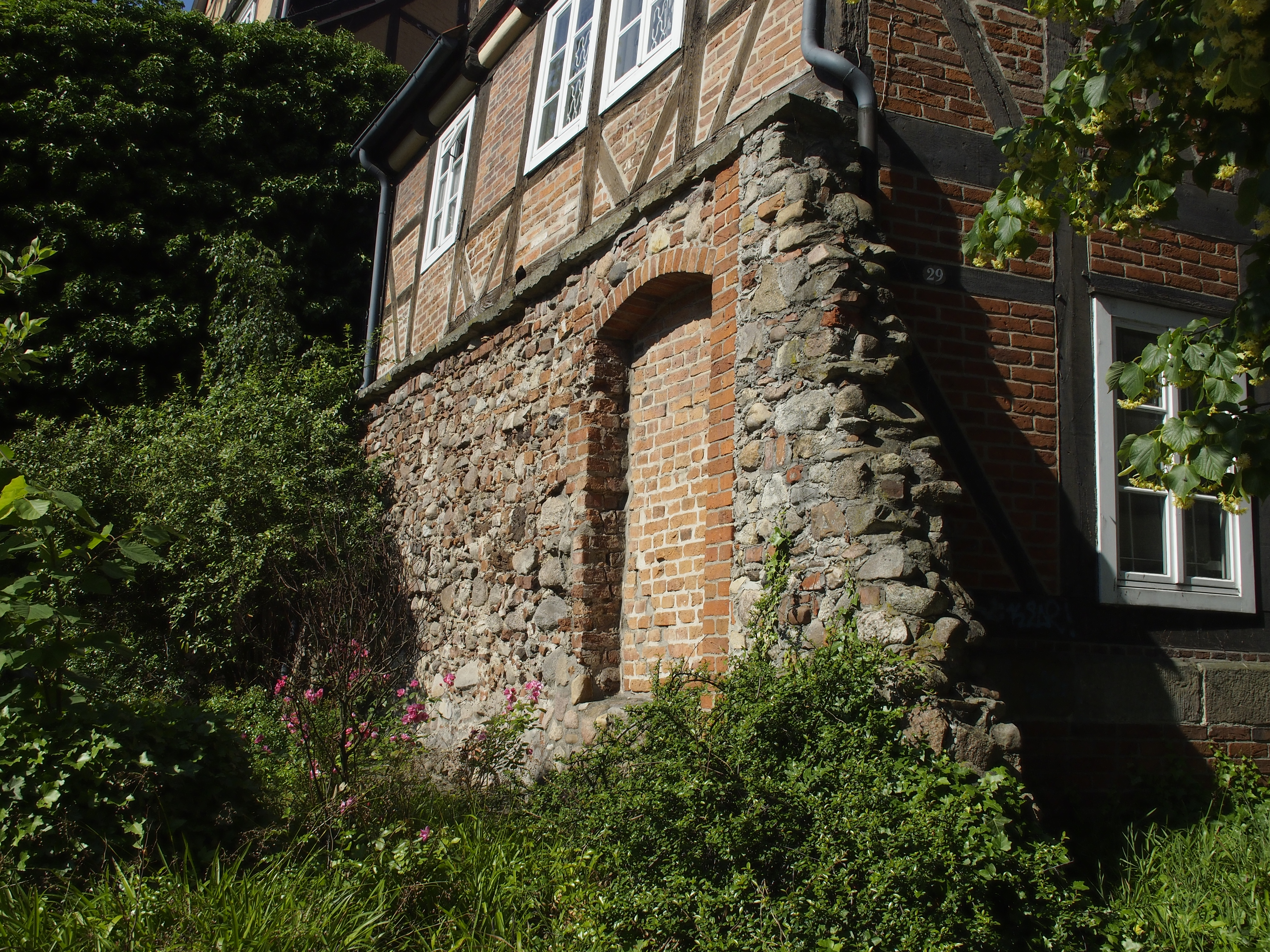
Fragment der Stadtwall-Stützmauer von 1530 (am Schützenmuseum)

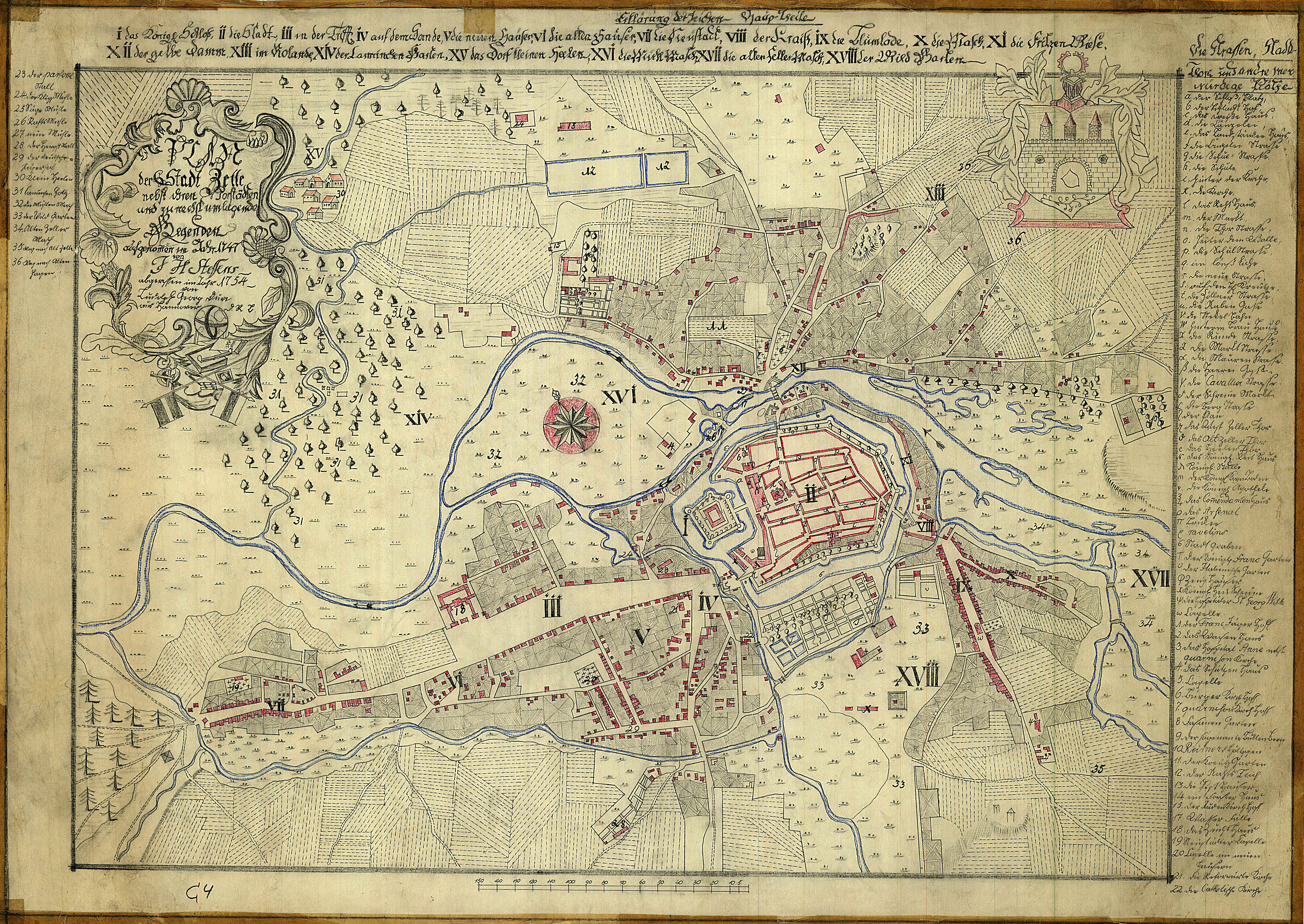
Stadtplan von Celle (1754); zu sehen ist u. a. die Stadtbefestigung, das Schloss „I“, die Altstadt „II“, darunter der Französische Garten, an den Triftanlagen „III“ das Zuchthaus „18“, und oben links Klein Hehlen „XV“

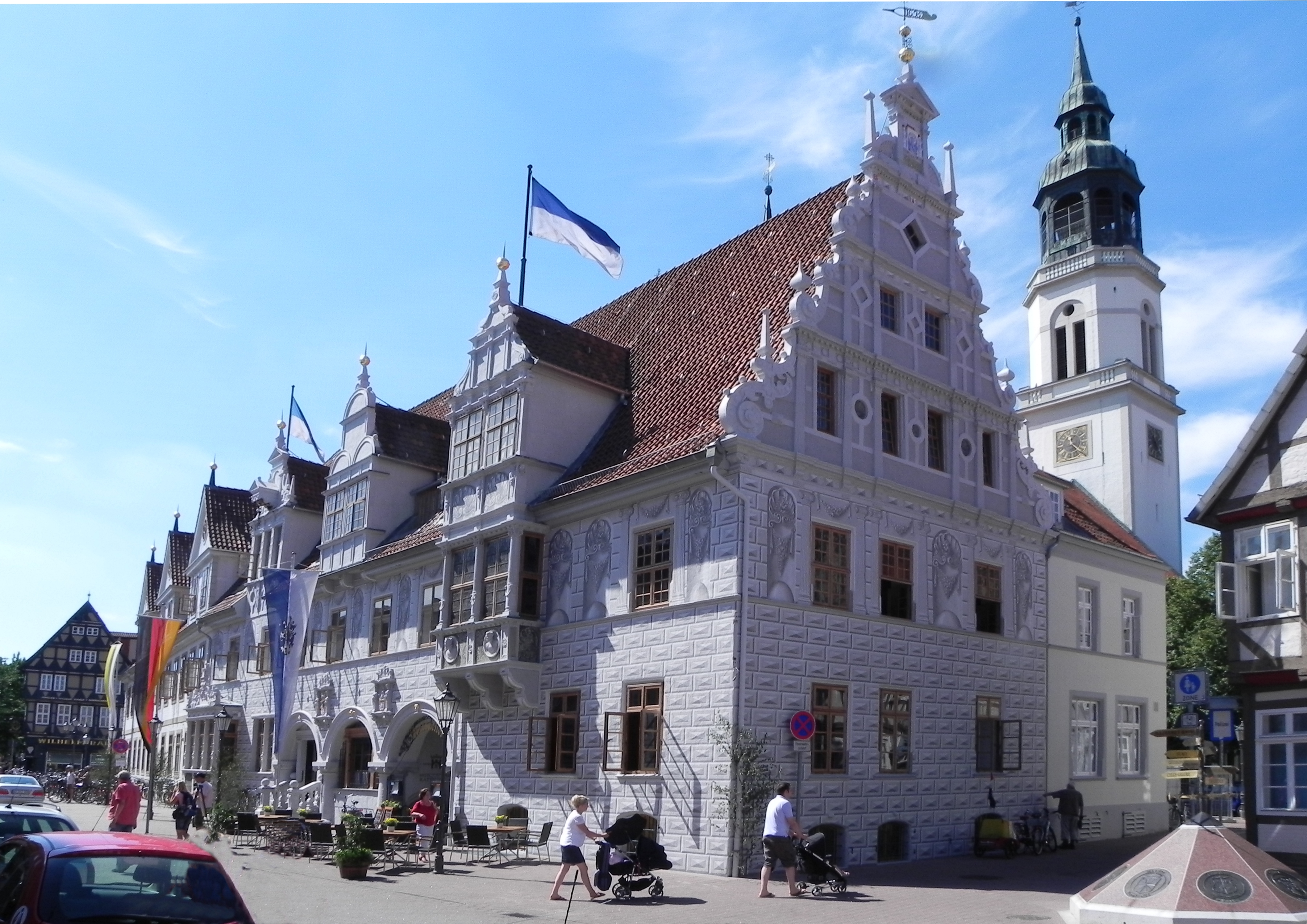
Altes Rathaus in Weserrenaissance (1579)

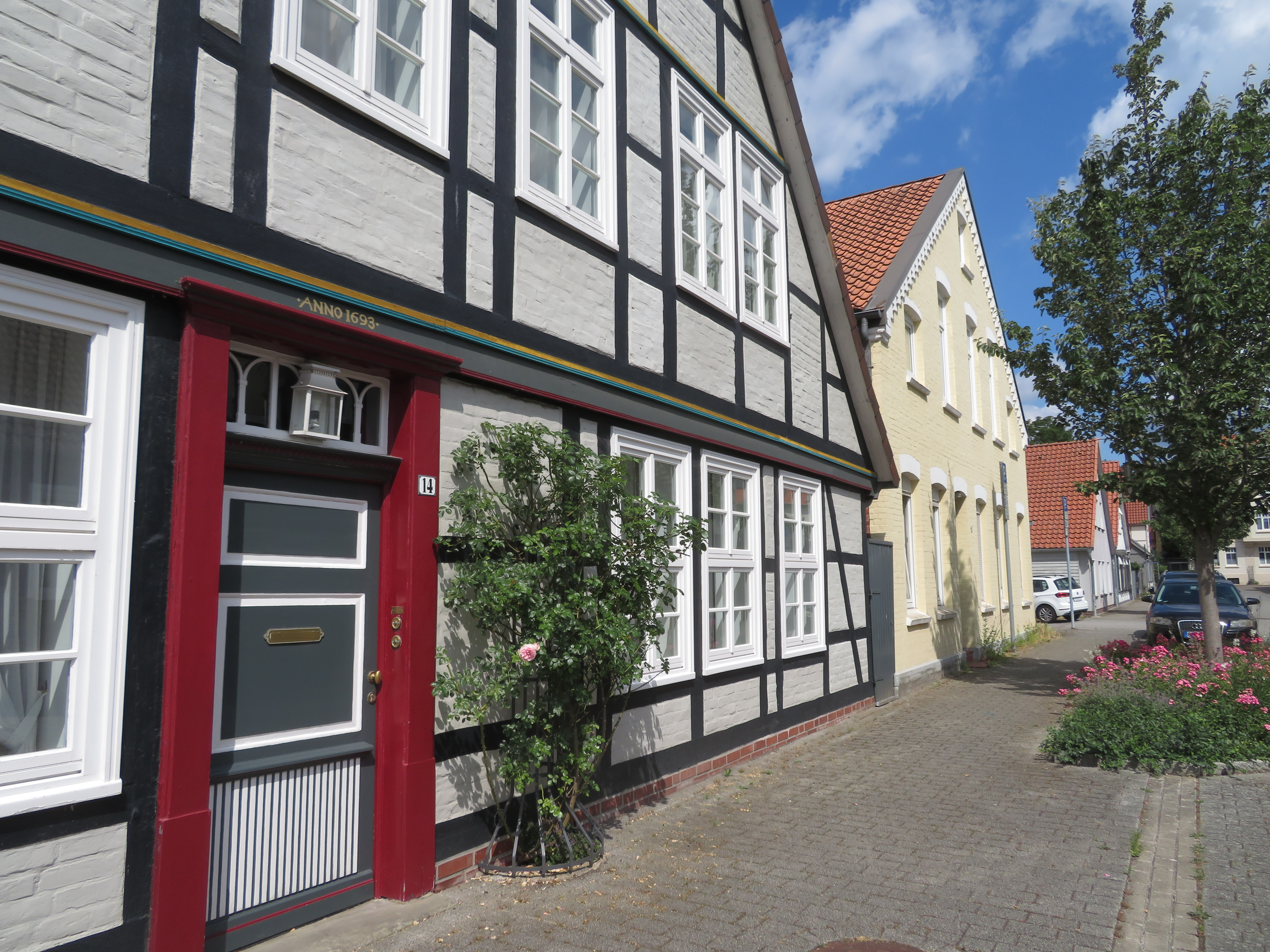
Hugenottenstraße

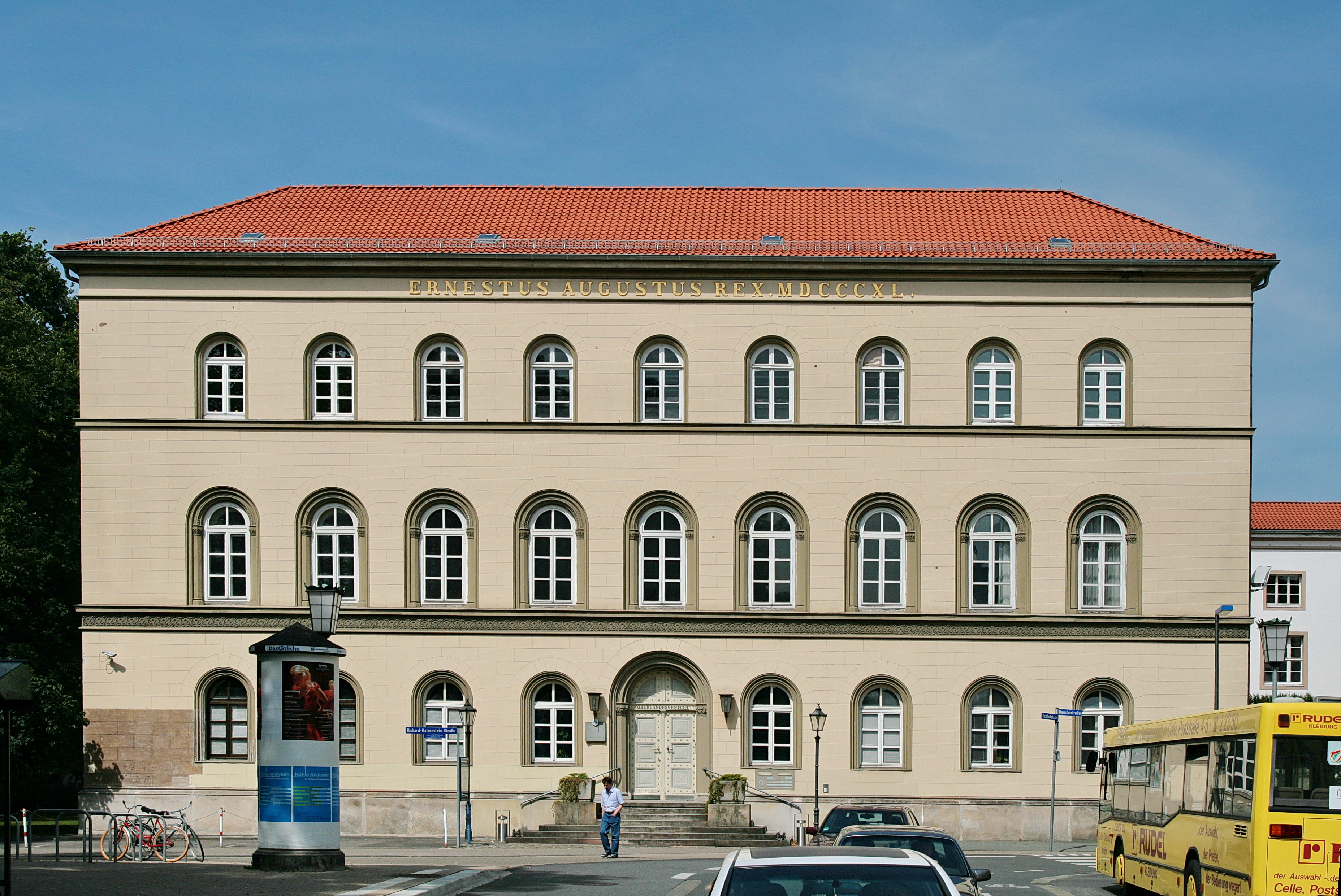
Historisches Oberlandesgerichtsgebäude

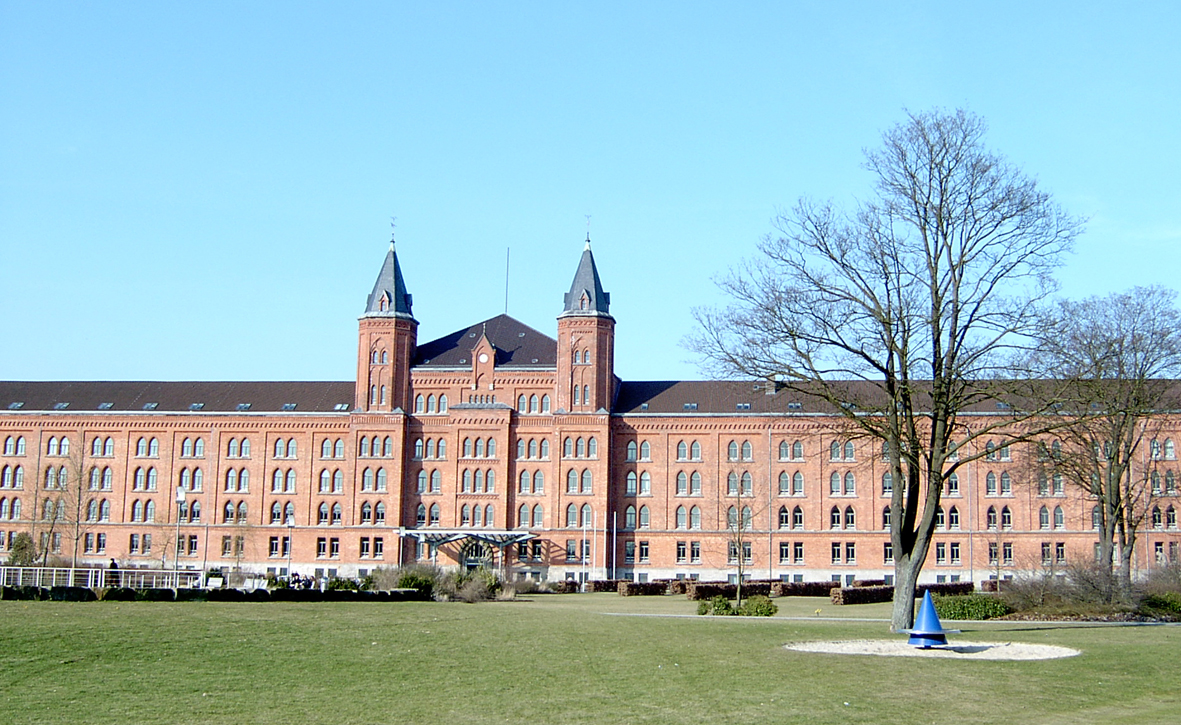
Neues Rathaus

### Mittelalter
Celle wird als Kellu („Siedlung am Fluss“) 993 erstmals urkundlich in der Grenzbeschreibung des Bistums Hildesheim erwähnt. Der Ort lag im Bereich des heutigen Stadtteils Altencelle an der Brunonenburg und der Aller. Er erlebte einen wirtschaftlichen Aufschwung als Zoll- und Umschlagplatz für die Handelsschiffe auf dem Fluss. Im 11. Jahrhundert verfügte der Ort über das Münzrecht. Eine Münze ist im Münzfund von Sandur auf den Färöern enthalten. 1249 wird „Kellu“ oder „Tsellis“ erstmals als Stadt genannt. 1292 forderte Herzog Otto der Strenge die Bewohner auf, in das etwa 3 km nordwestlich gelegene neue Celle zu ziehen. Es hatte sich als Handelsort an einer Furt durch die Aller gebildet. Dort befand sich bereits im 12. Jahrhundert ein befestigter Turm, der später zum Schloss Celle ausgebaut wurde.
1301 wurde das Stadtrecht gewährt. Zur gleichen Zeit begann der Bau der Stadtkirche.
Im Jahre 1378 wurde Celle mit Herzog Albrecht Residenz der Herzöge von Sachsen-Wittenberg. In dieser Zeit wird die Entstehung der Stadtbefestigung von Celle mit einer Stadtmauer angenommen. Ab 1433 residierten die Fürsten von Lüneburg im Celler Schloss. 1453 gründete Herzog Friedrich der Fromme vor den Toren der Stadt ein Franziskaner-Kloster. Am 3. Oktober 1453 genehmigte Papst Nikolaus V. die Verlegung des Konvents in die Stadt. Im Jahr 1464 ermöglichte das Kornschifffahrtsmonopol einen wirtschaftlichen Aufschwung der Stadt.

### 16. bis 18. Jahrhundert
1524 wurde die Reformation durch Herzog Ernst I. (den Bekenner) von Braunschweig-Lüneburg in Celle eingeführt. Celle war damit die erste Stadt nach Wittenberg, die sich vollständig der Reformation anschloss.
Im Jahre 1570 erbaute sein Sohn Herzog Wilhelm die Schlosskapelle, die 1585 eingeweiht wurde.
1660 errichtete Herzog Christian Ludwig von Celle in Altenhagen einen Reiherpfahl mit Inschrift, der an die Reiherbeize mit Edelfalken erinnert. Im Jahre 1660 zählte man in Celle 3750 Einwohner. Von 1665 bis 1705 erlebte Celle eine kulturelle Blüte als Residenz unter Herzog Georg Wilhelm mit einem Aus- und Umbau des noch mittelalterlich geprägten Schlosses zum vierflügeligen Barockschloss. Kulturell einflussreich war Georg Wilhelms französische Gattin, Eleonore d’Olbreuse, die hugenottische Glaubensgenossen und italienische Baumeister nach Celle holte und auch am Vertrag von Celle mitwirkte. In dieser Zeit wurden der Französische und der Italienische Garten angelegt und das barocke Schlosstheater errichtet. Die Hugenotten erhielten im Jahr 1700 eine eigene Kirche, heute eine der wenigen erhaltenen Hugenottenkirchen in Nordwestdeutschland. Etwa 300 Hugenotten ließen sich in Celle nieder, und nicht wenige arbeiteten im Schloss als Köche oder Diener, und einige eröffneten in der Stadt Handwerksbetriebe als Schneider, Tischler, Handschuh- oder Perückenmacher. Sie machten französische Mode in Celle bekannt und sorgten für einen nicht geringen wirtschaftlichen Aufschwung der Stadt. Da innerhalb der Stadtmauern kein Platz für so viele Neubürger war, plante man ab 1680 eine Stadterweiterung, die sich westlich der Altstadt auf rund 75 Hektar Fläche über etwa 1,5 Kilometer Länge erstrecken sollte. Es kam in den Folgejahrzehnten allerdings nur ansatzweise zur Ausführung dieser „Westceller Vorstadt“ im heutigen Ortsteil Neuenhäusen im Bereich der heutigen Straßenzüge Trift/Bahnhofstraße, mit den rechtwinkligen Querstraßen Breite Straße, Hugenottenstraße, Emigrantenstraße und Jägerstraße. Typische Barockbauten dieser Zeit in der Westceller Vorstadt sind die Hofbeamtenhäuser an der Trift und Bahnhofstraße; architekturgeschichtlich herausragend ist die schlossartige Anlage des Zuchthauses nach Plänen des Oberhofbaumeisters Johann Caspar Borchmann (Trift 14, erbaut ab 1711, heute JVA Celle).
Im Jahre 1705 starb der letzte Celler Herzog Georg Wilhelm und vererbte das Fürstentum Lüneburg an seinen Neffen Georg Ludwig (den späteren englischen König Georg I.) in Hannover. Celle gehörte nun zum Kurfürstentum Braunschweig-Lüneburg. Als Ersatz für den Verlust des Status als Residenzstadt erhielt Celle in den folgenden Jahrzehnten drei Verwaltungseinrichtungen: das Oberappellationsgericht, das Zuchthaus und das Landgestüt. Damit begann die Entwicklung zur Beamten- und Juristenstadt. Noch heute sind u. a. das Landessozialgericht Niedersachsen-Bremen und das für den größten Teil Niedersachsens zuständige Oberlandesgericht in Celle ansässig. Zugleich findet sich in Celle eine Justizvollzugsanstalt (kurz JVA Celle), deren Außenstelle Salinenmoor 11 km nördlich der Innenstadt 2014 geschlossen wurde.
1786 gründete Albrecht Thaer die erste deutsche Landwirtschaftliche Versuchsanstalt in den Dammaschwiesen (heute Thaers Garten). Die Albrecht-Thaer-Schule ist heute Teil eines Berufsbildungszentrums im Celler Stadtteil Altenhagen.

### 19. bis 20. Jahrhundert
Im Jahre 1842 wurde die Cambridge-Dragoner-Kaserne für das gleichnamige, nach Adolphus Frederick, 1. Duke of Cambridge, benannte 1. Hannoversche Dragoner-Regiment Nr. 9 errichtet. Nach Erweiterung 1913 und Wiederaufbau nach partiellem Brandschaden 1936 wurde die Kaserne 1945 in Goodwood Baracks umbenannt und war von 1976 bis 1996 Sitz der Panzerbrigade 33 der Bundeswehr; die abermalige Umbenennung in Cambridge-Dragoner-Kaserne erfolgte 1980. Seit 1996 ist das Gelände insbesondere Sitz eines der größten Jugendzentren Niedersachsens (CD-Kaserne).
Von 1869 bis 1872 erfolgte der Bau der Großen Infanteriekaserne für das Infanterieregiment Nr. 77. 1938 ist die Kaserne in Heidekaserne umbenannt worden. Nach dem Zweiten Weltkrieg wurde die Kaserne durch britische Truppen genutzt, welche 1993 das Gelände verließen. Seit 1999 befindet sich in dem umgenutzten monumentalen Backsteingebäude das Neue Rathaus mit der Celler Stadtverwaltung, auf den umliegenden Freiflächen und dem Exerzierplatz wurden Wohngebäude errichtet und der Stadtpark angelegt.
1892 wurde – mit zahlreichen Bürgerspenden – das heutige Bomann-Museum mit wichtigen volkskundlichen und stadtgeschichtlichen Sammlungen gegründet. 1913 wurde der 74 m hohe Glockenturm der Stadtkirche errichtet, dessen Glockenwerk 2008 umfassend erneuert wurde. Im Ersten Weltkrieg befanden sich zwei Kriegsgefangenenlager in bzw. bei Celle: Zum einen entstand in Scheuen das „Cellelager“, das zunächst Mannschafts-, dann Offizierslager war mit bis zu 10.000 Briten, Serben, Russen, Belgier, Franzosen und Italiener. Im Celler Schloss wurde ein Gefangenenlager eingerichtet, in dem bis zu 300 „Zivilgefangene höherer Lebensstellung“ interniert waren. Dabei handelte es sich vor allem um Studenten, Kaufleute, Industrielle und Künstler nun feindlicher Nationalität, die in Deutschland lebten oder sich bei Kriegsbeginn auf der Durchreise befanden, sowie um in den besetzten Gebieten Frankreichs und Belgiens als Geiseln genommene Personen des öffentlichen Lebens. Es entstanden erste Soldatenfriedhöfe.

Im Jahr 1928 wurde im Ortsteil Hehlentor die „Spinnhütte – Seidenspinnerei und Weberei GmbH“ gegründet, die sich vier Jahre später mit der Peiner Seidenspinnerei zur „Seidenwerk Spinnhütte AG“ vereinte. Das Unternehmen entwickelte sich bis Ende der 1930er Jahre – neben den Militäreinrichtungen – zum größten Betrieb in Celle mit 670 Beschäftigten. Die Aktionäre der Aktiengesellschaft wurden im Sommer 1936 nach einer Umwandlung ausstehender Kredite der „Bank der deutschen Luftfahrt“, die zum Einflussbereich des Reichsluftfahrtministeriums gehörte, sowie einer Bilanzmanipulation enteignet, und das Vermögen der AG in die „Mitteldeutsche Spinnhütte GmbH“ überführt. Hintergrund dieser Aktion war, dass die Zahlen und Daten der GmbH nicht veröffentlicht werden mussten und damit auch die Produktionszahlen geheim gehalten werden konnten. Hauptprodukt der Spinnhütte war Fallschirmseide, die für die Ausrüstung der seit 1936 aufgestellten Fallschirmjägertruppe benötigt wurde, daneben wurden in geringem Umfange noch zivile Produkte hergestellt. Im Jahr 1937 bekam die Spinnhütte das Prädikat „Nationalsozialistischer Musterbetrieb“ und im Jahr 1943 zusätzlich den Titel „Kriegsmusterbetrieb“ verliehen. Im Rahmen des Ausbaus der Mitteldeutschen Spinnhütte GmbH wurden Zweigwerke in Peine, Plauen, Wanfried, Apolda, Osterode und Pirna errichtet. Dazu kamen noch Betriebe in Telgte sowie während des Krieges in Serbien. In der 1940 fertiggestellten Hauptverwaltung der Mitteldeutschen Spinnhütte GmbH befindet sich heute das Landessozialgericht Niedersachsen-Bremen. Gegen Ende des Krieges fanden in einem Nebengebäude der Spinnhütte im Rahmen des „Uranvereins“ Versuche zur Urananreicherung mit Hilfe der Ultrazentrifuge statt. Diese Arbeiten standen unter der Leitung des Hamburger Physikochemikers Paul Harteck. 

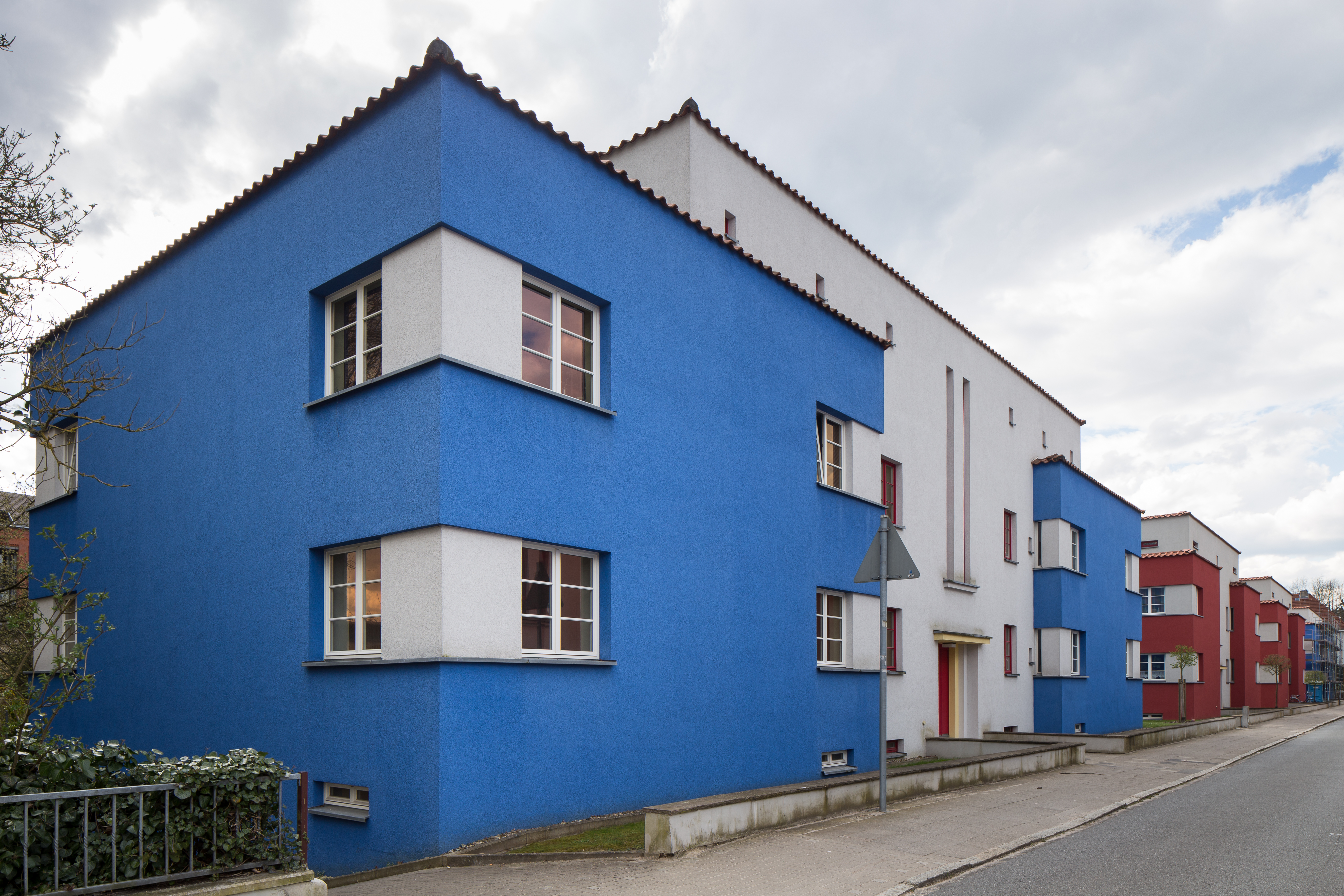
Siedlung Italienischer Garten von Otto Haesler in Celle, 1924/25

In der Nähe der Spinnhütte Celle entstand an der Dörnbergstraße 1938–1941 die Reichsanstalt für Seidenbau, die nach dem Zweiten Weltkrieg als bundeseigene Forschungseinrichtung fortgeführt wurde (seit 2002 Institut für Tierschutz und Tierhaltung).
Im September 1929 eröffnete Rudolph Karstadt ein ab 1927 neu errichtetes, monumentales Karstadt-Warenhaus an der Poststraße inmitten der Fachwerkaltstadt, welches in seiner Fassadengestaltung ähnlich war mit dem Karstadt-Warenhaus am Berliner Hermannplatz. Die Celler Karstadt-Filiale wurde 1965 abgebrochen und durch einen flächenmäßig noch größeren, umstrittenen Kaufhausneubau nach einem Entwurf von Walter Brune ersetzt. Die aus einem Architektenwettbewerb unter Vorsitz von Rudolf Hillebrecht hervorgegangenen, gefalteten Fassaden mit Rasterstruktur stellte nach Ansicht des Preisgerichts eine gelungene formale Übernahme des Celler Fachwerks dar.
Der Celler Architekt Otto Haesler baute von 1924 bis 1932 rund ein Dutzend Einzelbauten und Siedlungen im Stil des Neuen Bauens, die in der Zeit der Weimarer Republik national und international stark beachtet wurden. Dazu zählen die Siedlungen Italienischer Garten (1925), Georgsgarten (1927) und Blumläger Feld (1930–1931) sowie die Altstädter Schule (1928), die Wohnhausgruppe Waack (1928), das Rektorwohnhaus (1928) und das Direktorenwohnhaus (1930).

### Zeit des Nationalsozialismus
Das Gedenkbuch des Bundesarchivs für die Opfer der nationalsozialistischen Judenverfolgung in Deutschland (1933–1945) verzeichnet namentlich 40 jüdische Einwohner Celles, die deportiert und größtenteils ermordet wurden.
Die Zentrale Datenbank der Namen der Holocaustopfer (Beta) von Yad Vashem verzeichnet namentlich 31 jüdische Bürgerinnen und Bürger Celles, von denen mindestens 27 ermordet wurden.
Die Zeit des Nationalsozialismus in Celle wird ausführlich in einem historischen Rundgang „Celle im Nationalsozialismus“ dargestellt.

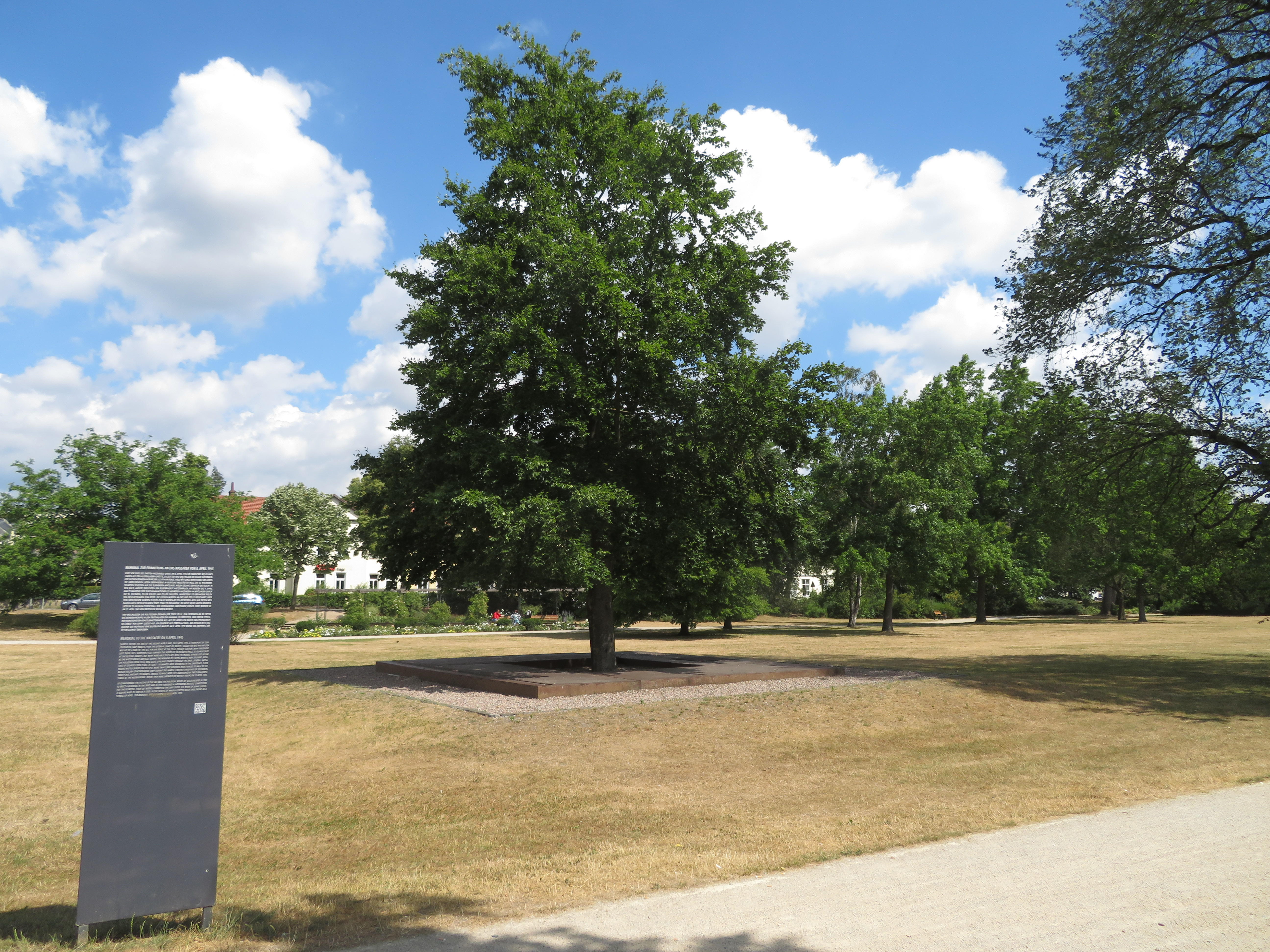
Mahnmal in der Triftanlage

Stationen dieses Rundgangs sind unter anderem:
- das Mahnmal in der Triftanlage,
- das „Otto-Telschow-Haus“,
- das Landratsamt,
- das Wohn- und Geschäftshaus der Familie von der Wall,
- das Gerichtsgefängnis als Durchgang zum Konzentrations- oder Erziehungslager,
- das Julius-Wexseler-Textilgeschäft,
- das „Braune Haus“,[27]
- das Warenhaus Freidberg,
- das Rathaus,
- das Oberlandesgericht,
- das Erbgesundheitsobergericht,
- das Landeserbhofgericht,
- das Haus der Frau,
- Robert Meyer – Hamburger Engros-Lager,
- Herrenmodegeschäft Hasall,
- Schuhhaus Salomon,
- Manufactor- und Modewaren Wolff,
- Victor Roberg Manufaktur- und Modewaren,
- Schuhgeschäft Löwenstein,
- Manufakturwarengeschäft Hellmann,
- Deutsche-Arbeitsfront-Geschäftsstelle,
- „Kraft durch Freude“-Laden,
- Familie Kohls – „Judentaufe“,
- die Ortspolizeibehörde,
- Juden in der Blumlage,
- Familie Feingersch,
- Synagoge

Während der Reichspogromnacht vom 9. auf den 10. November 1938 sah man nur deswegen von einer kompletten Zerstörung der Celler Synagoge ab, weil Gefahr für eine angrenzende Lederfabrik sowie weitere Teile der historischen Altstadt bestanden hätte.
Während des Zweiten Weltkriegs erlitt die Stadt Celle im Verhältnis zu anderen deutschen Städten geringen Sachschaden. Am 22. Februar 1945 und am 8. April 1945 kam es zu den beiden einzigen alliierten Luftangriffen auf Celle, bei denen die Bahnhofsanlagen das Ziel waren. Altstadt und Schloss blieben unzerstört.
Beim zweiten Angriff wurden mehrere wartende Züge, in denen sich auch etwa 4000 KZ-Häftlinge befanden, schwer getroffen. Hunderte Menschen kamen dabei ums Leben. Einem Teil der KZ-Insassen aus den Zügen gelang die Flucht ins nahe Neustädter Holz, jedoch erschossen SS-Wachmannschaften und Celler Bürger in den darauf folgenden zwei Tagen einen Großteil der Flüchtlinge. Die Opferzahl wird mit mindestens 170 Personen angenommen. Das Massaker von Celle, von den Tätern zynisch „Celler Hasenjagd“ genannt, stellt das dunkelste Kapitel der Celler Stadtgeschichte dar.
Eine größere Zerstörung der Stadt wurde dadurch verhindert, dass die Stadt am 12. April 1945 ohne Widerstand den alliierten Truppen übergeben wurde.

### Militär

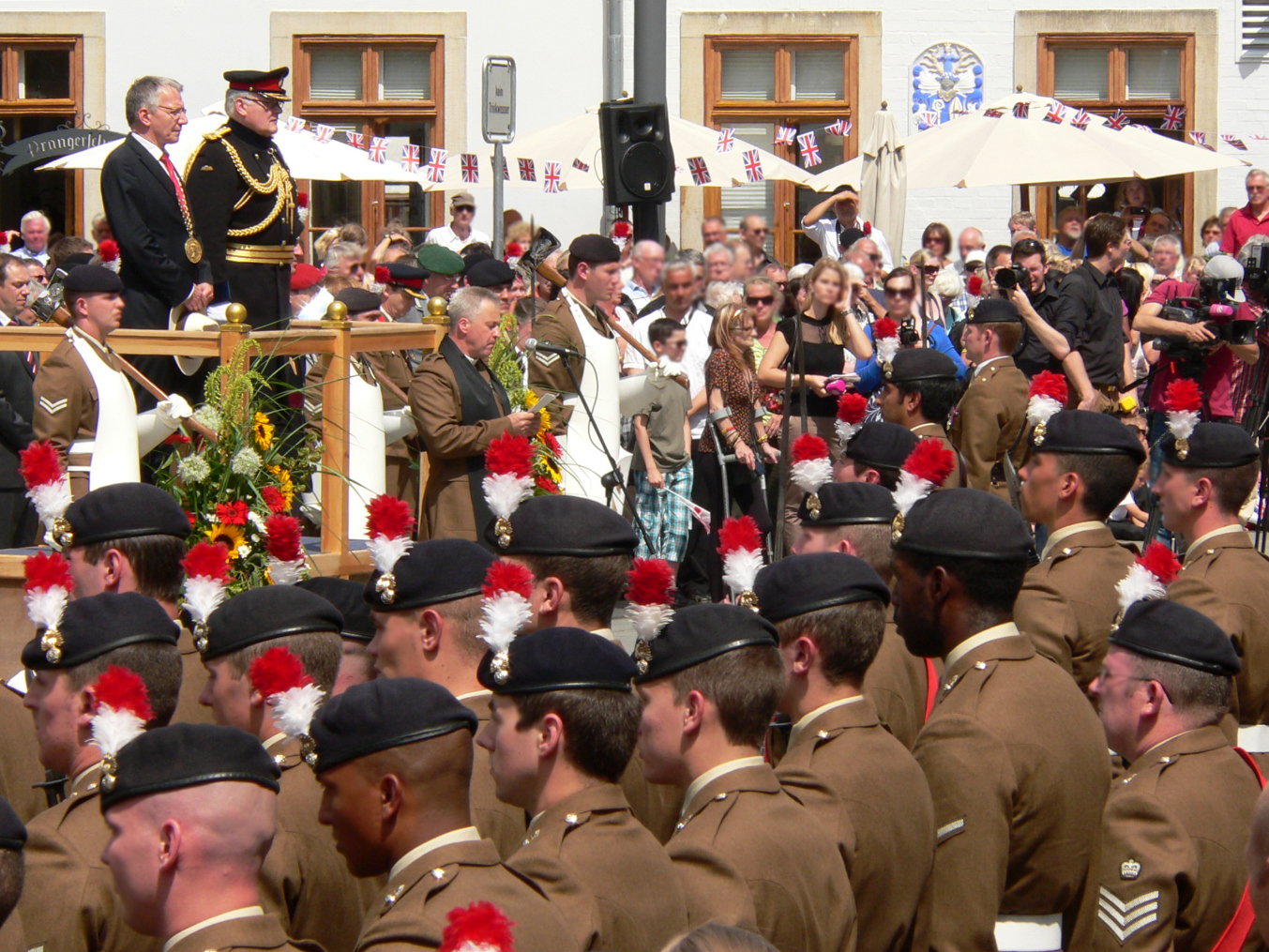
Verabschiedung des Royal Regiment of Fusiliers durch Oberbürgermeister Dirk-Ulrich Mende und General Sir Peter Wall, 2012

Die Tradition Celles als Standort militärischer Einrichtungen begann zur Zeit der hannoverschen Armee Mitte des 19. Jahrhunderts mit Errichtung der Cambridge-Dragoner-Kaserne (an der südlichen Ausfallstraße nach Hannover, Hannoversche Heerstraße) sowie der Großen Infanteriekaserne für das 77er Infanterieregiment (im Wildgarten nahe der Altstadt).
In der Zeit des Nationalsozialismus hatten Teile der Infanterie-Regimenter 17 und 73 sowie des Artillerie-Regiments 19 in Celle ihre Garnison. Celle war Sitz eines Wehrbezirkskommandos und eines Wehrmeldeamtes. 1934 eröffnete der Heeresflugplatz Celle im heutigen Ortsteil Wietzenbruch. Darüber hinaus war Celle Standort der nördlichen Stadtrand gelegenen, 1936–1939 erbauten Seeckt-Kaserne mit der Heeresgasschutzschule und der nebenan untergebrachten Nebelwerfer- und Entgiftungstruppe des Heeres.
Der Status als Garnisonsstadt blieb Celle auch nach dem Zweiten Weltkrieg erhalten. In einige Kasernen zogen britische Truppen ein. Andere Kasernen (darunter die Freiherr-von-Fritsch-Kaserne in Scheuen und die Cambridge-Dragoner-Kaserne in der Innenstadt) dienten später als Standorte für die Panzerbrigade 33 „Celle“ des Heeres der Bundeswehr. Der Heeresflugplatz Celle (Immelmann-Kaserne) im Stadtteil Wietzenbruch ist heute Standort der TE900 Celle des Internationalen Hubschrauberausbildungszentrums in Bückeburg. Ab den 1990er Jahren wurden mehrere Kasernen im Zuge der Konversion umgewandelt. So beherbergt die ehemalige Große Infanteriekaserne (Heidekaserne) das Neue Rathaus, die ehemalige Cambridge-Dragoner-Kaserne u. a. das Jugend- und Kulturzentrum CD-Kaserne und die Halle19-Bühne des Schlosstheaters Celle. Insgesamt hat Celle seit dem Ende des Kalten Krieges einen Großteil seiner Funktion als Garnisonsstadt eingebüßt. Die verbliebenen militärischen Einrichtungen stellen einen bedeutenden Wirtschaftsfaktor für Celle dar.
Nach 67 Jahren britischer Militärpräsenz in Celle zog im August 2012 mit dem zweiten Bataillon des Royal Regiment of Fusiliers die letzte Einheit mit rund 600 Soldaten ab. Es war in der ehemaligen von-Seeckt-Kaserne an der Hohen Wende (danach Trenchard Barracks) untergebracht. Die Einheit wurde nach Zypern auf die Basen Akrotiri und Dekelia verlegt.
Die Geschichte der Garnison Celle präsentiert das Garnison Museum Celle, das sich auf der Allerinsel im letzten Gebäude des abgebrochenen ehemaligen Schlachthofs befindet.
Am 1. September 2016 beschloss der Rat der Stadt Celle die Übernahme einer Patenschaft mit dem „Ausbildungs- und Übungszentrum Luftbeweglichkeit“ (Ausb/ÜbZ Lbwglk) der Heeresfliegerwaffenschule auf dem Heeresflugplatz Wietzenbruch.
Am selben Standort ist auch die Lehrgruppe D der Unteroffizierschule des Heeres stationiert.

### Nach 1945
Celle bewarb sich nach dem Zweiten Weltkrieg neben Bonn und Frankfurt am Main sowie einigen anderen Städten als Sitz für den Parlamentarischen Rat. Allerdings fiel die Wahl am Ende auf Bonn.
Zur Vorbereitung zum Start des Farbfernsehens nach dem PAL-System in der Bundesrepublik Deutschland im August 1967 baute Telefunken im Celler Ortsteil Klein Hehlen ab 1964 ein neues Werk für die Herstellung von Farbfernsehempfängern, das im Mai 1966 seinen Betrieb aufnahm. In den 1970er Jahren waren bei dem damals größten Arbeitgeber der Stadt bis zu 2800 Menschen beschäftigt. Das Telefunken-Fernsehgerätewerk gehörte ab 1984 zum französischen Konzern Thomson-Brandt und wurde 1997 geschlossen. Auf dem ehemaligen Werksgelände an der Telefunkenstraße befindet sich ein Einkaufszentrum mit Baumarkt.
Am 1. Januar 1973 verlor die Stadt den Status einer kreisfreien Stadt und wurde damit die größte Gemeinde im Landkreis Celle. Ebenso war sie damals die größte Stadt des neu geschaffenen Regierungsbezirks Lüneburg. Die Ortschaften Ummern, Pollhöfen und Hahnenhorn wurden an den Landkreis Gifhorn angegliedert. Seitdem betreut das Kirchspiel Hohne sechs Dörfer (Hohne, Helmerkamp, Spechtshorn, Ummern, Pollhöfen und Hahnenhorn) in zwei Landkreisen. In die Stadt Celle wurde zugleich eine Reihe von Dörfern der näheren Umgebung eingemeindet.
Am 25. Juli 1978 wurde vom niedersächsischen Verfassungsschutz ein fingierter Sprengstoffanschlag an der Außenmauer der Justizvollzugsanstalt verübt. Dieses Ereignis wurde als Celler Loch bekannt.

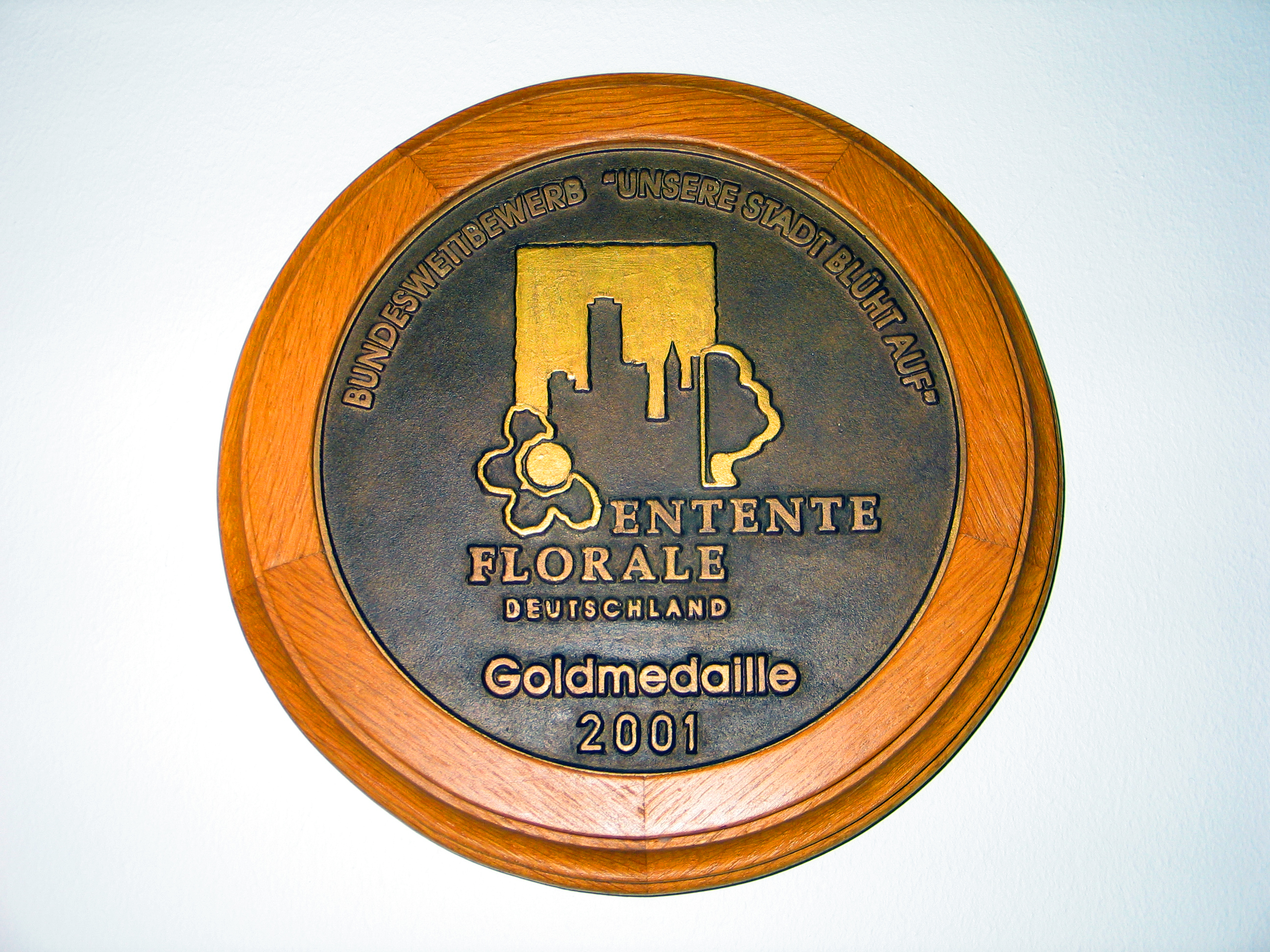
„Goldmedaille 2001“ beim ersten Bundeswettbewerb Unsere Stadt blüht auf

2001 wurde die Stadt Celle beim ersten Bundeswettbewerb Unsere Stadt blüht auf als Sieger mit der Goldmedaille geehrt.
2004 wurde der Regierungsbezirk Lüneburg mit allen weiteren niedersächsischen Regierungsbezirken wieder aufgelöst. Celle ist momentan die zwölftgrößte Stadt Niedersachsens.
2017 wurde Celle der Ehrentitel „Reformationsstadt Europas“ durch die Gemeinschaft Evangelischer Kirchen in Europa verliehen.

### Eingemeindungen
- 1869: Altenhäusen, Blumlage, Heese, Hehlentor, Neuenhäusen, Neustadt und Wietzenbruch (teilweise)
- 1939: Klein Hehlen
- 1961: Vorwerk
- 1968: Boye
- 1973 (1. Januar): Altencelle, Altenhagen, Bostel, Garßen, Groß Hehlen, Hustedt, Lachtehausen, Scheuen und große Teile von Westercelle[40]

### Einwohnerentwicklung

Einwohnerentwicklung Celles von 1818 bis 2017 nach nebenstehender Tabelle

Celle hatte im Mittelalter und der frühen Neuzeit nur wenige tausend Einwohner. Die Einwohnerzahl wuchs nur langsam und ging durch die zahlreichen Kriege, Seuchen und Hungersnöte immer wieder zurück. Erst mit dem Beginn der Industrialisierung im 19. Jahrhundert beschleunigte sich das Bevölkerungswachstum. Lebten 1818 erst 8.800 Personen in der Stadt, so waren es 1900 bereits 20.000. Durch Eingemeindungen am 1. April 1939 kam es zu einem weiteren Anstieg auf 38.000 Einwohner.
Kurz nach dem Zweiten Weltkrieg führten die vielen Flüchtlinge und Vertriebenen aus den deutschen Ostgebieten innerhalb weniger Monate zu einem Anstieg der Einwohnerzahl um 17.000 Personen auf 55.000 im Dezember 1945. Eingemeindungen am 1. Januar 1973 brachten einen Zuwachs von 18.691 auf 75.178 Einwohner, den historischen Höchststand.
Die Volkszählung am 25. Mai 1987 ergab 71.222 Einwohner. Am 30. Juni 1995 betrug die Amtliche Einwohnerzahl nach Fortschreibung des Niedersächsischen Landesamtes für Statistik 73.961, am 31. Dezember 2013 waren es 68.508 und vier Jahre später 69.706 (jeweils nur Hauptwohnsitze und nach Abgleich mit den anderen Landesämtern).
Die folgende Übersicht zeigt die Einwohnerzahlen nach dem jeweiligen Gebietsstand. Für 1818 handelt es sich um eine Schätzung, danach um Volkszählungsergebnisse (¹) oder amtliche Fortschreibungen des Statistischen Landesamtes. Die Angaben beziehen sich ab 1871 auf die ortsanwesende Bevölkerung, ab 1925 auf die Wohnbevölkerung und seit 1987 auf die Bevölkerung am Ort der Hauptwohnung. Vor 1871 wurde die Einwohnerzahl nach uneinheitlichen Erhebungsverfahren ermittelt.
| Jahr               | Einwohner |
| ------------------ | --------- |
| 1818               | 08.800    |
| 3. Dezember 1855 1 | 13.117    |
| 3. Dezember 1861 1 | 14.100    |
| 3. Dezember 1864 1 | 14.900    |
| 3. Dezember 1867 1 | 16.200    |
| 1. Dezember 1871 1 | 16.147    |
| 1. Dezember 1875 1 | 18.200    |
| 1. Dezember 1880 1 | 18.800    |
| 1. Dezember 1885 1 | 18.800    |
| 1. Dezember 1890 1 | 18.901    |
| 2. Dezember 1895 1 | 19.438    |
| 1. Dezember 1900 1 | 19.883    |

| Jahr                 | Einwohner |
| -------------------- | --------- |
| 1. Dezember 1905 1   | 21.390    |
| 1. Dezember 1910 1   | 23.263    |
| 1. Dezember 1916 1   | 20.521    |
| 5. Dezember 1917 1   | 19.997    |
| 8. Oktober 1919 1    | 23.589    |
| 16. Juni 1925 1      | 25.456    |
| 16. Juni 1933 1      | 27.734    |
| 17. Mai 1939 1       | 37.799    |
| 31. Dezember 1945    | 55.059    |
| 29. Oktober 1946 1   | 52.281    |
| 13. September 1950 1 | 59.667    |
| 25. September 1956 1 | 57.239    |

| Jahr              | Einwohner |
| ----------------- | --------- |
| 6. Juni 1961 1    | 58.506    |
| 31. Dezember 1965 | 58.766    |
| 27. Mai 1970 1    | 57.155    |
| 31. Dezember 1975 | 74.347    |
| 31. Dezember 1980 | 72.820    |
| 31. Dezember 1985 | 70.482    |
| 25. Mai 1987 1    | 71.222    |
| 31. Dezember 1990 | 72.260    |
| 31. Dezember 1995 | 73.936    |
| 31. Dezember 2000 | 72.127    |
| 31. Dezember 2005 | 71.336    |
| 31. Dezember 2006 | 71.146    |

| Jahr              | Einwohner |
| ----------------- | --------- |
| 31. Dezember 2007 | 70.930    |
| 31. Dezember 2008 | 70.745    |
| 31. Dezember 2009 | 70.446    |
| 31. Dezember 2010 | 70.242    |
| 9. Mai 2011 1     | 69.001    |
| 31. Dezember 2011 | 68.712    |
| 31. Dezember 2012 | 68.613    |
| 31. Dezember 2013 | 68.508    |
| 31. Dezember 2014 | 68.721    |
| 31. Dezember 2015 | 69.748    |
| 31. Dezember 2016 | 69.561    |
| 31. Dezember 2017 | 69.706    |

## Religion

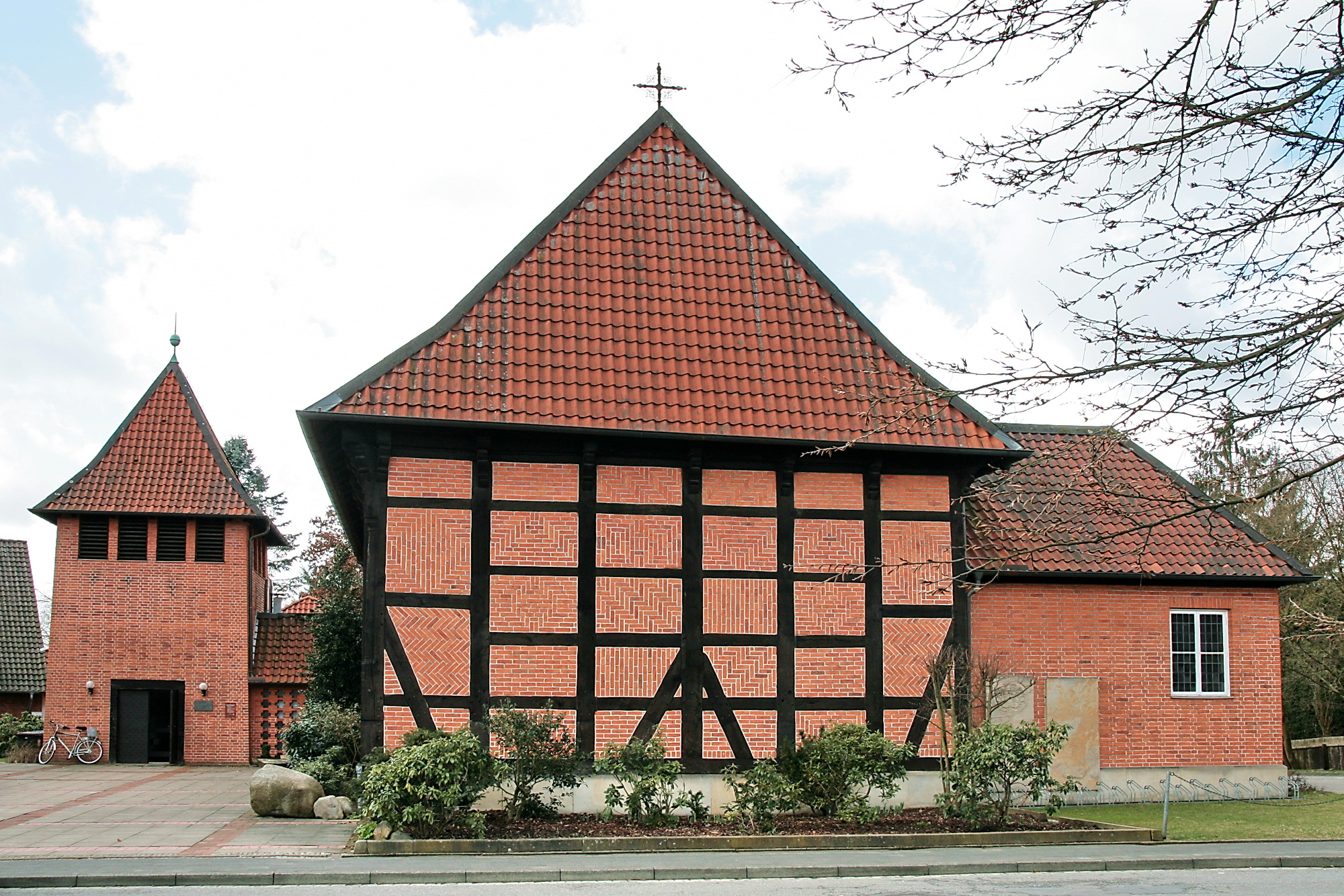
Bonifatiuskirche in Klein Hehlen

Celle ist Sitz des gleichnamigen Kirchenkreises Celle im Sprengel Lüneburg der Evangelisch-lutherischen Landeskirche Hannovers.
In Celle befinden sich folgende evangelisch-lutherische Kirchen: Bonifatiuskirche (Klein Hehlen), Christuskirche (Westercelle), St. Cyriacus (Groß Hehlen), St. Georg-Kirche (Blumlage), Gertrudenkirche (Altencelle), Johanneskirche (Wietzenbruch), Kreuzkirche (Neuenhäusen), Stadtkirche St. Marien (Altstadt), Markuskirche (Garßen), das Matthäusgemeindezentrum (Vorwerk), die Neuenhäuser Kirche (Neuenhäusen), Neustädter Kirche (Neustadt) und die Pauluskirche (Heese).

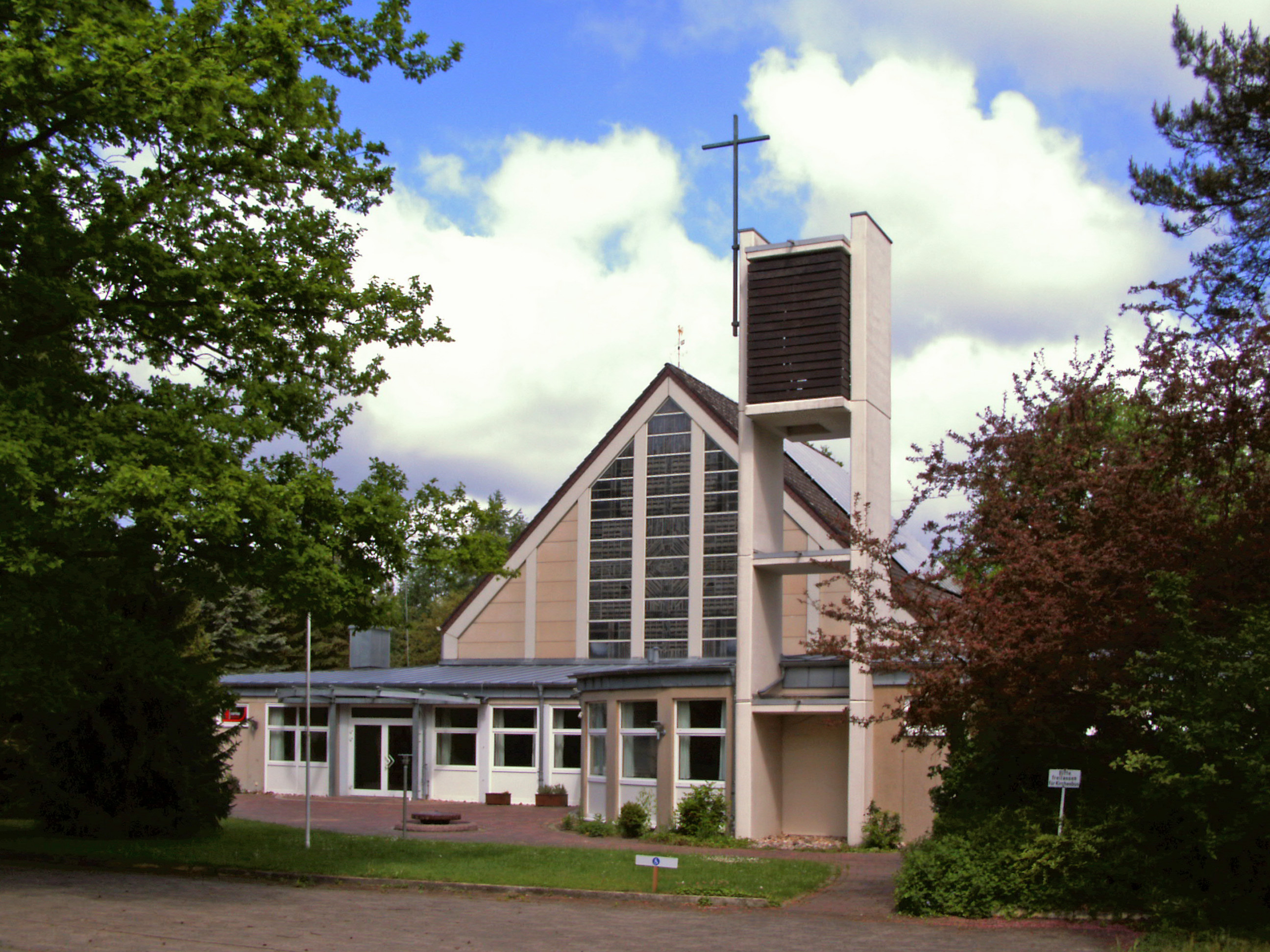
Kirche St. Johannes der Täufer

Katholische Kirchen sind St. Hedwig (Heese), St. Johannes der Täufer (Vorwerk) und St. Ludwig (Neuenhäusen). Diese sind Teil des römisch-katholischen Bistums Hildesheim.
Die heute evangelisch-reformierte Kirche an der Hannoverschen Straße (Neuenhäusen) wurde 1700 für die aus Frankreich geflüchteten Hugenotten gebaut.
Die nach Plänen des Architekten Fritz Höger 1921–1922 erbaute Martin-Luther-Kirche an der Hannoverschen Straße (Neuenhäusen) gehört der evangelisch-lutherischen Concordiagemeinde, einer freien altlutherischen Gemeinde. Mit dieser in Kirchgemeinschaft befindet sich die Christusgemeinde der Selbständigen Ev. Luth. Kirche.
Weitere Freikirchen im Rahmen der Deutschen Evangelischen Allianz: Evangelisch-Freikirchliche Gemeinde (Baptisten), Freie evangelische Gemeinde, Ecclesia Christengemeinde (ECG), Christuszentrum, Siebenten-Tags-Adventisten, Gemeinde in der Nachfolge.
Eine Neuapostolische Kirche liegt in der Jägerstraße (Neuenhäusen).
Die Synagoge der jüdischen Gemeinde liegt etwas außerhalb der Altstadt am Platz Im Kreise.
Seit 2008 befindet sich das „Zentrum der Eziden in Niedersachsen“ im Ortsteil Scheuen. Am anderen Ende im Süden der Stadt liegt in Westercelle das Ezidische Kulturzentrum Celle. Die Anzahl der in Celle lebenden Jesiden wird Ende der 2010er Jahre auf rund 3000 und damit mehr als 4 % der Bevölkerung geschätzt.
Am Waldweg (Neuenhäusen) steht die Kirche Jesu Christi der Heiligen der Letzten Tage (Mormonenkirche).
Eine Moschee befindet sich in der Kampstraße (Neustadt).

## Politik
Bei Bundestagswahlen gehört die Stadt Celle zum Wahlkreis Celle–Uelzen. 1983, 1987, 1990 und 1994 erhielt Klaus-Jürgen Hedrich (CDU) die meisten Stimmen und damit das Direktmandat. 1998, 2002 und 2005 erhielt Peter Struck (SPD) die meisten Stimmen. 2009, 2013, 2017 und 2021 erhielt Henning Otte (CDU) das Direktmandat.
Bei Landtagswahlen bildet Celle mit den beiden Umlandgemeinden Hambühren und Wietze den Landtagswahlkreis Celle. 1994, 1998 und 2003 gewann Otto Stumpf (CDU) das Direktmandat, 2008, 2013 und knapp auch 2017 erhielt Thomas Adasch (CDU) die meisten Stimmen.

### Rat
Der Rat der Stadt Celle besteht aus 42 gewählten Mitgliedern. Dies ist die gemäß § 46 NKomVG festgelegte Anzahl für eine Stadt mit einer Einwohnerzahl zwischen 50.001 und 75.000. Die Ratsmitglieder werden durch eine Kommunalwahl für jeweils fünf Jahre gewählt. Stimmberechtigt im Rat ist außerdem der hauptamtliche Oberbürgermeister.
Bei der letzten Kommunalwahl 2021 ergab sich folgende Sitzverteilung:
- Linke: 1
- PARTEI: 1
- SPD: 10
- Grüne: 6
- WG: 1
- Zukunft: 1
- Unab: 3
- FDP: 3
- CDU: 13
- AfD: 3

Die vergangenen vier Kommunalwahlen führten zu folgenden Ergebnissen (Stimmenanteile) und daraus sich ergebender Verteilung der 42 Sitze:
| Partei / Liste | 2021      | 2021  | 2016      | 2016  | 2011      | 2011  | 2006      | 2006  |
| Partei / Liste | St.ant. % | Sitze | St.ant. % | Sitze | St.ant. % | Sitze | St.ant. % | Sitze |
| CDU            | 31,2 %    | 13    | 35,7 %    | 15    | 32,9 %    | 14    | 41,3 %    | 17    |
| SPD            | 24,9 %    | 10    | 29,4 %    | 12    | 32,4 %    | 13    | 30,6 %    | 13    |
| Grüne          | 14,2 %    | 6     | 7,4 %     | 3     | 11,1 %    | 5     | 8,9 %     | 4     |
| AfD            | 7,3 %     | 3     | 9,4 %     | 4     | –         | –     | –         | –     |
| Unabhängige    | 6,7 %     | 3     | 5,7 %     | 2     | 10,2 %    | 4     | –         | –     |
| FDP            | 6,1 %     | 3     | 4,7 %     | 2     | 4,2 %     | 2     | 12,4 %    | 5     |
| Linke          | 3,1 %     | 1     | 2,1 %     | 1     | 2,5 %     | 1     | –         | –     |
| WG             | 2,6 %     | 1     | 2,8 %     | 1     | 4,1 %     | 2     | 3,4 %     | 1     |
| Zukunft Celle  | 1,9 %     | 1     | –         | –     | –         | –     | –         | –     |
| PARTEI         | 1,4 %     | 1     | 1,5 %     | 1     | –         | –     | –         | –     |
| BSG-CE 1       | –         | –     | 1,3 %     | 1     | 2,5 %     | 1     | 1,4 %     | 1     |
| REP            | –         | –     | –         | –     | –         | –     | 1,2 %     | 1     |
| Gesamt         |           | 42    |           | 42    |           | 42    |           | 42    |

### Oberbürgermeister
- 1877–1895: Otto Hattendorf (1822–1905)
- 1895–1924: Wilhelm Denicke (1852–1924)
- 1924–1945: Ernst Meyer (1887–1948)
- 1945:00000 Max Vogel
- 1945–1946: Walther Hörstmann (1898–1977)
- 1946–1948: Richard Schäfer
- 1948–1952: Franz-Georg Guizetti (CDU) (1901–1982)
- 1952–1964: Wilhelm Heinichen (1883–1967)
- 1964–1973: Kurt Blanke (DP, CDU) (1900–1997)
- 1973–1986: Helmuth Hörstmann (CDU) (1909–1993)
- 1986–2001: Herbert Severin (CDU)
- 2002–2008: Martin Biermann (CDU)
- 2009–2017: Dirk-Ulrich Mende (SPD)
- ab 2017:00 Jörg Nigge (CDU)

### Hoheitszeichen
Die Stadt Celle führt ein Dienstsiegel, ein großes und ein kleines Wappen sowie eine Flagge.

#### Wappen

Großes Wappen
Hissflagge

| Wappen von Celle | Blasonierung: „In Blau eine mit Zinnen versehene silberne Mauer, auf der drei Türme mit roten Dächern stehen. In der schwarzen Toröffnung ist ein schräggelehntes goldenes Schildchen angeordnet, darin ein aufrechter, von sieben roten Herzen umgebener blauer Löwe.“ |
| Wappen von Celle | Wappenbegründung: Der Helm auf dem großen Stadtwappen wird wie folgt beschrieben: „Auf dem Schild befindet sich ein blau-weiß bewulsteter Helm mit außen blauer und innen silberner Helmdecke. Auf ihm stehen zwei mit der Spitze aufgerichtete, mit der Schneide einwärts gekehrte und am Rücken mit grünen Pfauenspiegeln besteckte, auswärts geneigte silberne Sicheln mit roten Griffen.“ Der Blaue Löwe im Gelben Feld mit den 7 roten Herzen bezieht sich vermutlich auf das Wappen des Fürstentums Lüneburg, welches sich aus Gründen familiärer Beziehungen am Wappen des Königreichs Dänemark orientierte. |

### Flagge
Die Stadtflagge ist geteilt in zwei gleich großen Bahnen in den Stadtfarben Blau und Weiß. Sie kann zusätzlich das Stadtwappen enthalten.

### Dienstsiegel
Die Stadt Celle führt ein Dienstsiegel, welches das Siegelbild des ältesten Stadtsiegels von 1288 mit der Umschrift „Stadt Celle“ zeigt. Es stellt ein zwischen zwei Mauertürmen liegendes Torgebäude dar, in dessen offenem Torbogen unter einer Helmzier auf einem nach links schräg gelehnten Schild der herzoglich-lüneburgische Löwe angebracht ist.

### Städtepartnerschaften
Die Stadt Celle unterhält seit 1953 Städtepartnerschaften.
| - Celle Ligure, Italien seit 2001 - Hämeenlinna, Finnland seit 1972 - Holbæk, Dänemark seit 1980 - Kwidzyn (dt. Marienwerder), Polen seit 1993 - Mazkeret Batya, Israel seit 2008 - Meudon, Frankreich seit 1953 - Quedlinburg, Deutschland, Städteunion seit 1990 - Sumy, Ukraine seit 1990 - Tavistock, Vereinigtes Königreich 1977 - Tjumen, Russland seit 1994 (nach langer Diskussion spätestens ab Juni 2023 ruhend) - Tulsa, Vereinigte Staaten seit 2000 |

- Siegel der Partnerstädte, eingelassen in poliertem Granit eines mehrseitigen pyramidenähnlichen Polygons

Siegel der Partnerstädte, eingelassen in poliertem Granit eines mehrseitigen pyramidenähnlichen Polygons
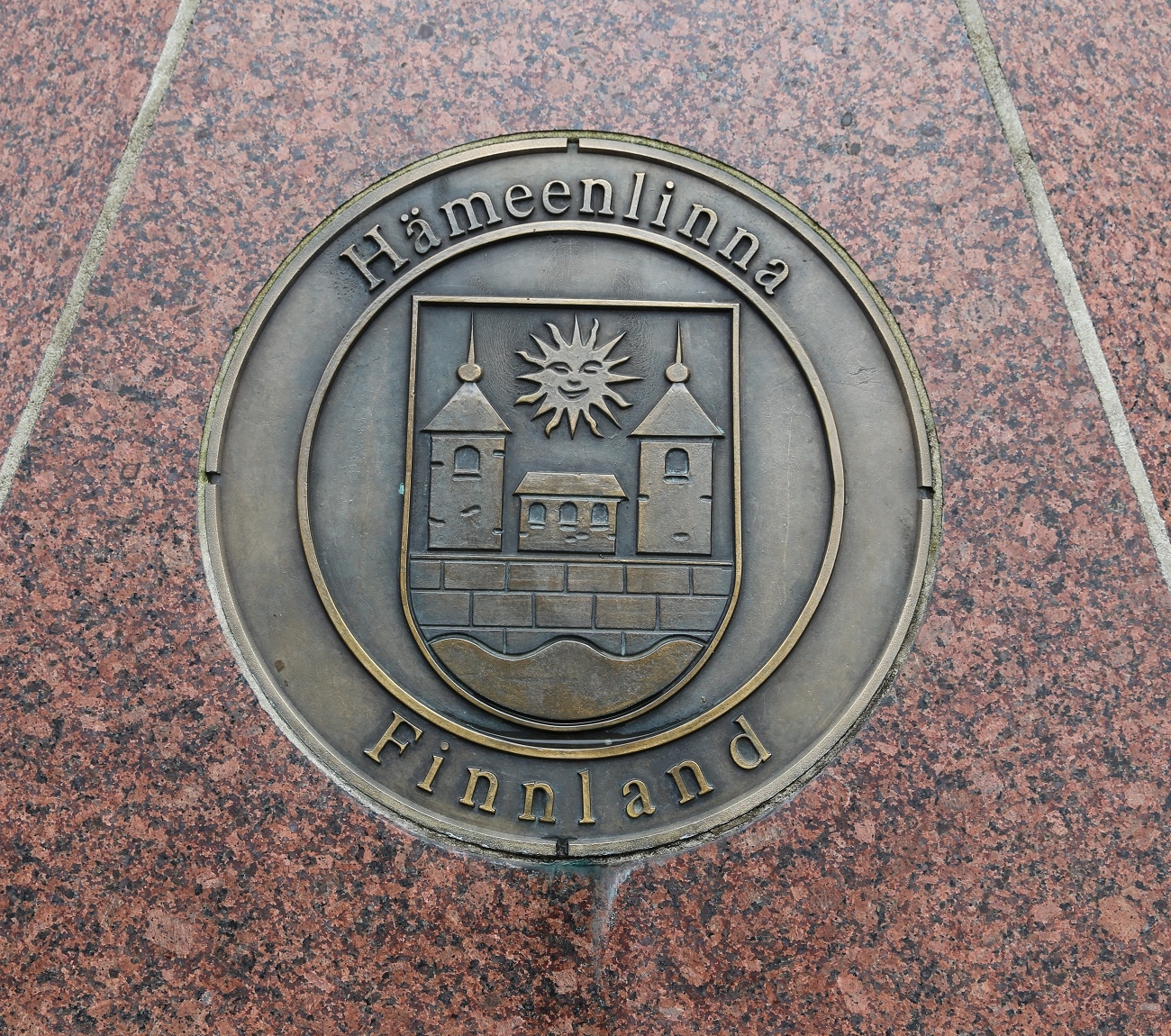
Hämeenlinna
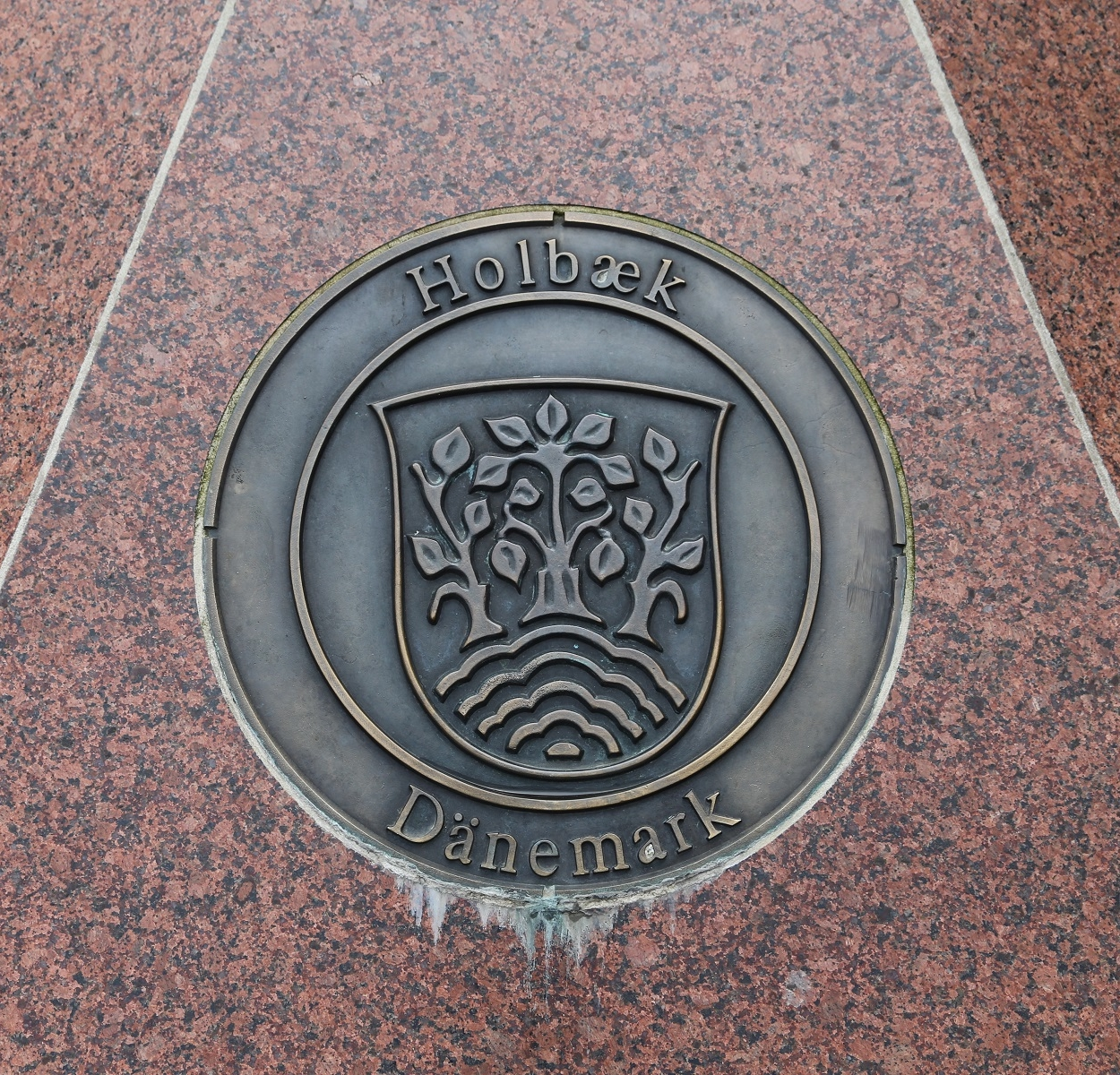
Holbæk
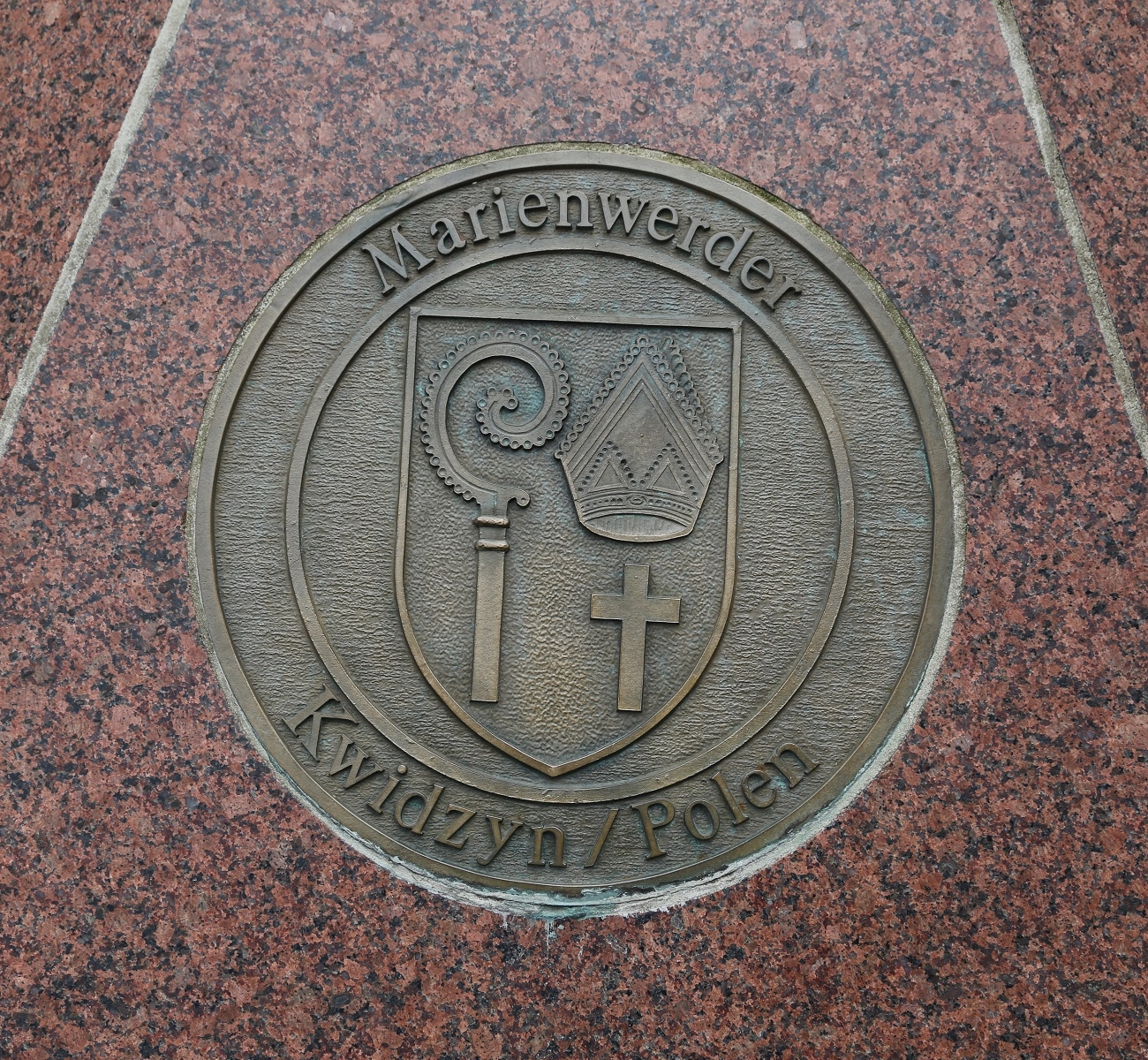
Kwidzyn
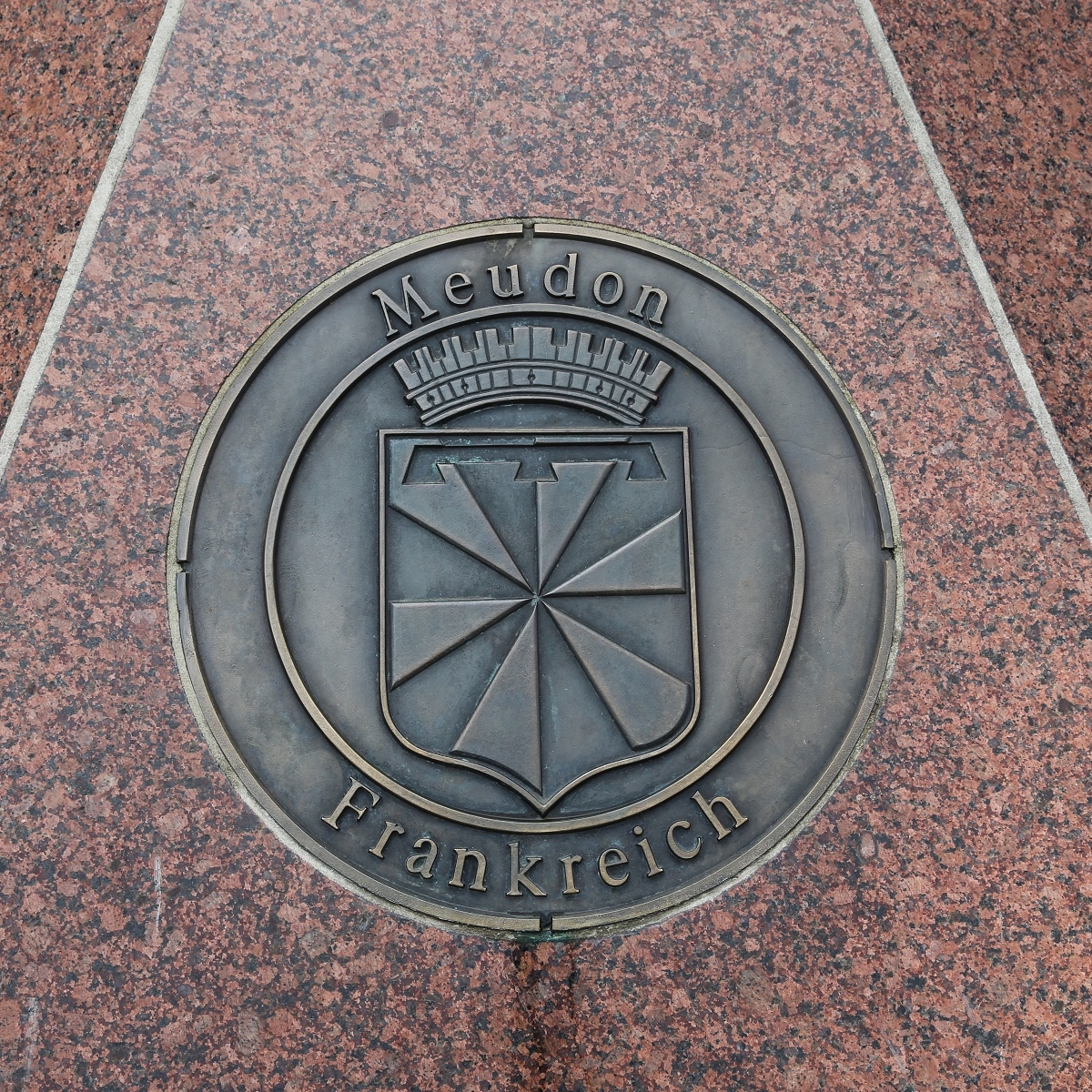
Meudon
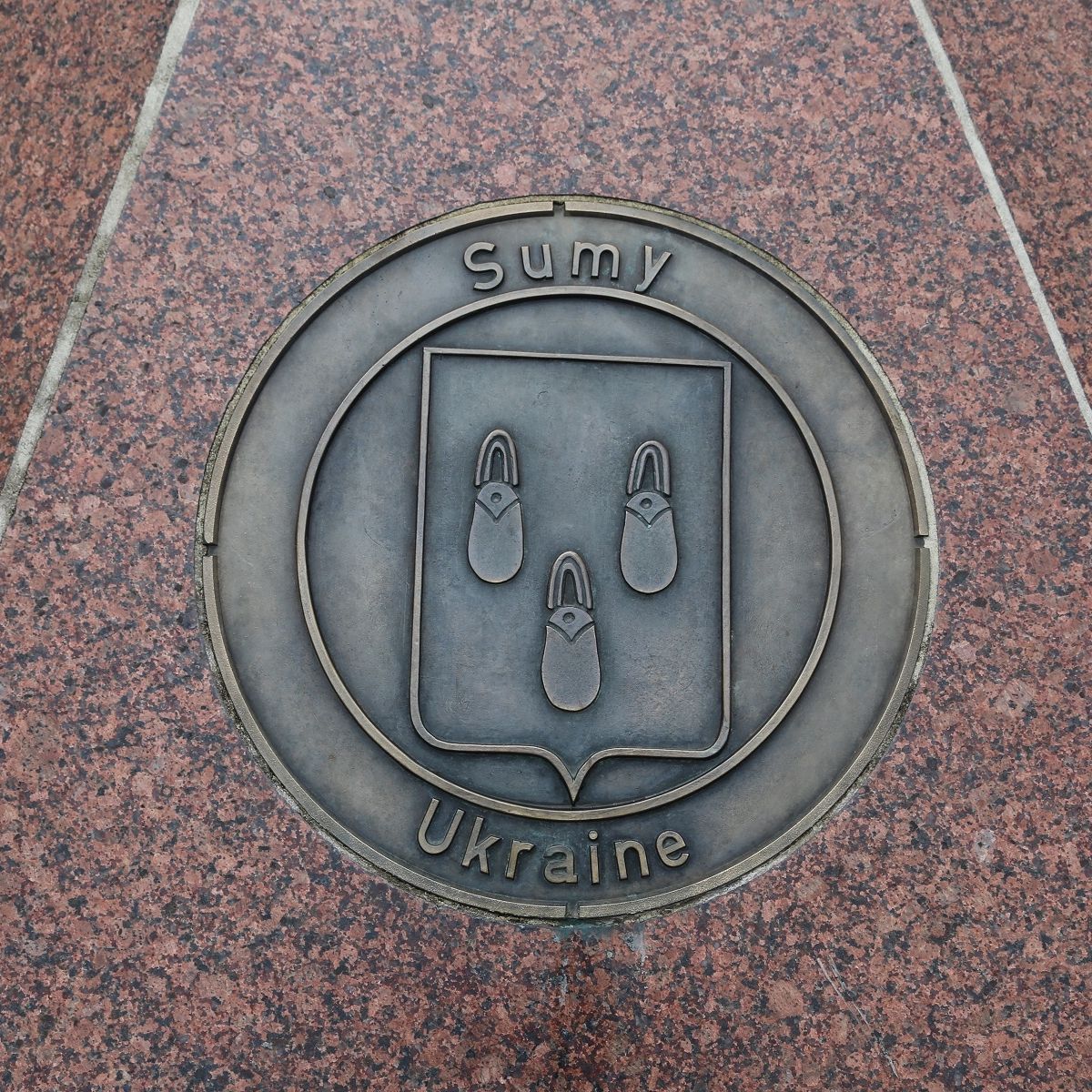
Sumy
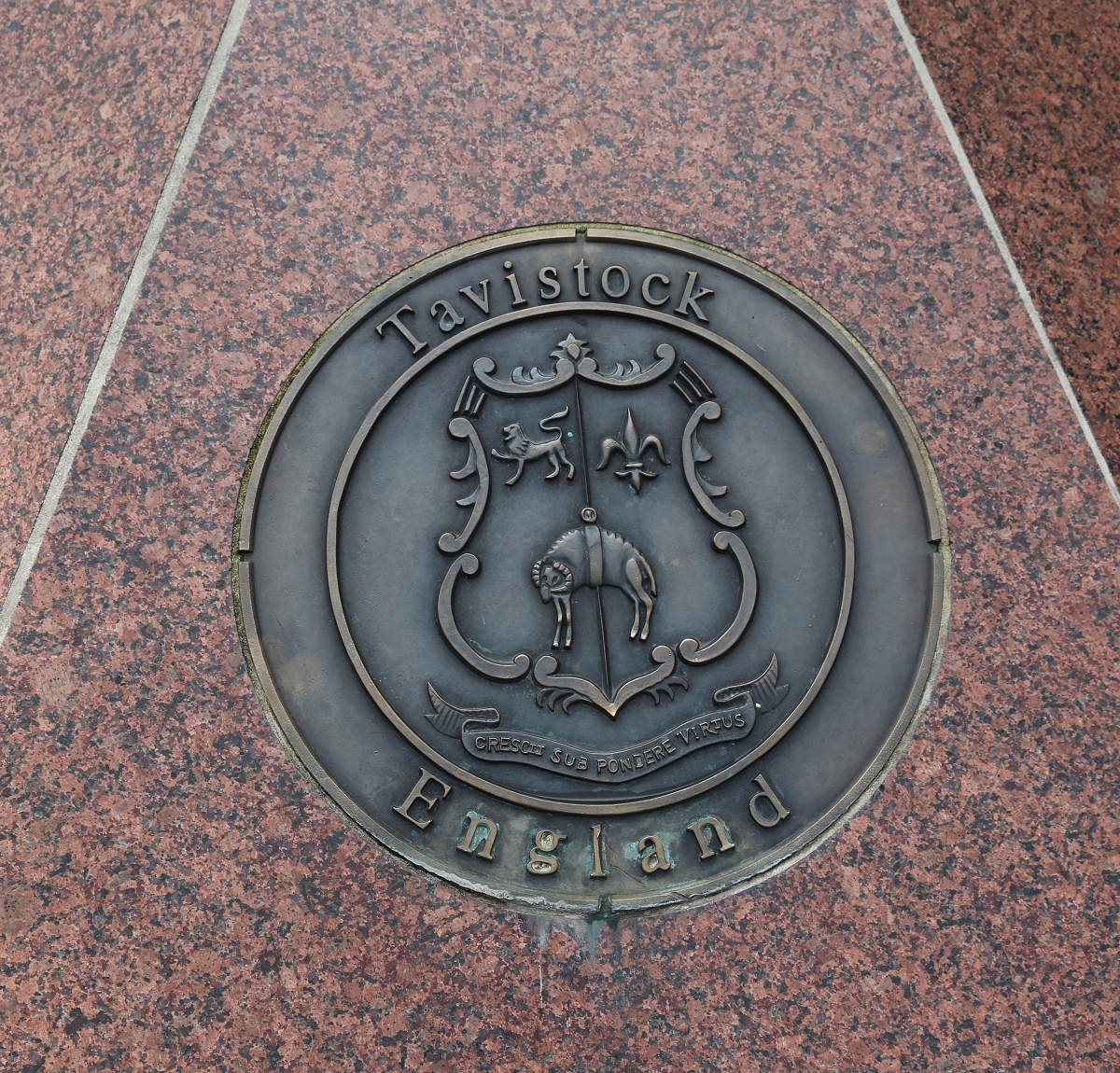
Tavistock
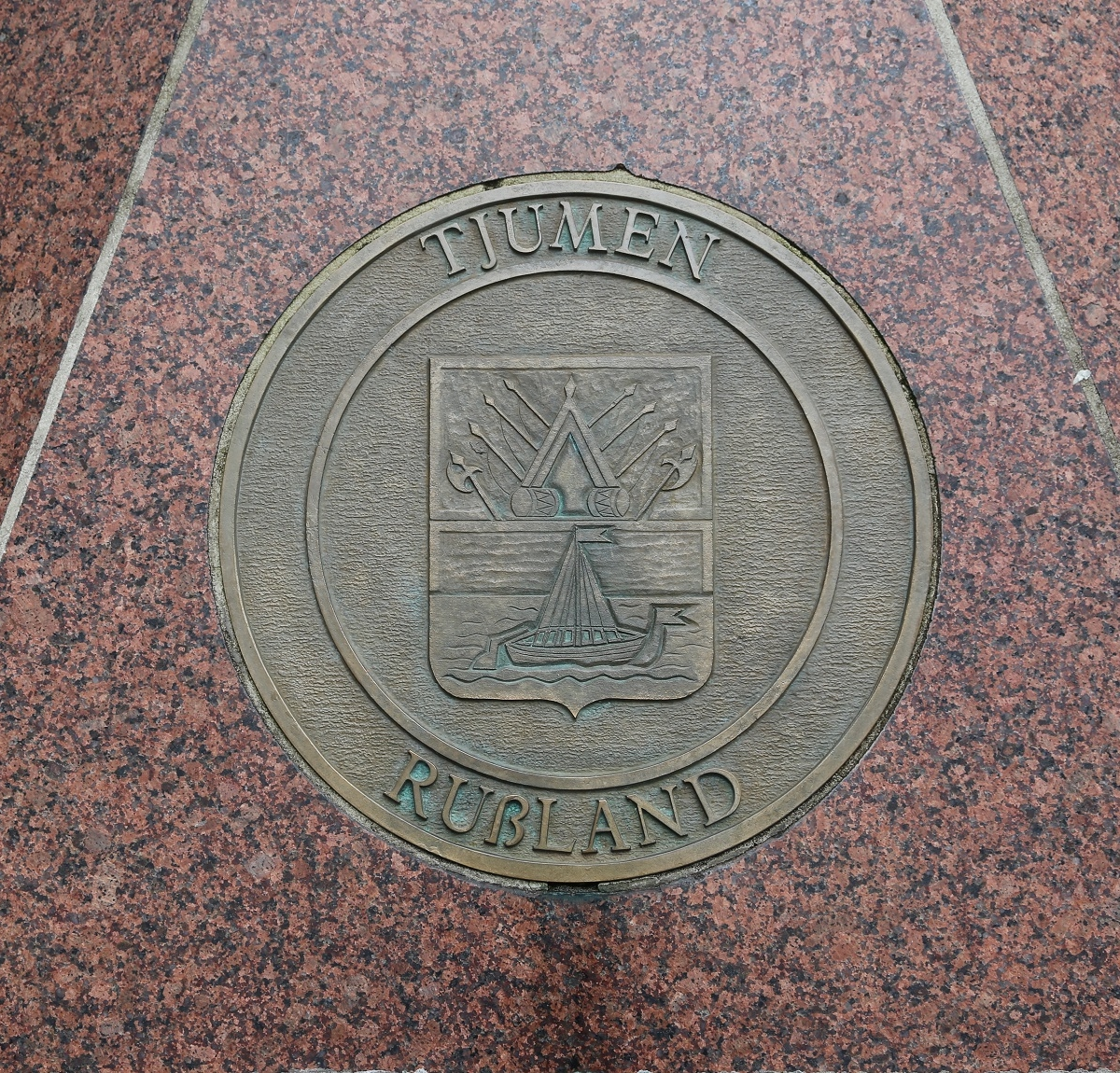
Tjumen
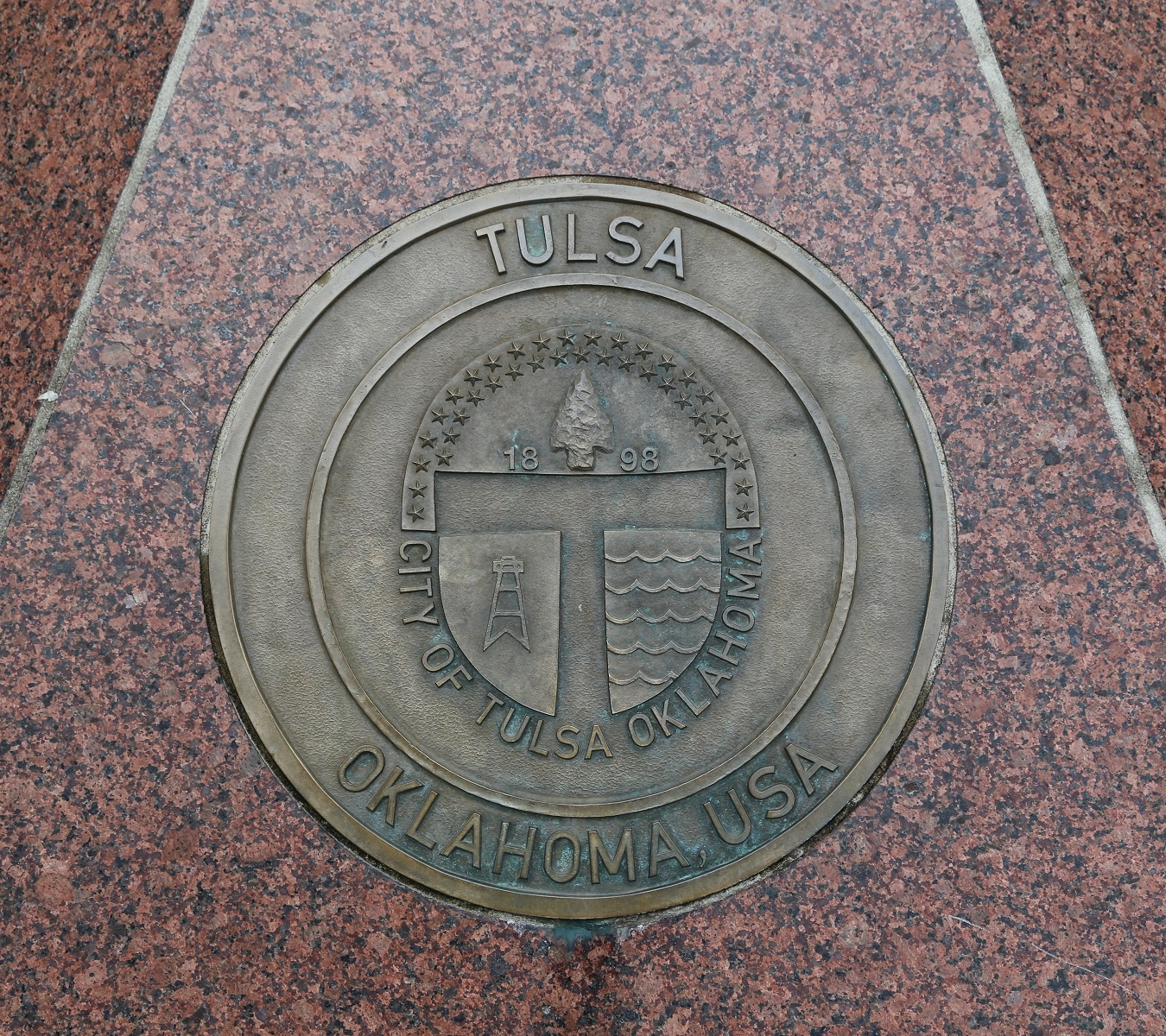
Tulsa

## Kultur und Sehenswürdigkeiten
- Die Stadt Celle gehört dem Lüneburgischen Landschaftsverband an.

### Museen

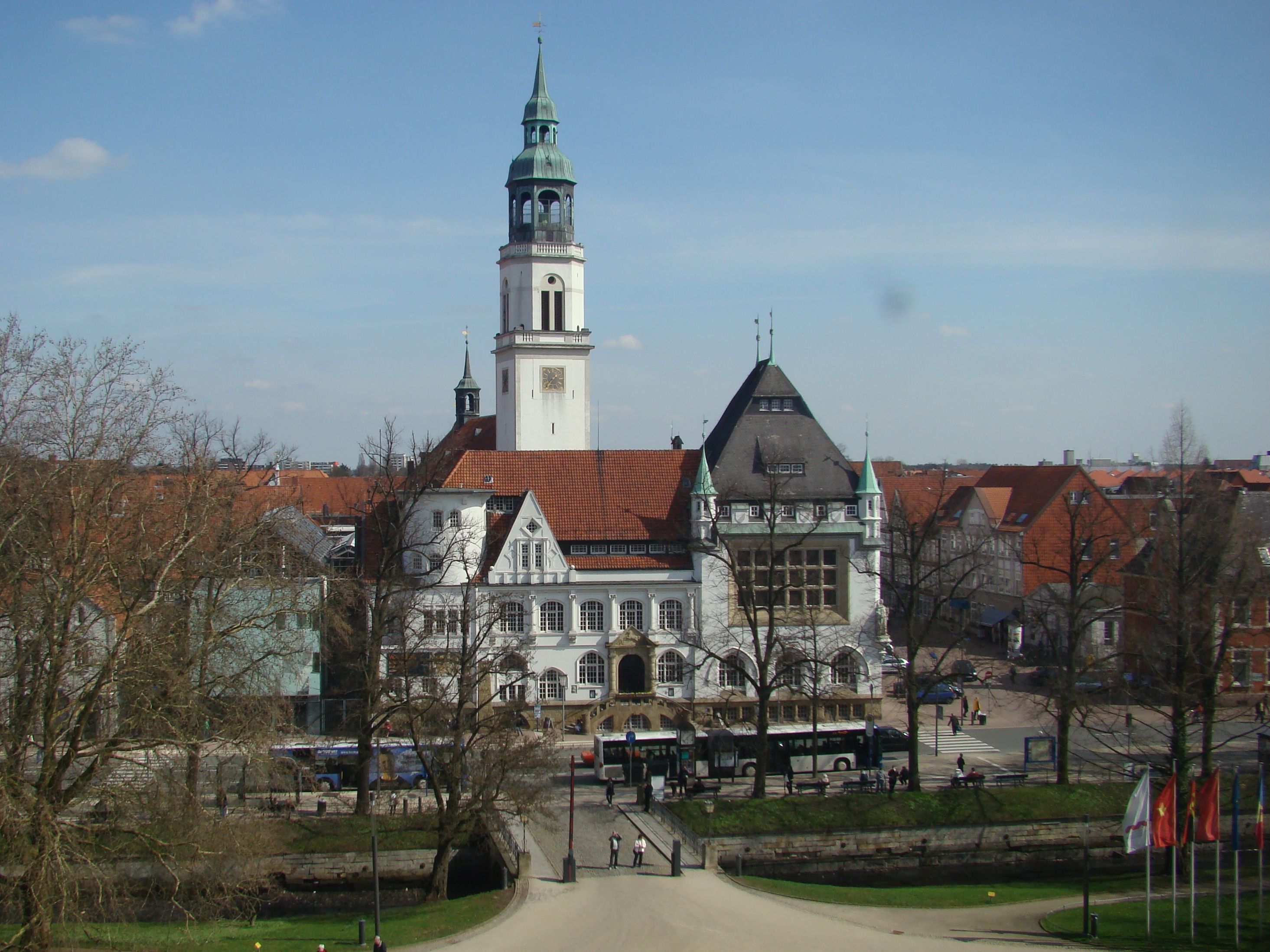
Das Bomann-Museum, vorne der Schlossgraben, im Hintergrund die Stadtkirche

Das Bomann-Museum gegenüber dem Schloss zeigt Sammlungen zur Volkskunde Niedersachsens, zur Stadtgeschichte und zur hannoverschen Landesgeschichte. Es beherbergt ein vollständiges niedersächsisches Bauernhaus. Eine Ausstellung umfasst Funde zur Ur- und Frühgeschichte. Das Museum besitzt Werke des Künstlers Eberhard Schlotter. Gezeigt wird auch die Sammlung Tansey, eine der größeren bekannten deutschen Sammlungen von Miniaturen. An das Bomann-Museum ist zudem das Kunstmuseum Celle mit der Sammlung Robert Simon angegliedert; hier ist auch das erste 24-Stunden-Kunstmuseum der Welt zu finden.
Das Residenzmuseum im Celler Schloss zeigt in den barocken Räumen unter anderem Stuckdecken italienischer Meister sowie eine Ausstellung, die das Fürstenhaus der Welfen dokumentiert. Daneben ist eine Sammlung von „Celler Silber“ (eine Schenkung der Familie Tansey) zu sehen.

Vergoldete Silberpokale im Residenzmuseum
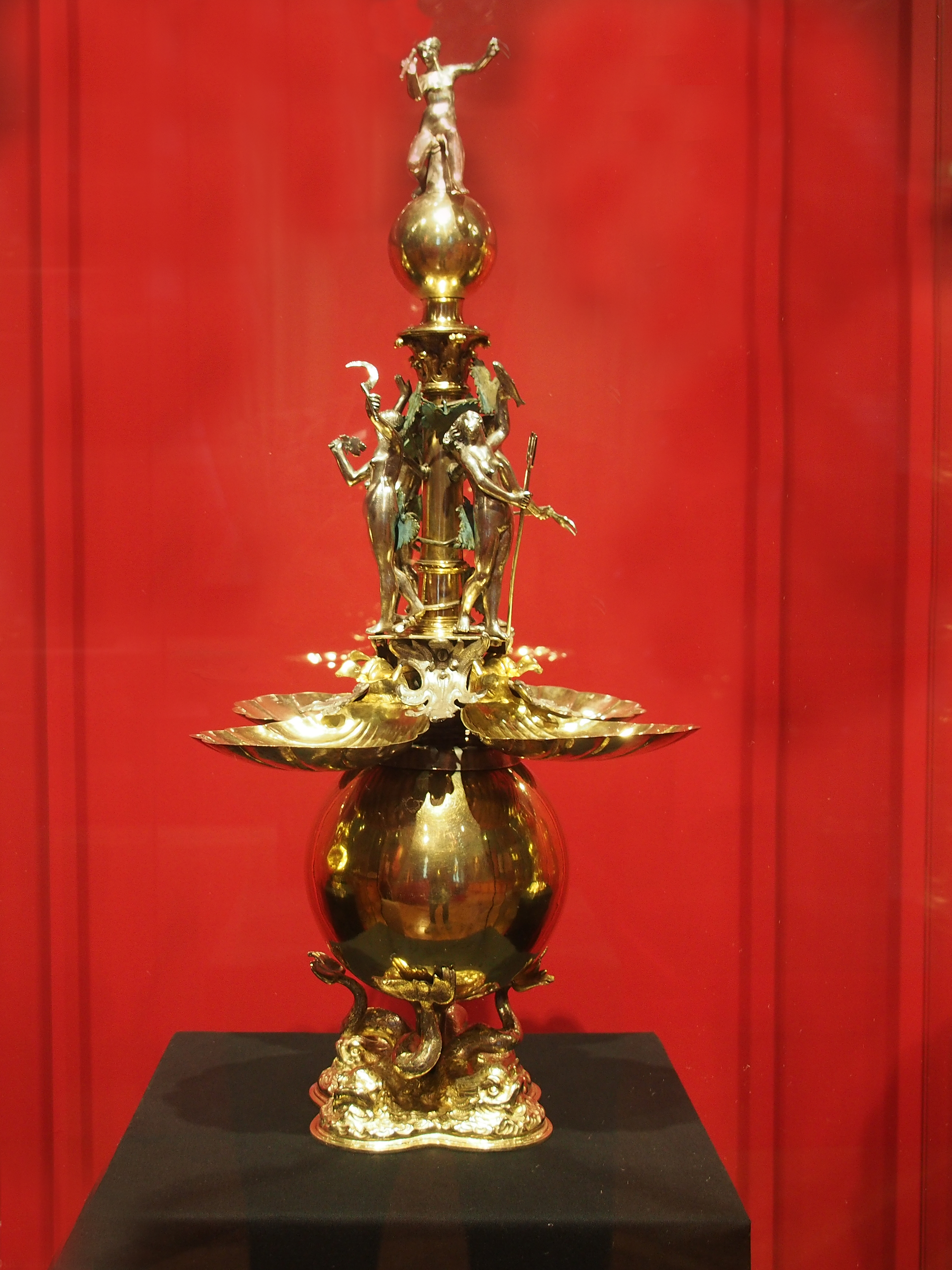
Hamburger Tischbrunnen von Evert Kettwyck (zwischen 1628 und 1643)
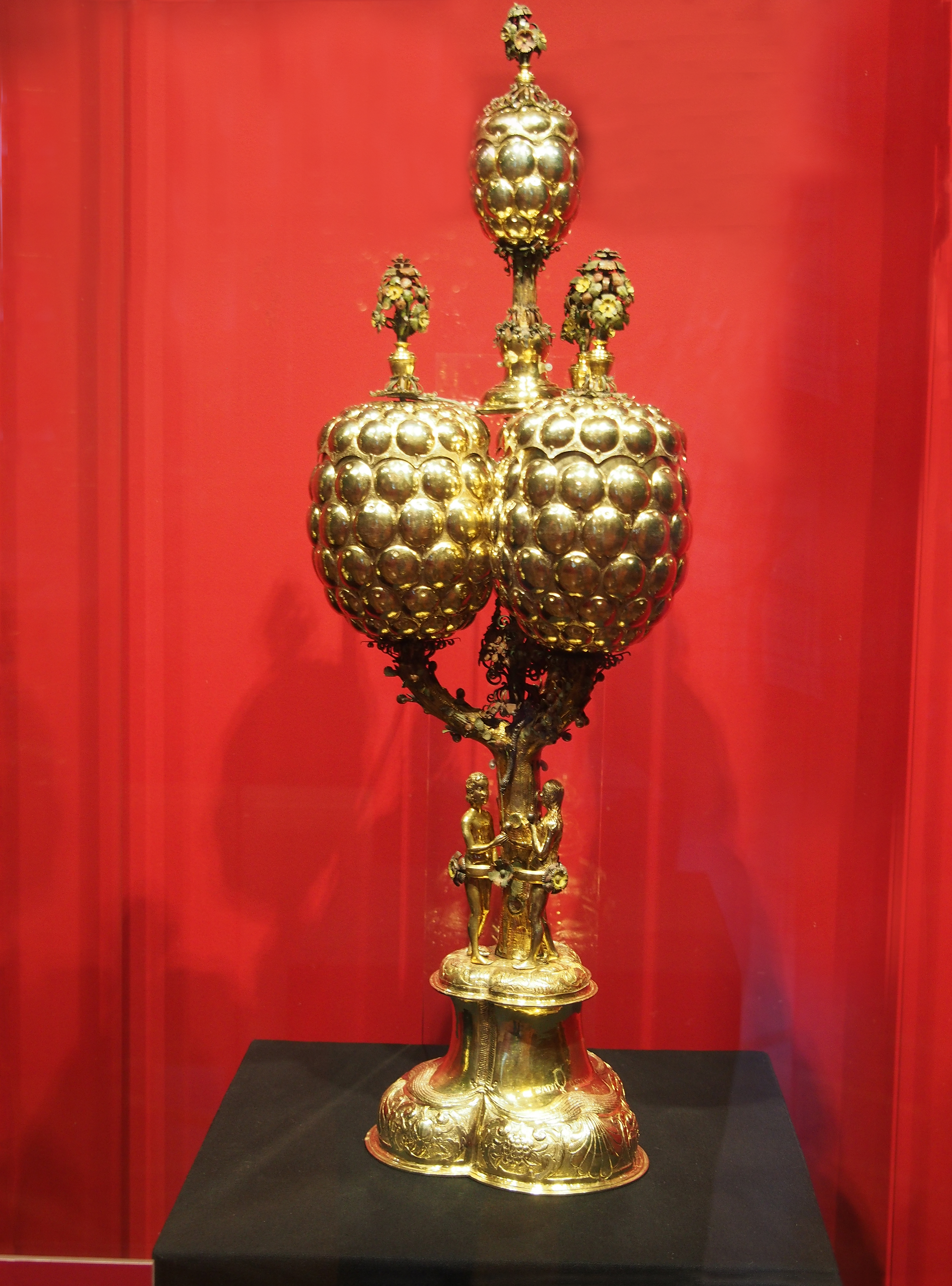
Vierfacher Traubenpokal von Christoph Uder (1649)
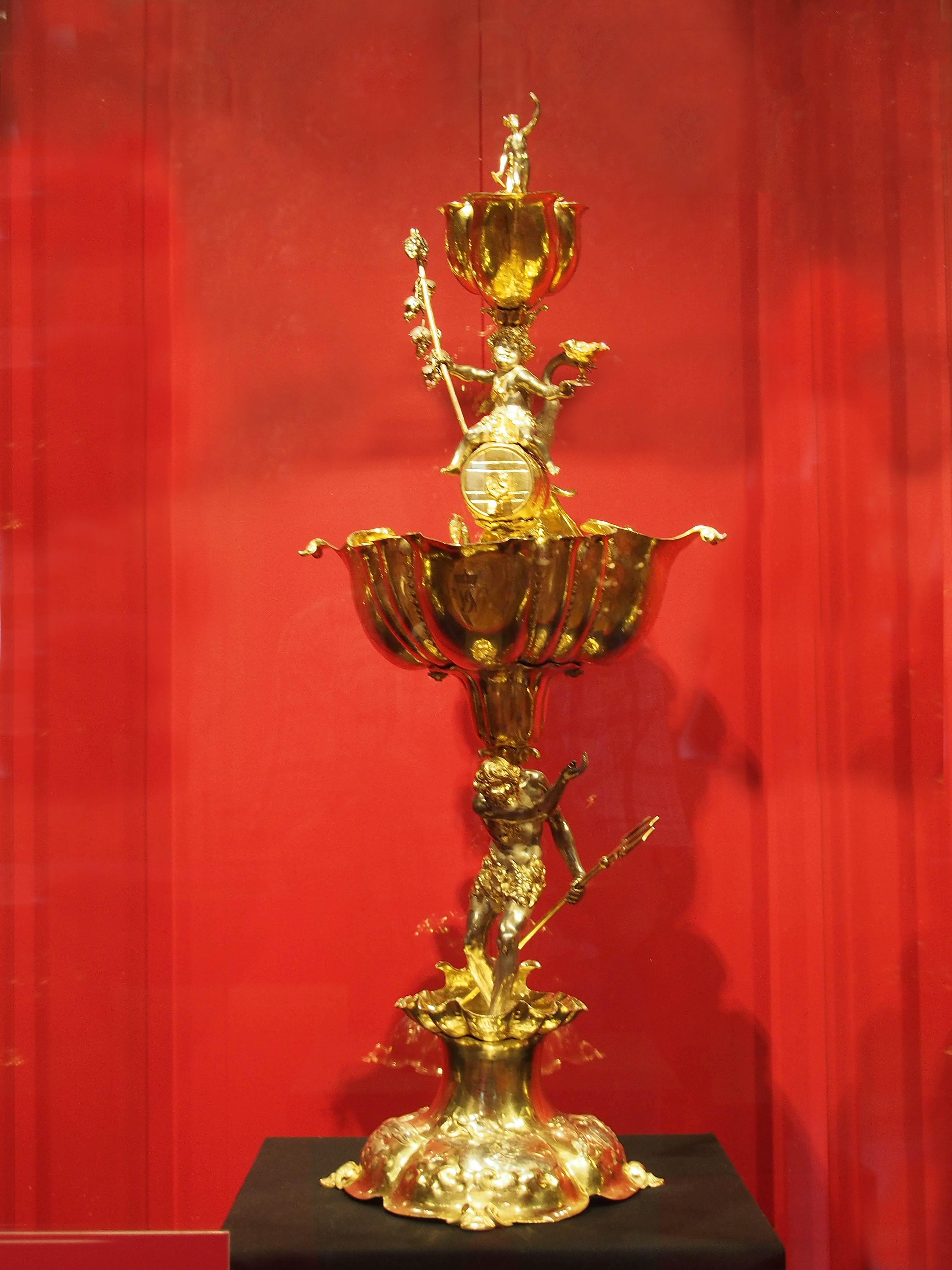
Tischbrunnen von Melchior I. Gelb (Österr. Museum für angewandte Kunst, Wien)

Mit der Geschichte der Garnison Celle von 1866 bis heute befasst sich das Celler Garnison-Museum, während das Schützenmuseum am Kleinen Plan dem Celler Schützenwesen gewidmet ist. Das bis Ende Februar 2013 bestehende Deutsche Stickmuster-Museum im Rokoko-Palais im Prinzengarten dokumentierte vier Jahrhunderte Frauengeschichte am Beispiel der Stickmusterkultur. Das Wirken des Celler „Neues Bauen“-Architekten Otto Haesler zeigt das Otto-Haesler-Museum. Im 1607 erbauten Treppenspeicher (der ursprünglich in Paulmannshavekost stand und 1931 hierher versetzt wurde) befindet sich das Max-Böcker-Museum. Hier sowie in der 1677 erbauten Orangerie des Instituts für Bienenkunde ist eine Ausstellung zum Imkereiwesen zu sehen.

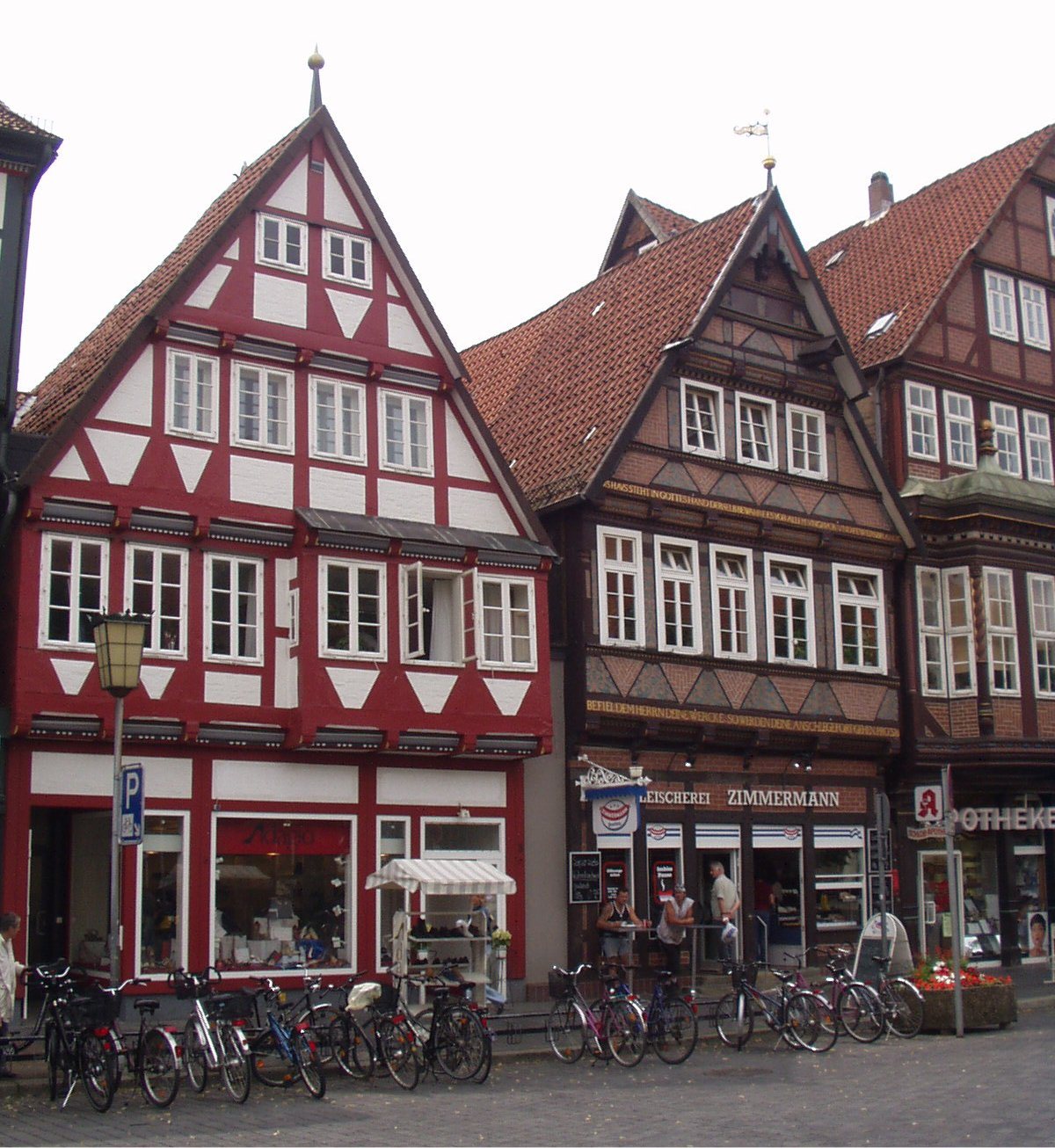
Altstadthäuser (Stechbahn)

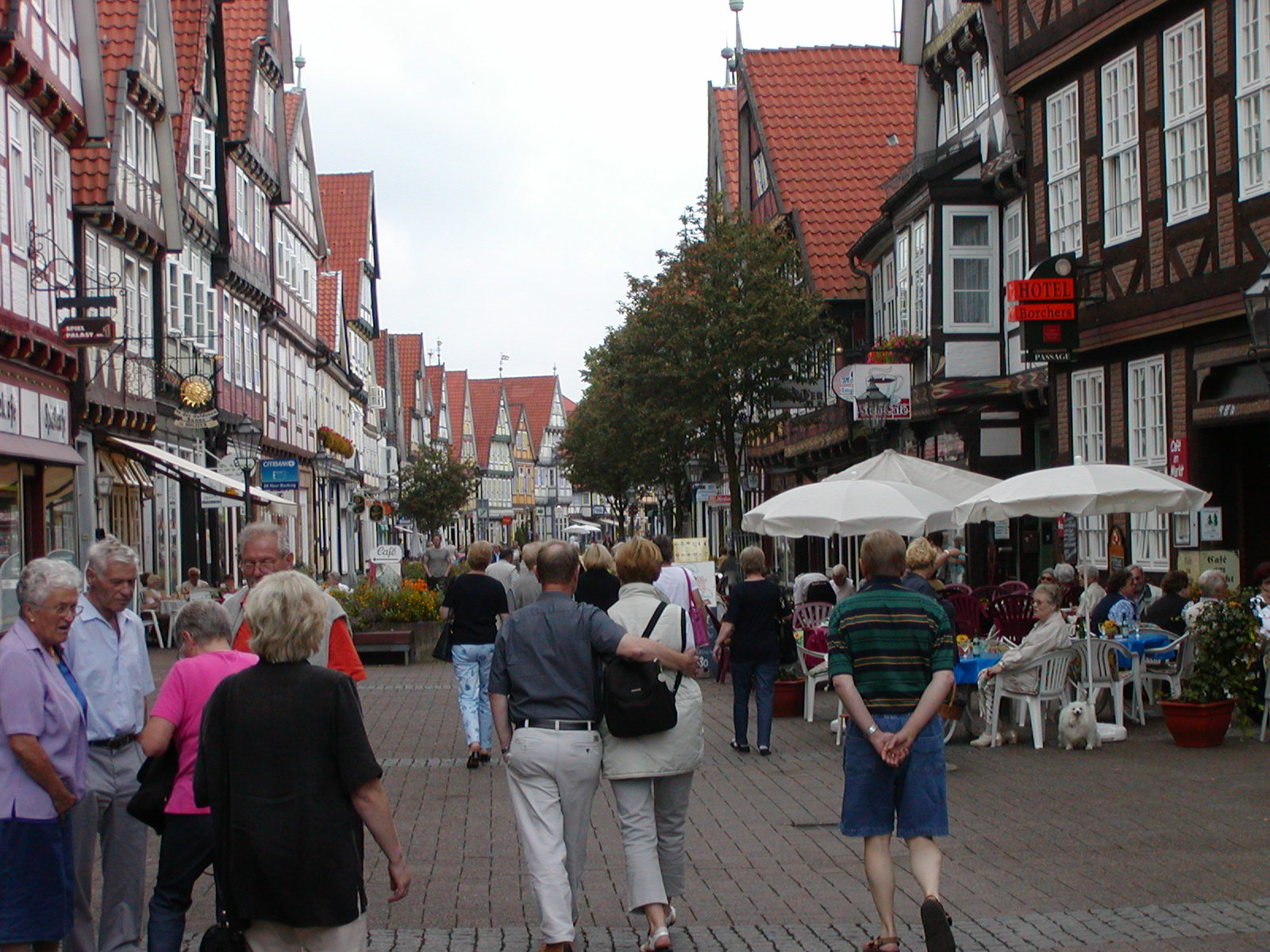
Celle Altstadt, Schuhstraße

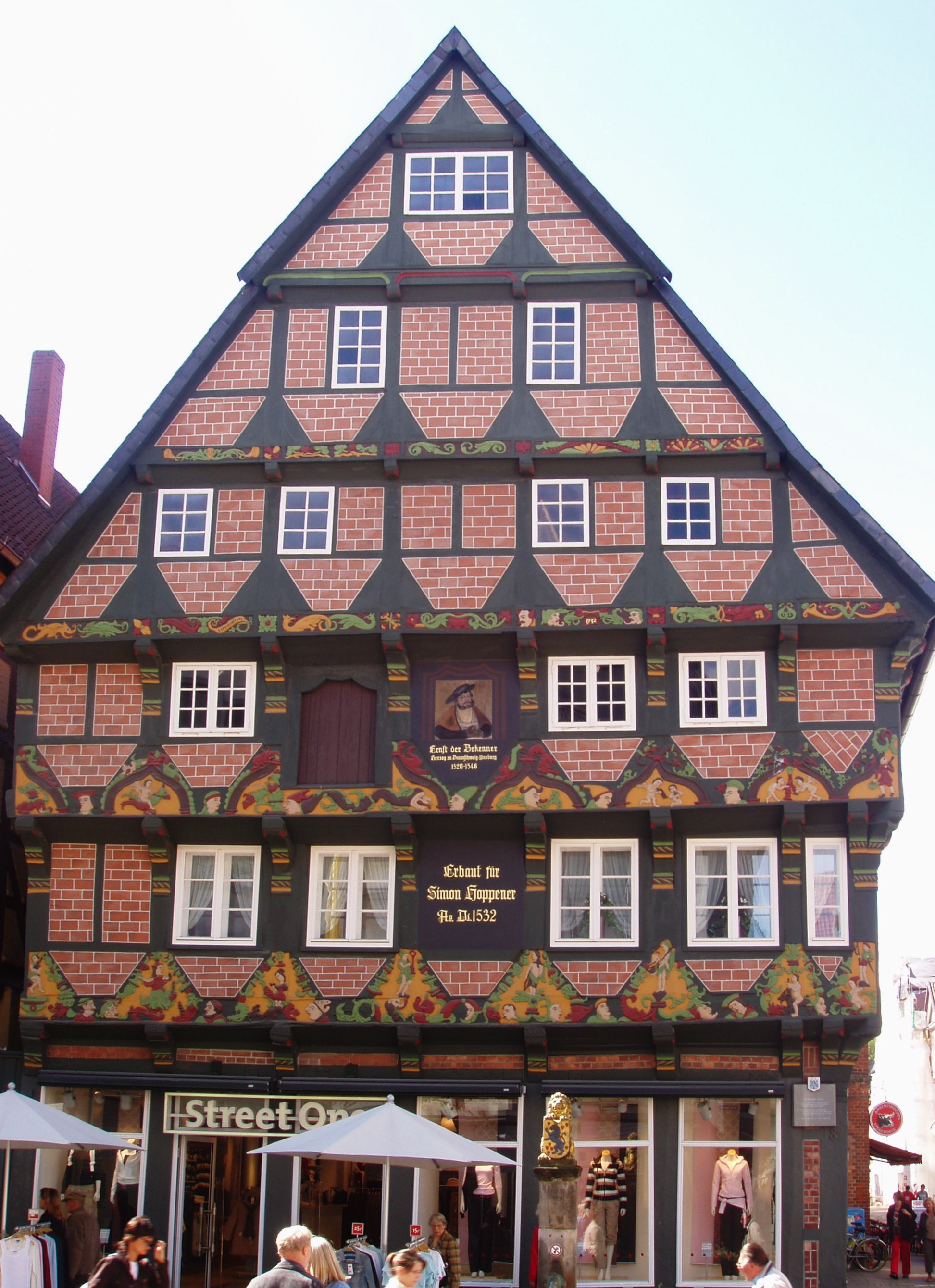
Hoppener-Haus, das bekannteste und am prächtigsten verzierte Fachwerkhaus der Celler Altstadt

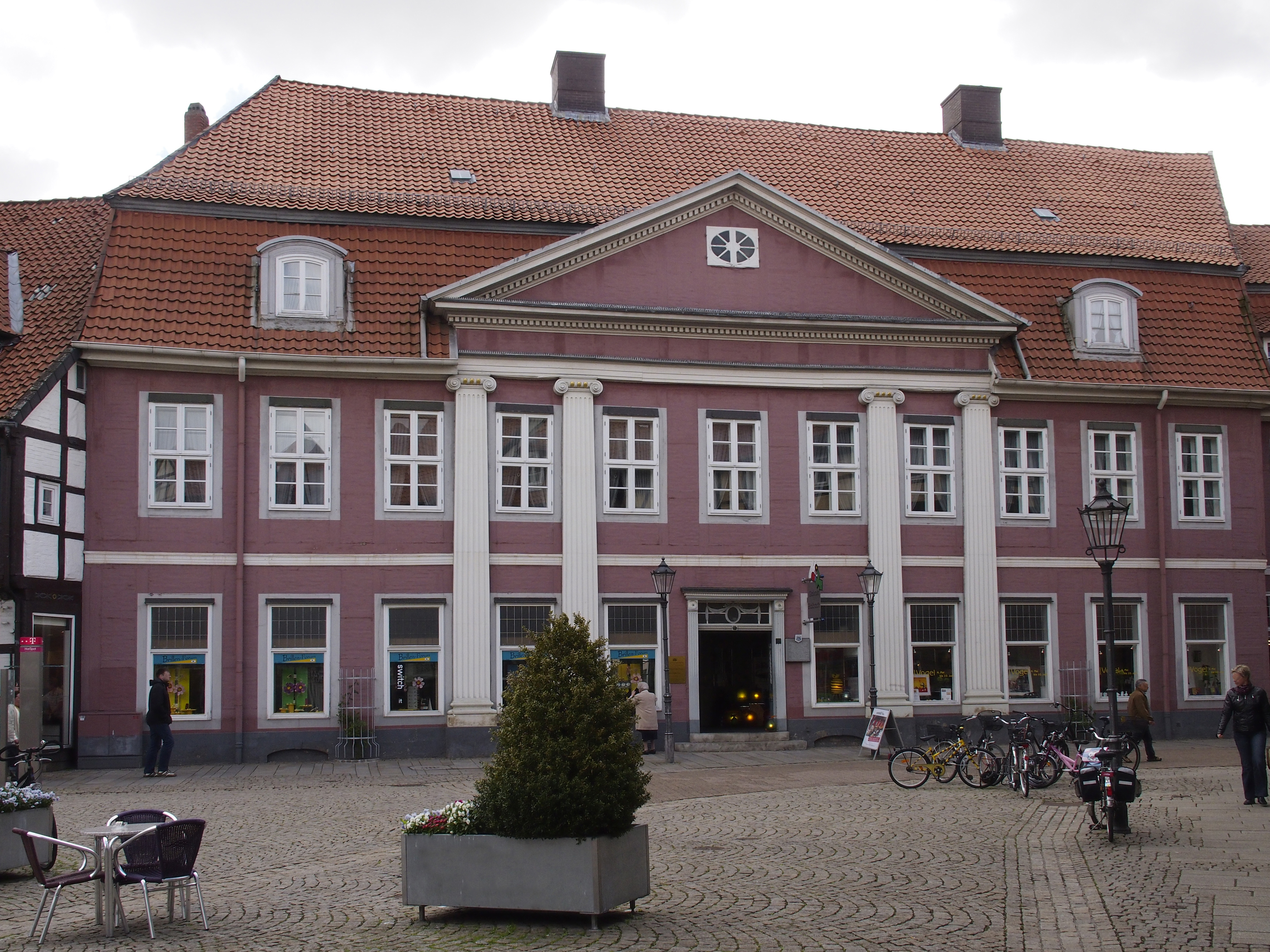
Stechinellihaus (Großer Plan)

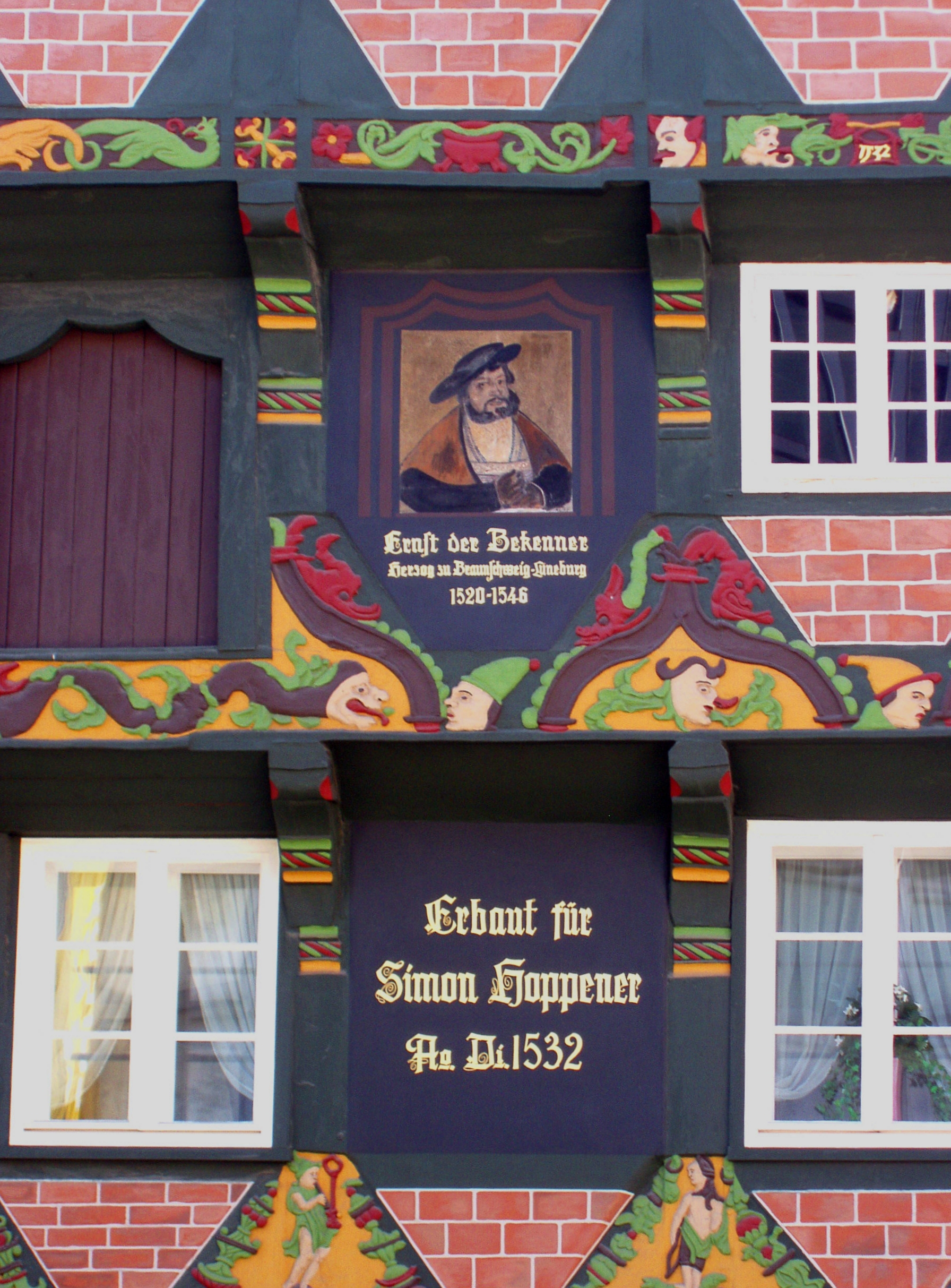
Abbild von Ernst dem Bekenner am Hoppener-Haus in Celle

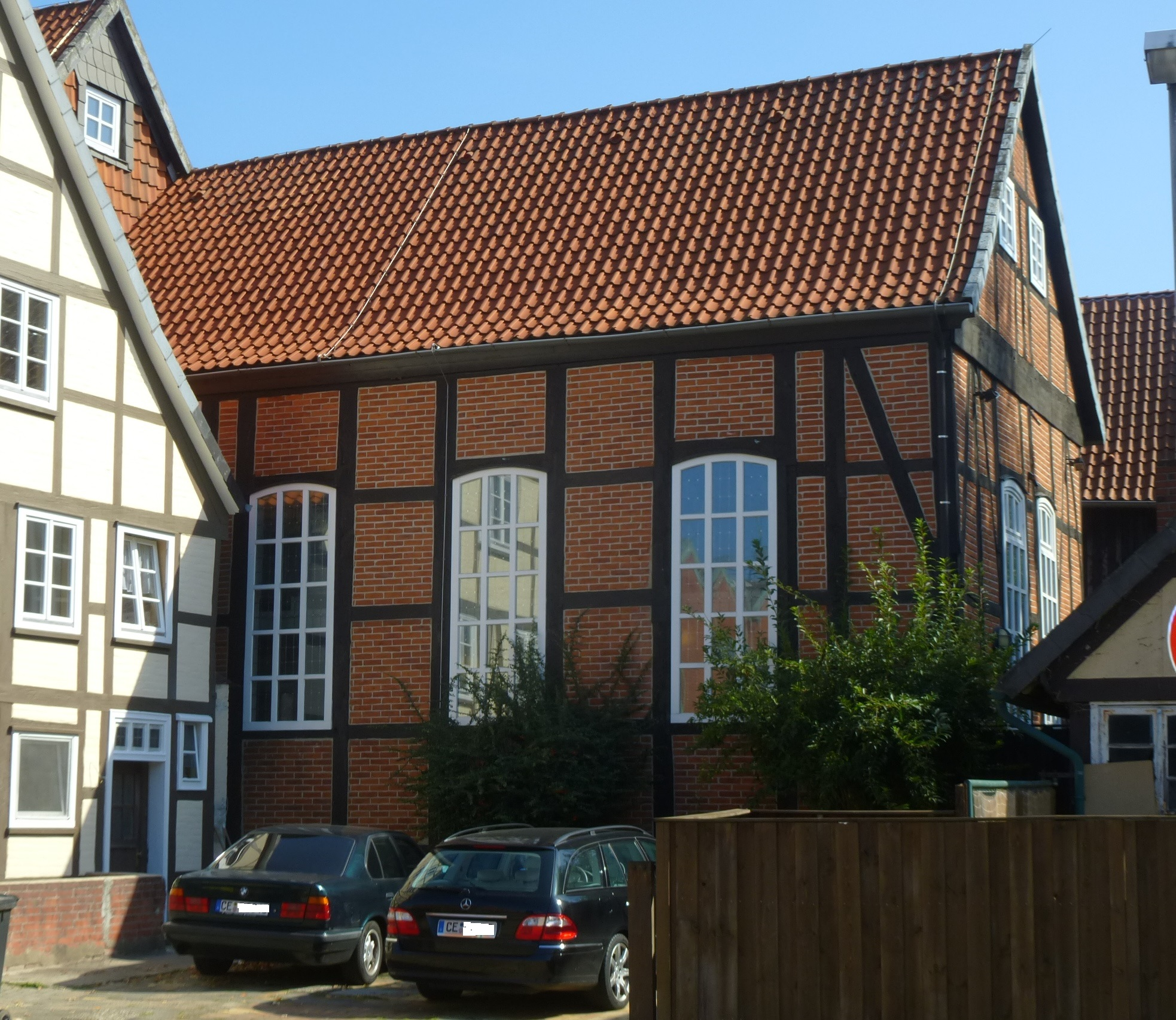
Die Fachwerk-Synagoge von Celle

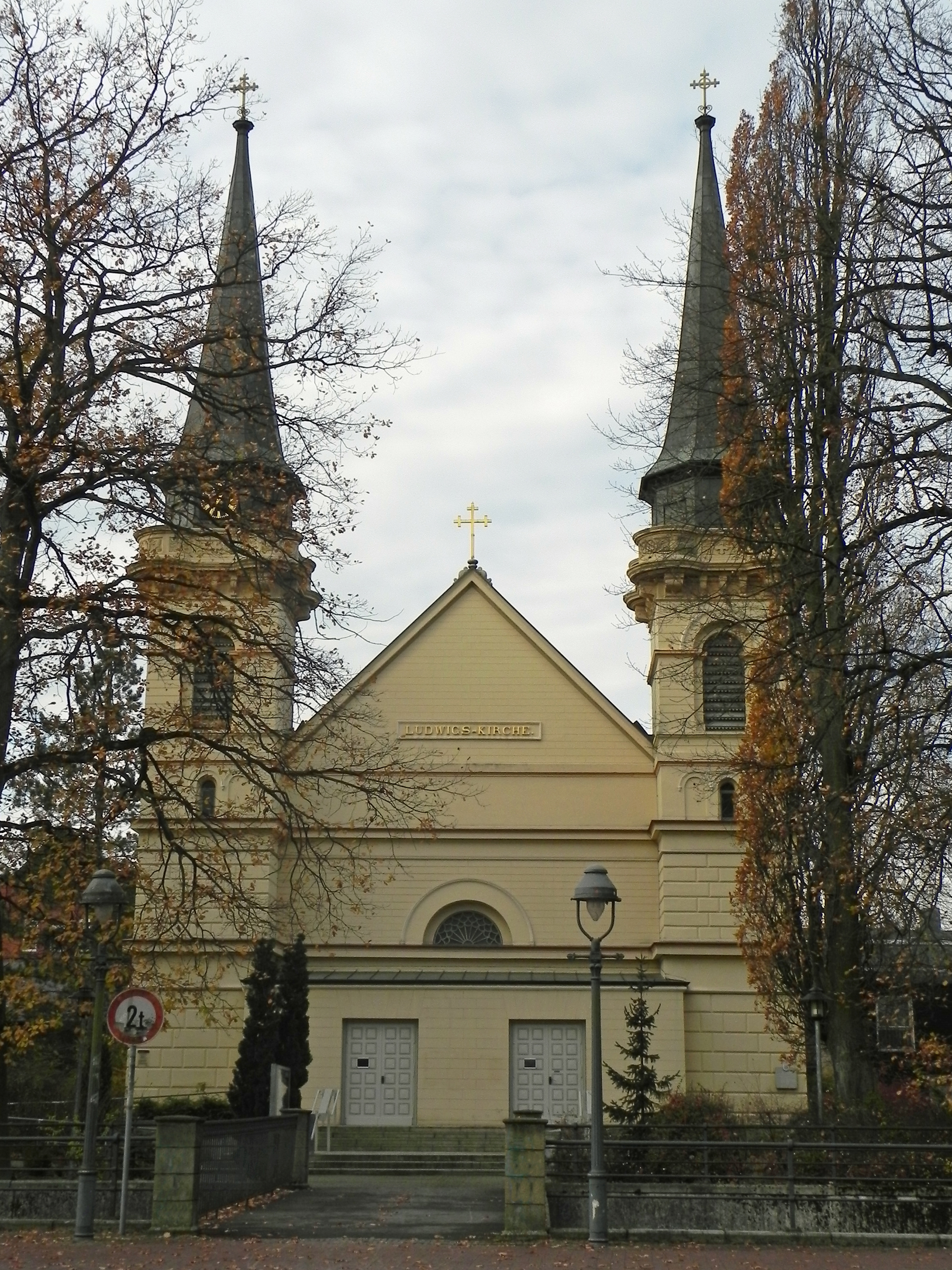
Katholische Kirche St. Ludwig in Celle

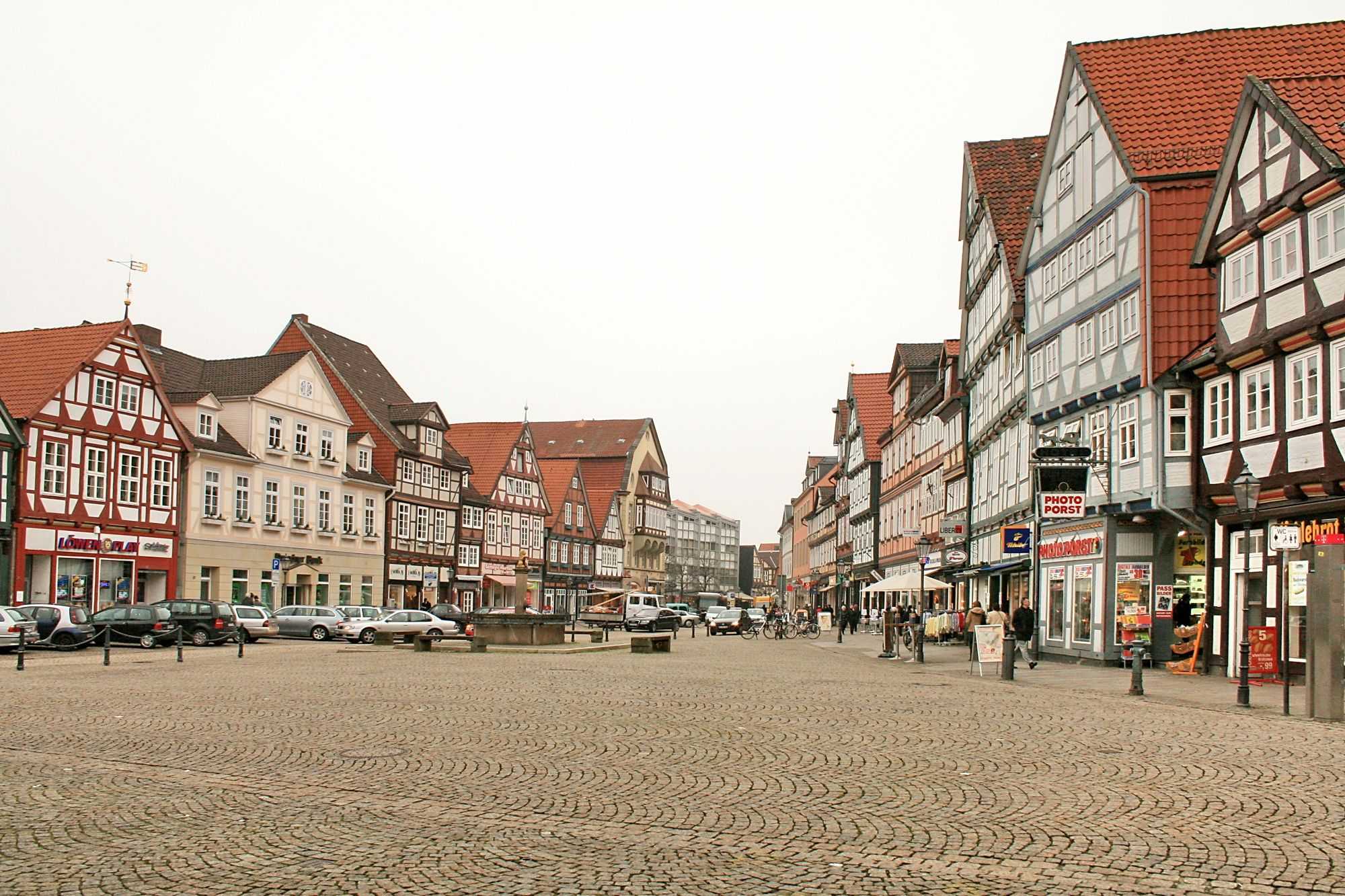
Platzanlage Großer Plan in der Celler Altstadt

### Theater
Das Schlosstheater Celle wurde 1674 gegründet und gilt damit als das älteste noch bespielte Theater Deutschlands sowie als das älteste Barocktheater Europas. Es verfügt über eine Hauptbühne und zwei Studiobühnen (Malersaal und Turmbühne) sowie auswärts der im Januar 2015 neu eröffneten Spielstätte HALLE 19 auf dem Gelände der CD-Kaserne. Seit 1950 ganzjährig mit einem festen Ensemble bespielt und von 1956/57 bis 1972 von Hannes Razum geleitet, ist es zu bundesweiter Bedeutung gelangt.
Am Rande der Altstadt (am Nordwall) befindet sich das Kleinkunsttheater Kunst & Bühne, dessen Programm von Comedy über Chanson, Jazz und Kabarett bis hin zu Filmvorführungen reicht. Seit Anfang 2019 wird die Bühne vom Verein Kunst & Bühne e. V. getragen, nachdem die Stadt Celle den Betrieb des Kleinkunsttheaters einstellen wollte.

### Veranstaltungsorte
Die Congress Union Celle ist ein Veranstaltungszentrum für Tagungen und Messen sowie für Bühnen-, Musik und Festveranstaltungen. Die internationale Fachtagung für Hochleistungsbohrtechnik Celle Drilling wird jährlich in Celle durchgeführt.
Die CD-Kaserne als städtisches Jugend-Kulturzentrum bietet Raum für Veranstaltungen aus den Bereichen Musik, Film, Kunst und Gesellschaft.
Das auf dem Gelände befindliche Bunte Haus ist ein gemeinnütziges Kulturzentrum. Schwerpunkt sind Projekte und Veranstaltungen zu gesellschaftlichen Fragen mit den Aspekten Kultur, soziale Arbeit und politische Bildung. Die Mitarbeiter leisten ihre Arbeit ehrenamtlich.

### Bauwerke

#### Altstadt Celle
Die Fachwerk-Altstadt ist die Hauptattraktion der Stadt Celle. Im Zweiten Weltkrieg unbeschadet geblieben, sind dort zahlreiche Fachwerkhäuser des 16. bis 19. Jahrhunderts zu finden, die vor allem an den Hauptstraßen, Schuhstraße, Zöllnerstraße und der Neuen Straße liegen. Die Celler Fachwerkhäuser fallen durch ihre zahlreichen Inschriften auf, sind aber darüber hinaus (im Gegensatz etwa zu süddeutschen Fachwerkstädten) nicht übermäßig prächtig verziert. Herausragend ist allerdings das durch figürliche Schnitzereien ausgezeichnete Hoppener-Haus von 1532 an der Poststraße, Ecke Mauernstraße. Celle bemüht sich seit Anfang des 20. Jahrhunderts besonders um die Pflege und Freilegung der Fachwerkbauten und war 1907 eine der ersten deutschen Städte, die sich ein Ortsstatut zur Fachwerkerhaltung gaben. Noch heute spielt die Stadt Celle eine maßgebliche Rolle in der Arbeitsgemeinschaft Deutsche Fachwerkstädte, deren Vorsitzende bis vor wenigen Jahren die Celler Oberbürgermeister waren.

#### Residenzschloss
Das Celler Schloss geht auf eine Wasserburg des frühen 14. Jahrhunderts zurück, die sich oberhalb einer Furt durch die Aller befand. In der darauffolgenden Zeit als Regierungssitz hat das Schloss zahlreiche Erweiterungs- und Umbauten erfahren, worunter die Schlosskapelle mit ihrer frühreformatorischen Ausstattung des 16. Jahrhunderts herausragt. Mit Ausnahme des Ostflügels stammt die Bausubstanz aus der Barockzeit der zweiten Hälfte des 17. Jahrhunderts. Bedeutend war der Umbau im 19. Jahrhundert unter dem hannoverschen Hofbaumeister Georg Ludwig Friedrich Laves, dessen sichtbarstes Zeichen das in den Innenhof ragende repräsentative neue Treppenhaus ist. Im Schloss befinden sich heute das seit 1671 bestehende Schlosstheater, das Residenzmuseum und eine Managementakademie.

#### Stadtkirche St. Marien
Die evangelische Stadtkirche St. Marien an der Stechbahn ist ebenfalls mittelalterlichen Ursprungs, jedoch wird ihr inneres Erscheinungsbild durch eine hochbarocke Neuausgestaltung von 1676–1698 mit prächtigen Stuckaturen geprägt, bei der auch das Mittelschiff erhöht und mit einem hölzernen Tonnengewölbe versehen wurde. An den Innenseiten des Chorraums stehen monumentale Fürstengrabmäler der Celler Herzöge; darunter ist über eine Falltür die selten geöffnete Fürstengruft erreichbar. Der neubarocke Kirchturm wurde erst 1913–1914 nach einem Entwurf von Karl Börgemann errichtet und ist seither eines der weithin sichtbaren baulichen Wahrzeichen Celles. Der Turm kann in den Sommermonaten über 235 Stufen bis zur Aussichtsebene in 52 m Höhe bestiegen werden und bietet dort einen ausgezeichneten Blick auf Altstadt und Umland.

#### St.-Ludwigs-Kirche
Ein bedeutendes Bauwerk des Klassizismus ist die nach Entwürfen von Anton Spetzler 1835–1839 am südlichen Altstadtrand erbaute katholische St.-Ludwigs-Kirche. Das dreischiffige Innere wird durch gewaltige dorische Säulen und ein kassettiertes Tonnengewölbe geprägt. Die markanten Doppeltürme stammen erst von 1880–1881.

#### Synagoge

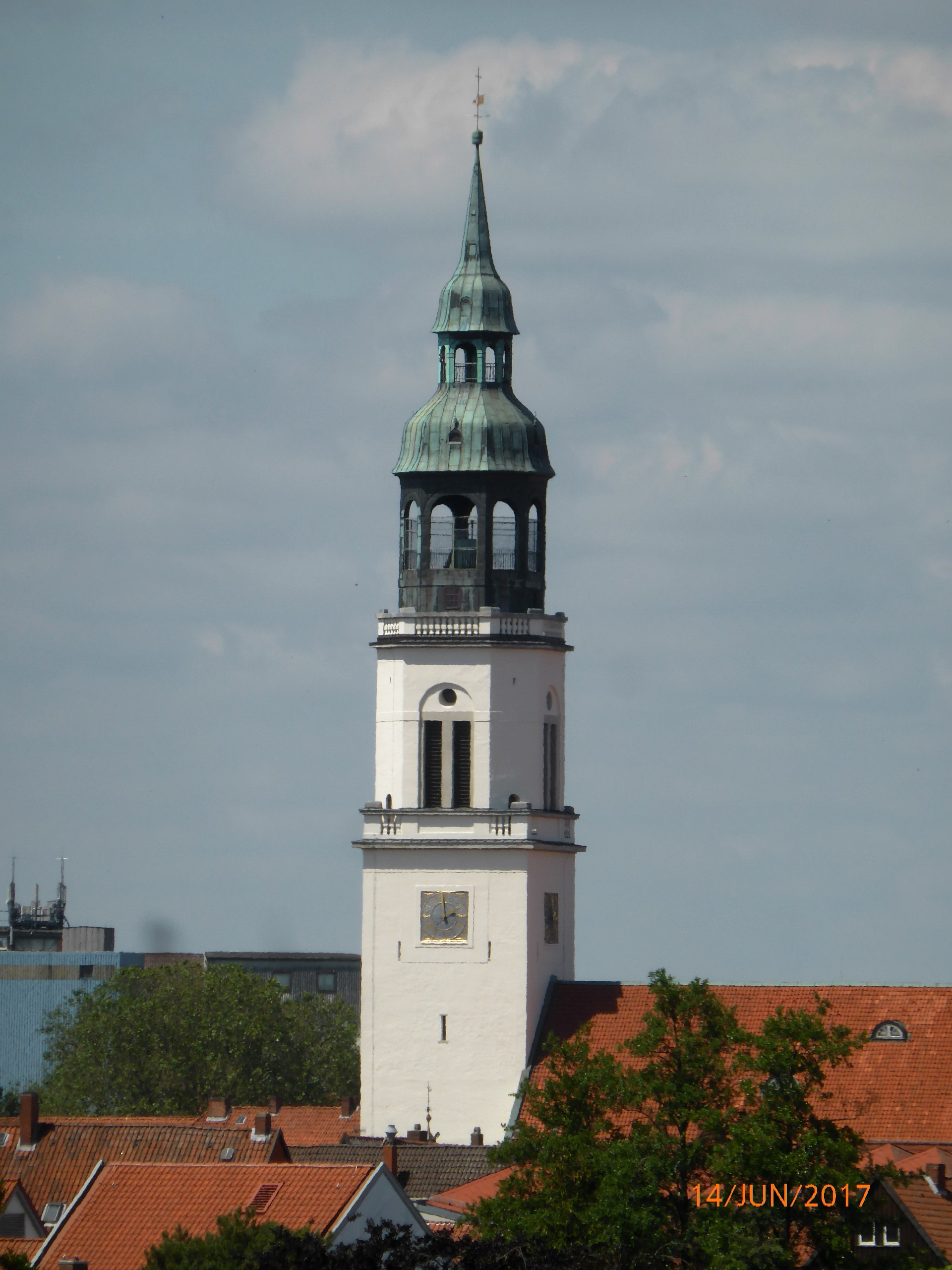
Stadtkirchturm, erbaut 1913–14

Die Celler Synagoge liegt etwas außerhalb der Altstadt an dem Platz Im Kreise und wurde 1740 zusammen mit dem vorderen Jüdischen Schulhaus in typisch rückwärtiger Lage etwas versteckt errichtet. Es handelt sich um die älteste erhaltene Fachwerksynagoge in Niedersachsen.

#### Stechinellihaus
Das Gebäude am Großen Plan bestand ursprünglich aus zwei Häusern, erbaut 1531 und 1541, die unter der morganatischen Ehefrau des Herzogs Christian von Braunschweig 1634 zu einem Gebäude zusammengefügt wurden. Nach einem Brand von 1668 ließ der Celler Hofrat J. Breyger einen Neubau errichten, den er seinem Schwiegersohn Francesco Maria Capellini, genannt Stechinelli, schenkte. Daher hat das Gebäude noch heute seinen Namen Stechinellihaus, was allerdings missverständlich ist. Denn das heutige Erscheinungsbild des platzbeherrschenden, klassizistischen Fachwerkbaus mit ionischer Pilaster-Kolossalordnung, Dreiecksgiebel und Mansarddach geht erst auf eine durchgreifende Modernisierung von 1795–1798 („der Stadt zur Zierde“) durch den Wachsfabrikanten Jacob Chr. Lampe zurück. Zeittypisch ist die monochrome Farbfassung, die das Fachwerkhaus als Massivgebäude erscheinen lassen wollte. In der folgenden Zeit wechselte mehrmals der Eigentümer. Heute sind im Erdgeschoss Ladengeschäfte eingerichtet. Auch die rechts im rückspringenden Anbau ehemals vorhandene Tordurchfahrt zum rückwärtigen Wirtschaftshof ist zu einem Ladengeschäft umgenutzt worden.

#### Sonstiges
1884 wurde das Krankenhaus St.-Josef-Stift fertiggestellt. Im Celler Adressbuch für 1890 steht: Joseph’s Stift, Kanonenstraße 9. Clemens Cassel schreibt: „Das Gebäude (Bohlenberg 8 und 9), am 3. Januar 1884 in großer Feier eingeweiht, wurde 1930 bedeutend erweitert.“ Die Erweiterung von 1891 findet keine Erwähnung, der Chronist war auch bereits 1925 verstorben.

### Parks
Der historische Französische Garten liegt unmittelbar südlich der Altstadt, an dessen Rand befindet sich auch das Niedersächsische Landesinstitut für Bienenkunde. Um die geschleiften ehemaligen Befestigungsanlagen des Celler Schlosses befindet sich heute der Schlosspark mit seinem Schlossgraben, der von dem Stadtgraben gespeist wird. Entlang der Bahnhofstraße verlaufen als öffentlicher Park mit Spielplatz die Triftanlagen.
Rechts der Aller liegen die gern als Ausflugsziel genutzten Dammaschwiesen, unmittelbar schließen sich der Heilpflanzengarten sowie Thaers Garten mit dem Herrenhaus (heutzutage Sitz der Stiftung niedersächsische Gedenkstätten) an. Am Neuen Rathaus, einer ehemaligen Infanteriekaserne, befindet sich auf der Fläche des früheren Exerzierplatzes der 1999 neu angelegte Stadtpark. Bedeutende Grünflächen stellen auch die verschiedenen Friedhöfe der Stadt dar, z. B. der Stadtfriedhof an der Lüneburger Heerstraße und malerische Waldfriedhof mit Naturgarten an der Fuhrberger Straße.

### Öffentliche Kunst
1991 installierte die Künstlerin Ulrike Enders die Fachwerkbalken auf dem Platz „Kleiner Plan“. Diese besteht aus Kupfer, Bronze und Neusilber und soll formal mit den umliegenden Fachwerkhäusern korrespondieren.
Neben dem Hoppener-Haus (Poststraße/Ecke Mauernstraße) befinden sich die Sprechenden Laternen.
In und um den Celler Bahnhof setzt der Leiter des Kunstmuseum Celle Robert Simon seit 2016 ein Lichtkunstkonzept um. In der Bahnhofsunterführung und am und im Bahnhofsgebäude sind Lichtkunstinstallationen verschiedener Künstler installiert und bilden so ein Gesamtkunstwerk Bahnhof.

### Sport

#### Sportvereine, Sportstätten und Sportveranstaltungen
Von 1968 bis 1973 spielte der Fußballverein TuS Celle in der zweithöchsten deutschen Liga (damals Regionalliga). Nach zwei Insolvenzen und Abstiegen gelang für die Spielzeit 2004/2005 der Aufstieg in die Niedersachsenliga, seit 2005 in die Oberliga Niedersachsen Nordost, die fünfthöchste Spielklasse. Nach weiteren Abstiegen in die Bezirksliga, konnte sich der Verein zur Saison 2012/2013 wieder bis in die Oberliga hocharbeiten. Sportlich stieg man in zwei darauffolgenden Saisons ab, profitierte im ersten Jahr aber noch davon, dass genügend andere Vereine keine Lizenz beantragten. Seitdem befindet sich der Verein im freien Fall und kam 2018 in der Kreisliga Celle an.
Seit 2019 spielt der MTV Eintracht Celle als ranghöchstes Celler Team in der fünftklassigen Oberliga Niedersachsen.
Der SV Garßen-Celle spielte seit Mitte der 1990er Jahre Handball in der Zweiten Frauen-Bundesliga Nord. 2009 schaffte der SV Garßen-Celle den Aufstieg in die Erste Bundesliga der Frauen, stieg in der darauffolgenden Saison allerdings wieder ab. Zu Beginn der Saison 2017/2018 musste der Klub sein Team aufgrund von finanziellen Schwierigkeiten aus der 2. Liga zurückziehen.
1977 spielte die Herrenmannschaft MTV Celle eine Saison in der 1. Bundesliga im Rollhockey. Erfolgreicher waren einige Jahre später die Damen. Von 1987 bis 1990 wurden sie viermal in Folge Deutscher Meister. 2009 gelang den Herren, nun als MTV Eintracht Celle, die Rückkehr in die Erstklassigkeit. Nach einem Sieg und dem sportlichen Abstieg wurde die Sparte Rollhockey beim MTV Eintracht Celle komplett aufgelöst. Einen Neuanfang gab es beim SV Altencelle.
Die Volleyball-Herren des MTV Celle spielten in den Saisons 1982/1983 sowie 1985/1986 in der Bundesliga.
Für den Landesruderverband Niedersachsen ist Celle einer von fünf Stützpunkten für den Leistungssport (siehe Regelmäßige Veranstaltungen).
Motorsport gab es in Celle in Form von Grasbahnrennen auf dem Heidering in Scheuen bei Celle von den 1970er Jahren bis 1999. Veranstaltender Verein war die BSG Celle. 1999 fand dort das letzte Rennen statt.

#### Inklusion
2021 bewarb sich die Stadt als Host Town für die Gestaltung eines viertägigen Programms für eine internationale Delegation der Special Olympics World Summer Games 2023 in Berlin. 2022 wurde sie als Gastgeberin für Special Olympics Nigeria ausgewählt. Damit wurde sie Teil des größten kommunalen Inklusionsprojekts in der Geschichte der Bundesrepublik mit mehr als 200 Host Towns.

### Regelmäßige Veranstaltungen
- Celler Wasa-Lauf: Seit 1983 findet in der Celler Innenstadt jährlich am zweiten Sonntag im März der Celler Wasa-Lauf statt. Dieser ist inzwischen eine der größten Laufveranstaltungen Deutschlands unterhalb der Marathondistanz und ist in mehrere Distanzen (Kinderlauf von 2,5 km, Läufe von 5, 10, 15 und 20 km) aufgeteilt. Seit einigen Jahren existieren auch die Disziplinen „Wandern“ mit einer Streckenlänge von 11 km u. a. entlang der Aller und „Walking“ bzw. „Nordic Walking“. 2004 wurde mit 11.232 Sportlerinnen und Sportlern ein Teilnehmerrekord aufgestellt.
- Sprint-Regatta: Die Celler Sprint-Regatta findet jährlich im Oktober auf der Oberaller zwischen der Ziegeninsel und den Dammaschwiesen statt und wird von den Vereinen Hermann Billung Celle, Celler Ruderverein und Ruderclub Ernestinum-Hölty Celle ausgerichtet.
- Celler Triathlon: Jährlich am letzten Wochenende im August findet der Celler Triathlon statt. Dieser wurde anfänglich von der Sektion Celle des Deutschen Alpenvereins und seit mehreren Jahren nun vom SV Altencelle organisiert.
- Inliner- und Handbiker-Marathon: Seit 2001 richtet die Stadt Celle den Inliner- und Handbiker-Marathon von Hannover nach Celle aus. Dabei handelt es sich um eines der größten Rennen seiner Art in Deutschland. Im Jahr 2007 wurde im Rahmen dieser Veranstaltung die „Speedskating-Europameisterschaft der Masters“ ausgetragen.
- Schützenfest Celle: Das Schützenfest Celle ist eines der größten Schützenfeste in Niedersachsen. Das Fest findet immer im Juli statt und kann auf eine jahrhundertealte Tradition zurückblicken. Seit 1928 richtet der Große Schafferrat der „Fünf vereinigten Celler Schützengesellschaften“ das gemeinsame Fest aus.

## Wirtschaft und Infrastruktur

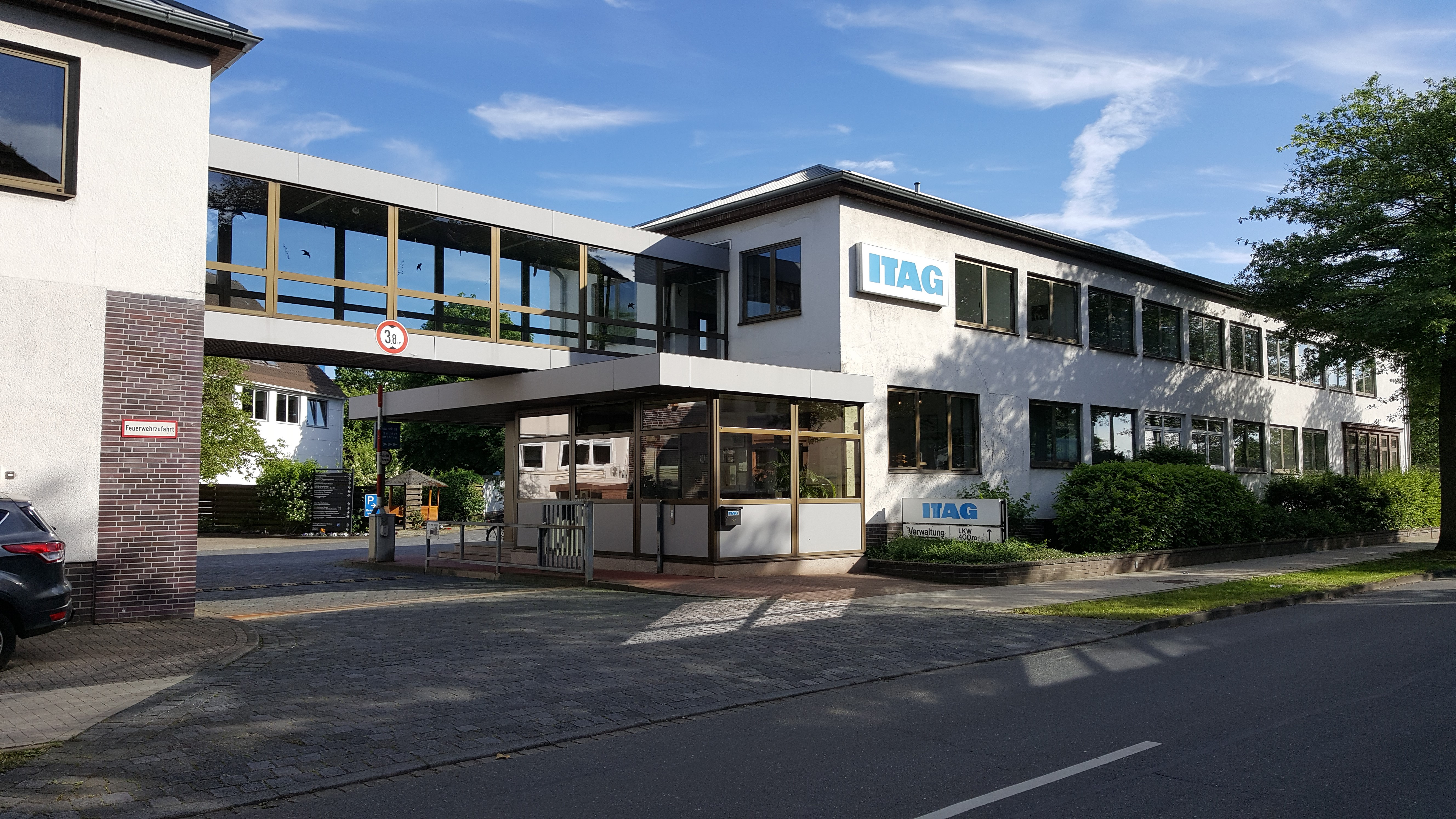
ITAG-Geschäftsstelle in Celle

### Wirtschaft
In Celle sind industrielle Betriebe des Maschinenbaus, der Tiefbohr- und Erdöl-/Erdgas-Technik (Baker Hughes, Halliburton, ITAG, Bohrmeisterschule), der Elektronik, der Nahrungsmittelherstellung und der Metall-, Holz- und Kunststoffverarbeitung beheimatet. Hinzu kommen Druckfarbenherstellung (hubergroup Deutschland GmbH [ehemals Hostmann-Steinberg GmbH]), Papierverarbeitung (Werner Achilles Glanzfolien-Kaschieranstalt GmbH) sowie der Musikinstrumentenbau (u. a. Moeck). In der Erdölförderbranche waren 2015 etwa 9600 Menschen beschäftigt.
Bedeutender Wirtschaftszweig ist auch der Fremdenverkehr. Das Niedersächsische Landgestüt, das die Zucht des Hannoveraner Pferdes betreibt, ist in Celle beheimatet.
Im Dienstleistungssektor sind vor allem Verwaltungs- und Justizeinrichtungen von Bedeutung, so beheimatet Celle das Oberlandesgericht Celle, das Landesjustizprüfungsamt des Niedersächsischen Justizministeriums und das Landessozialgericht Niedersachsen-Bremen. Darüber hinaus spielen auch Land- und Forstwirtschaft noch eine Rolle.
Seit dem Jahr 2015 betreibt die Technische Universität Clausthal am Standort Celle das heutige Forschungszentrum „Drilling Simulator Celle – Deutsches Zentrum für Hochleistungsbohrtechnik und Automatisierung“.

#### Nahrungsmittel
Celle ist Standort der Knäckebrotfabrik der Barilla Wasa Deutschland GmbH in Deutschland. Der hochprozentige Kräuterlikör der Marke „Ratzeputz“ der Firma „C. W. Baland & Langebartels Peter Weidmann Erben GmbH“ wurde früher direkt in der Celler Altstadt und wird heute im Industriegebiet Westercelle hergestellt. Dort entsteht auch das von der Brauerei Carl Betz gebraute „Celler Bier“ in sechs verschiedenen Sorten. Der Kräuterlikör „Alter Provisor“ aus Celle wurde bis zu ihrer Schließung 2014 in der Rats-Apotheke im Celler Stadtzentrum produziert, eine ehemalige Apothekenmitarbeiterin führt Herstellung und Verkauf nach dem geheimen Originalrezept seitdem in einem liebevoll restaurierten Fachwerkhaus in der Bergstraße weiter.
Eine weitere Celler Spezialität ist die Rohe Roulade. Sie wurde bereits in der Nachkriegszeit in dem als Schützentreff bekannt gewordenen Gasthaus Krohne (Im Kreise 12 in der Altenceller Vorstadt, nach zwischenzeitlichem Leerstand nun „Dackels Krohne“) gegessen und wird heute in mehreren Celler Gaststätten angeboten (u. a. auch „Bierakademie“).

#### Transport und Logistik

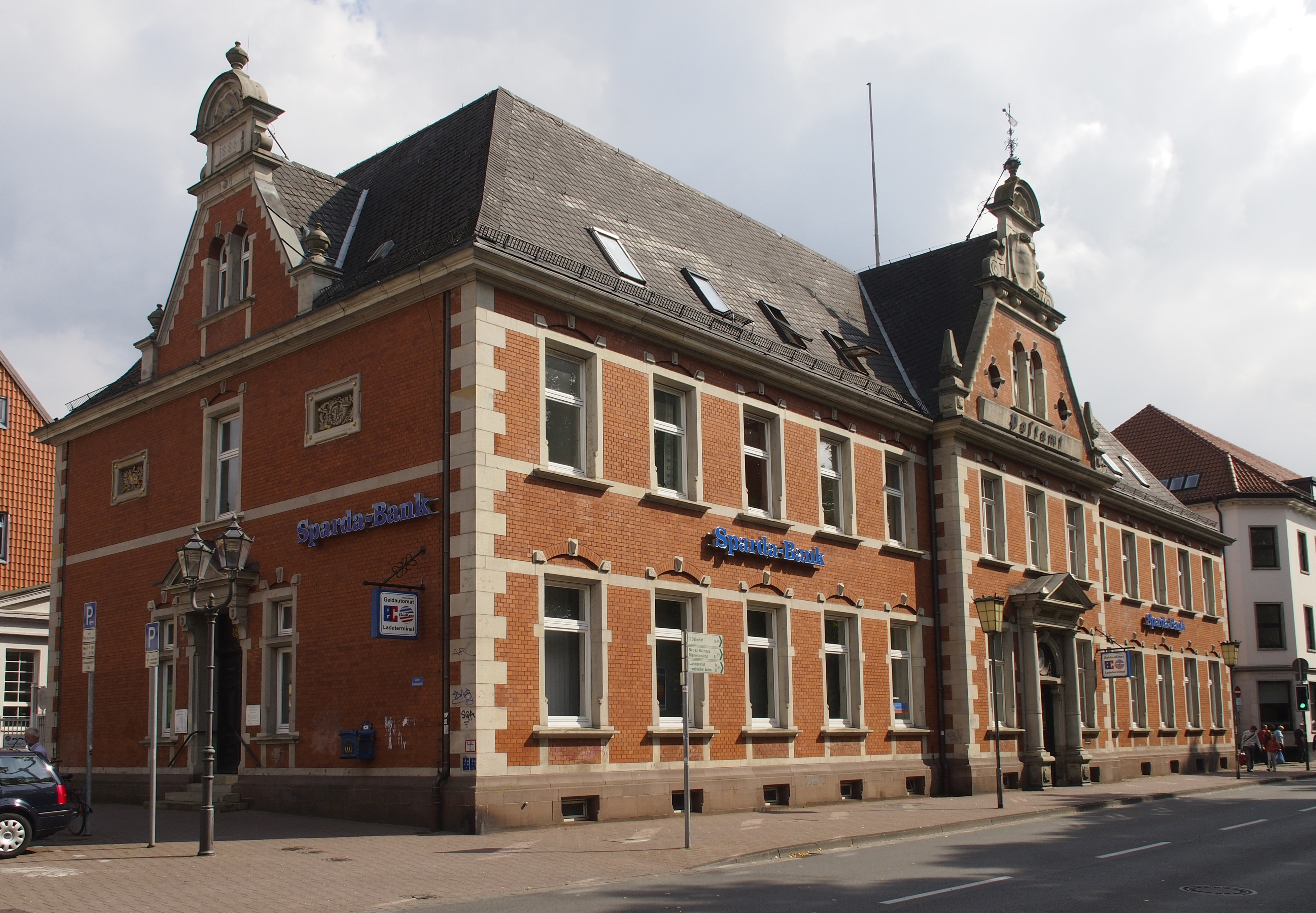
Ehemaliges Postgebäude von 1886/87 am Schloßplatz

Die Osthannoversche Eisenbahnen AG (OHE) und deren Tochtergesellschaft Erixx als Güter- und Personenverkehrsunternehmen im norddeutschen Streckenraum haben ihren Firmensitz in Celle.
In Celle (OT Altenhagen) ansässig ist zudem das Postverteilzentrum der Deutsche Post AG für das Postleitzahlengebiet 29.

### Behörden
Celle ist ein Standort des Niedersächsischen Landesamtes für Brand- und Katastrophenschutz.

### Medien

Logo der Celleschen Zeitung

Als Tageszeitung erscheint die Cellesche Zeitung mit einer laut IVW verkauften Auflage von 25.895 Exemplaren (Stand: erstes Quartal 2017). Daneben erscheinen zweimal pro Woche der Celler Kurier sowie das täglich aktualisierte Online-Magazin Celler Scene. Seit 2010 erscheint die täglich aktualisierte Internet-Zeitung CelleHeute, zusätzlich mit Podcasts und TV-Beiträgen über CelleHeute.TV. Außerdem produziert CelleHeute seit 2015 eine monatliche Printausgabe CelleHeute.Compact mit einer Auflage von 10.000. Neben den bekannten Auslagestellen nutzt das Magazin einen neuartigen Vertriebsweg über Busse von CeBus im gesamten Landkreis. Seit Oktober 1999 erscheint etwa dreimonatlich die Zeitschrift revista als „linke zeitung für politik und kultur in celle“. Das Celler Krankenhausradio „Radio Celle 1“ sendet seit 1990 täglich ehrenamtlich für die Patienten des Allgemeinen Krankenhauses. Seit 2008 ist das Programm rund um die Uhr zu hören.

### Trinkwasserversorgung und Abwasserentsorgung
Die Gewinnung, Aufbereitung und Verteilung des Trinkwassers wird von den Stadtwerken Celle übernommen. Das Trinkwasser für Celle wird aus Grundwasser gewonnen. Dazu stehen 16 Brunnen zur Verfügung, die bis in das 2. Grundwasserstockwerk in 70 Metern Tiefe reichen. 13 der Brunnen befinden sich in der Nähe des Wasserwerks, drei weitere liegen im Gebiet Arloh. Im 1900 in Betrieb genommenen Wasserwerk Garßen  werden jährlich etwa 6 Mio. m³ Rohwasser aufbereitet. Nach einer Enteisenung und Entmanganung wird das Trinkwasser in das 420 Kilometer lange Leitungsnetz abgegeben.
Der Brutto-Verbrauchspreis liegt bei 1,69 Euro je Kubikmeter. Mit einer Gesamthärte von 8,4 °dH fällt das Celler Trinkwasser in den Härtebereich „mittel“.
Die Ableitung und Reinigung des anfallenden Abwassers fällt in den Zuständigkeitsbereich der Stadtentwässerung Celle. Die öffentliche Kanalisation ist unterteilt in 305 Kilometer Schmutz- und 240 Kilometer Regenwasserleitungen. Das Abwasser wird im zentralen Klärwerk  behandelt. Die Anlage hat eine Ausbaugröße von 120.000 Einwohnerwerten. Das gereinigte Abwasser wird in die Aller abgegeben. Der anfallende Klärschlamm wird über 15 Tage verfault, entwässert und verbrannt. Das bei der Faulung entstehende Klärgas wird in einem Blockheizkraftwerk zur Stromerzeugung verwendet (2 × 500 kW). So kann die Anlage ihren kompletten Energiebedarf durch Eigenenergieerzeugung decken.

### Friedhöfe

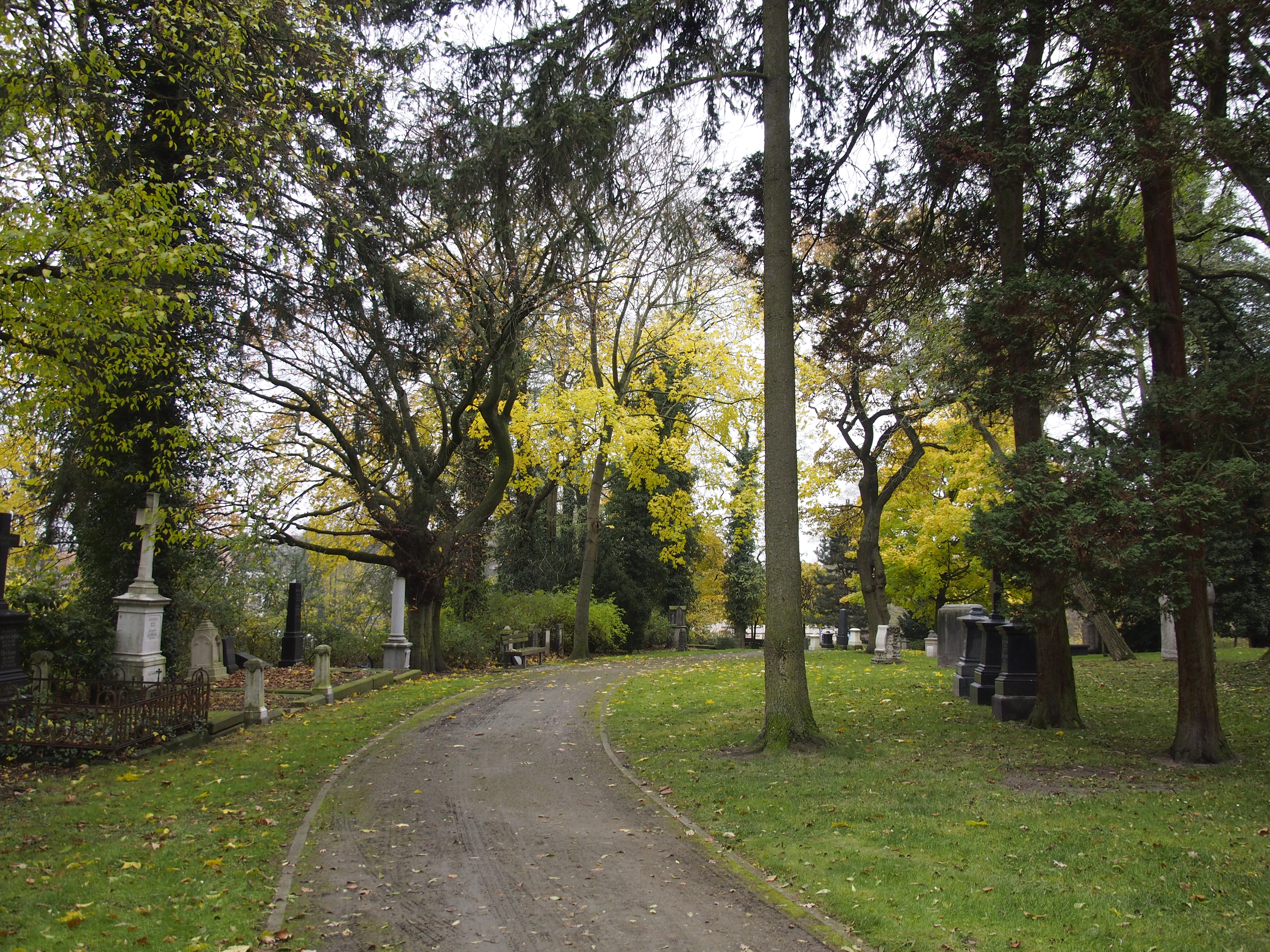
Grünanlage Hehlentorfriedhof

Der Hehlentorfriedhof, der seinen Namen von dem Celler Stadtteil Hehlentor erhielt, wurde 1536 angelegt, als der Friedhof an der Stadtkirche zu klein geworden war. Die Leichenkapelle auf dem Friedhof diente ab 1676, während des Umbaus der Stadtkirche, gleichzeitig als Ersatzkirche. Die Kapelle stand bis ins 20. Jahrhundert und wurde 1957 in den Ortsteil Klein Hehlen transloziert, wo sie seither als evangelische Bonifatiuskirche dient. 1826 wurde die Harburger Straße durch das Friedhofsgelände gebaut und teilte das Gelände. Westlich dieser Straße befinden sich verschiedene Kriegsgräber des Ersten Weltkriegs (1914–1918) und des Zweiten Weltkriegs (1939–1945). Außerdem, neben anderen, die Grabstätte des Kommandeurs des Königlich Hannoverschen Regiments Garde du Corps, August Christoph Friedrich von Reitzenstein (1772–1830). Der östliche Teil des Hehlentorfriedhofes wurde bis zur Öffnung des Stadtfriedhofes 1919 für Beisetzungen genutzt. Hier befinden sich unter anderem das Grab des Oberlandbaumeisters Carl Friedrich Wilhelm Mithoff (1766–1852) und die Grabstätte des Celler Ehrenbürgers Gerhard Lucas Meyer (1830–1916). 1982/83 wurde der Friedhof von der Stadt in eine öffentliche Grünanlage umgestaltet. 296 von den ehemals 1400 alten Grabstellen blieben erhalten und wurden mit einbezogen.
Weitere Celler Friedhöfe sind Stadtfriedhof, Waldfriedhof, Neuenhäuser Friedhof, War Cemetery, alter Neustädter Friedhof, jüdischer Friedhof und der Friedhof Westercelle.

### Bildung

#### Allgemeinbildende Schulen
In Celle bestehen als Gymnasien das Hermann-Billung-Gymnasium mit den Schwerpunkten Mathematik-Naturwissenschaften, Spanisch und bilingualer Unterricht,  das Kaiserin-Auguste-Viktoria-Gymnasium mit den Schwerpunkten Musik und europäischer Austausch und das bereits 1328 als Lateinschule gegründete Ernestinum mit Latein und Altgriechisch.
Weitere allgemeinbildende Schulen sind die Oberschulen an der Welfenallee und Westercelle, eine Integrierte Gesamtschule sowie 14 Grundschulen. Hinzu kommen noch als Grundschule die „Katholische Grundschule Celle“ sowie als Grund- und Realschule die „Freie Aktive Schule Celle“ des Montessori-Aktiv e. V.

#### Berufsbildende Schulen
In Celle gibt es drei Berufsbildende Schulen (BBS): die BBS I – Wirtschaft und Verwaltung –, die BBS II (Axel-Bruns-Schule) – Technik, Gestaltung, Informatik –, die BBS III (Albrecht-Thaer-Schule) – Gesundheit und Soziales – sowie – Agrarwirtschaft, Hauswirtschaft, Ernährung. An allen drei Schulen existieren Einrichtungen der ein- und zweijährigen Fachoberschule, die zur Fachhochschulreife führen. Alle Schulen bieten auch entsprechende Berufliche Gymnasien an, die mit der allgemeinen Hochschulreife abschließen. Ergänzend zur BBS III besteht in Celle eine anerkannte Ersatzschule für Soziales, die „Schule der Lobetalarbeit“ in Trägerschaft der evangelischen Kirche. An dieser Schule besteht die Möglichkeit, soziale Berufe zu erlernen sowie das Fachabitur zu absolvieren.
Damit gibt es in Celle neben den allgemeinbildenden Gymnasien auch Fachgymnasien für Wirtschaft, Technik, Ernährung und Soziales.

#### Pädagogische Akademie Celle (1946–1953)
Von 1946 bis 1953 war Celle Sitz der „Pädagogischen Akademie Celle – Adolf-Reichwein-Hochschule“, die mit dem Pädagogen Hans Bohnenkamp als Direktor gegründet wurde. Die Hochschule hatte zeitweise ihr Domizil in der Altstädter Schule. Insgesamt waren 26 Dozenten in der Zeit in Celle an der Hochschule tätig, 493 Studenten absolvierten die viersemestrige Ausbildung zum Volksschullehrer. Die Hochschule verfügte über eine eigene Zeitschrift, die Glashausblätter. Im Jahr 1953 zog die Hochschule vor allem wegen der problematischen Raumsituation um nach Osnabrück, in das Osnabrücker Schloss. Die PH Osnabrück wurde dort zu einem Vorläufer der heutigen Universität Osnabrück. Ein bekannter Absolvent der damaligen Hochschule war Johannes Poeppel, der später Generalleutnant und Generalinspekteur des Heeres wurde.

#### Weitere Bildungseinrichtungen
Seit 2003 ist Celle Standort der privaten Fachhochschule der Wirtschaft (FHDW), die hier die Studiengänge Mechatronik und Bachelor of Business Administration anbietet.
Eine weitere wichtige Bildungseinrichtung in Celle ist die Bohrmeisterschule als Fachschule für Bohr-, Förder- und Rohrleitungstechnik.
In Celle befindet sich auch einer der beiden Standorte der Niedersächsischen Akademie für Brand- und Katastrophenschutz sowie die Celler Schule, ein von der GEMA-Stiftung getragenes Förderseminar für Nachwuchs-Liedtexter (1996–2008, ab 2009 in Springe).
Celle ist ferner Sitz des Auditoriums Celle, einer Fortbildungseinrichtung der Notarkammer für den Oberlandesgerichtsbezirk Celle. Das Auditorium Celle bietet außer Fortbildungsveranstaltungen für amtierende Notare und Notarinnen sowie für Notariatsmitarbeiter Repetitorien für Bewerber auf das Amt als Notar zur Vorbereitung auf die notarielle Fachprüfung an, weshalb es einer großen Anzahl von Rechtsanwälten und Rechtsanwältinnen weit über den Oberlandesgerichtsbezirk Celle bekannt ist.
Zur Volkshochschule Celle gehören mehrere Außenstellen in umliegenden Gemeinden.
Seit 1983 führt die TAS-Technische Ausbildungsstätten GmbH die Aus- und Weiterbildung für die Unternehmen der Region, mit dem Schwerpunkt Metallverarbeitung und Schweißtechnik, durch.
Von 1986 bis 2008 befand sich das Gemeindekolleg der VELKD in Celle. Dort wurde seit 1989 das „Celler Modell zur Begleitung Schwerkranker und Sterbender“ entwickelt.

### Verkehr

#### Bahn
Celle liegt an den Bahnstrecken Lehrte–Hamburg-Harburg und Hannover–Celle. Der Bahnhof gehört zur Kategorie 3. An ihm halten stündlich Intercity- / ICE-Züge nach Hannover und Hamburg. Im Regionalverkehr verbinden Züge der Metronom Eisenbahngesellschaft Celle mit Hamburg und Uelzen sowie Hannover und Göttingen. Celle ist Endpunkt der Linien S6 und S7 der S-Bahn Hannover.
Der Streckenabschnitt zwischen Celle und Großburgwedel wurde in den 1920er Jahren am Ostrand des als Wietzenbruch bezeichneten Waldgebietes erbaut. Diese Strecke ersparte den Zügen der Nord-Süd-Verbindung das Kopfmachen in Hannover. Aufgrund der dünn besiedelten Gegend erhielt die Strecke den Spitznamen „Hasenbahn“. Durch den geraden Streckenverlauf eignete sie sich als Schnellfahrstrecke zum Testen und für Rekordfahrten, u. a. mit dem Schienenzeppelin. 1965 wurde die Strecke elektrifiziert, später wurde sie für den regelmäßigen Verkehr mit 200 km/h ertüchtigt.
Früher existierende Bahnverbindungen von Celle über Schwarmstedt nach Bremen („Allertalbahn“) und über Plockhorst nach Braunschweig wurden in den 1970er Jahren aufgegeben und inzwischen weitgehend rückgebaut. 2004 wurde auch die letzte verbliebene Nebenstrecke von Gifhorn nach Celle über Wienhausen, die auf Teilstücken noch für Güterverkehr genutzt wurde, endgültig stillgelegt und mit dem Rückbau im Stadtgebiet begonnen.
Die Osthannoversche Eisenbahnen (OHE) betreibt im Güterverkehr mehrere Nebenstrecken im Raum Celle, u. a. nach Wittingen, Soltau und Munster. Hier fahren zudem vereinzelt Museums- und Sonderzüge.
Ein seit 1907 durch die Celler Straßenbahn betriebenes Straßenbahnnetz aus zwei Linien wurde zwischen 1954 und 1956 aufgegeben und rückgebaut.

#### Straße

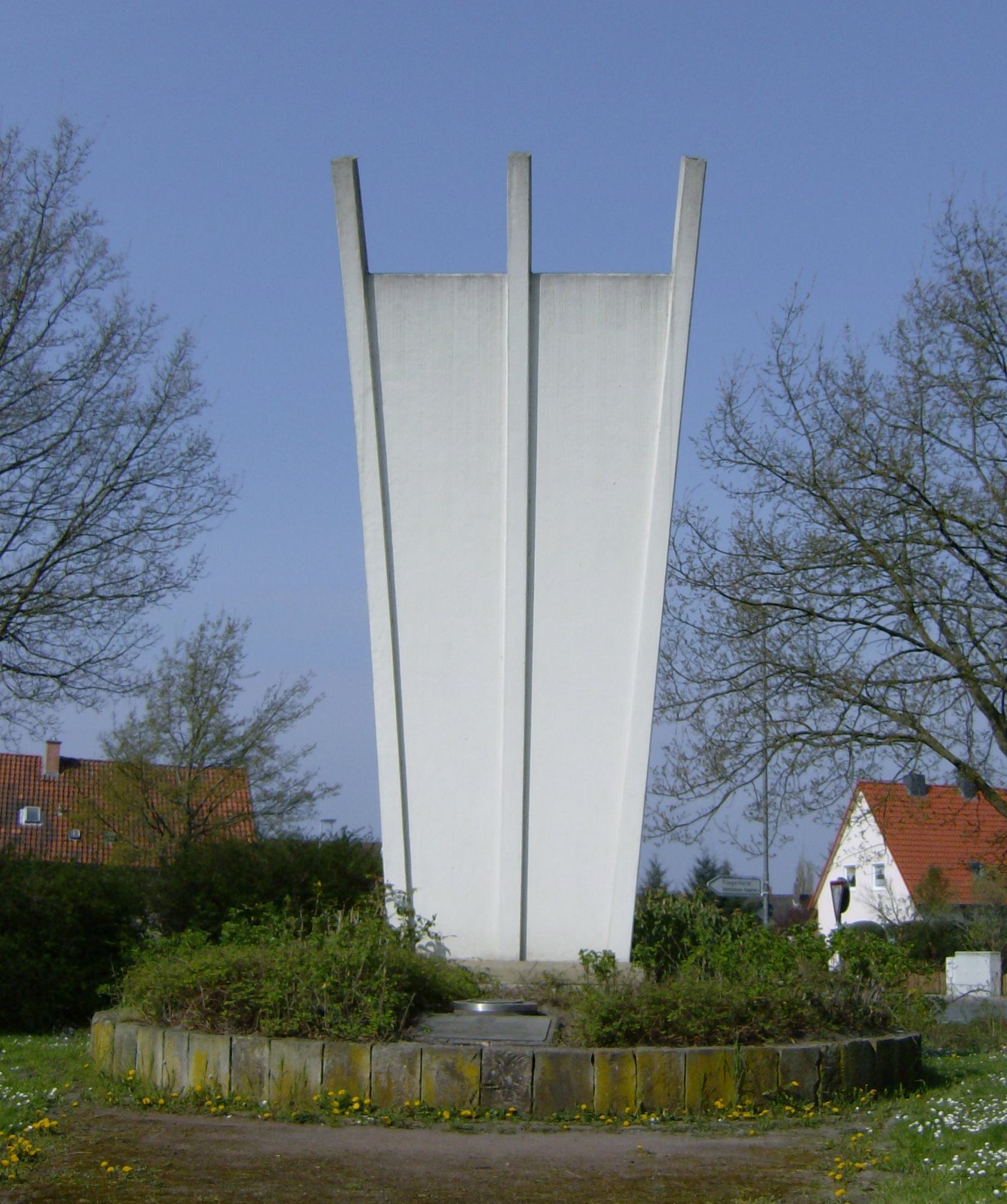
Luftbrückendenkmal beim Heeresflugplatz Celle

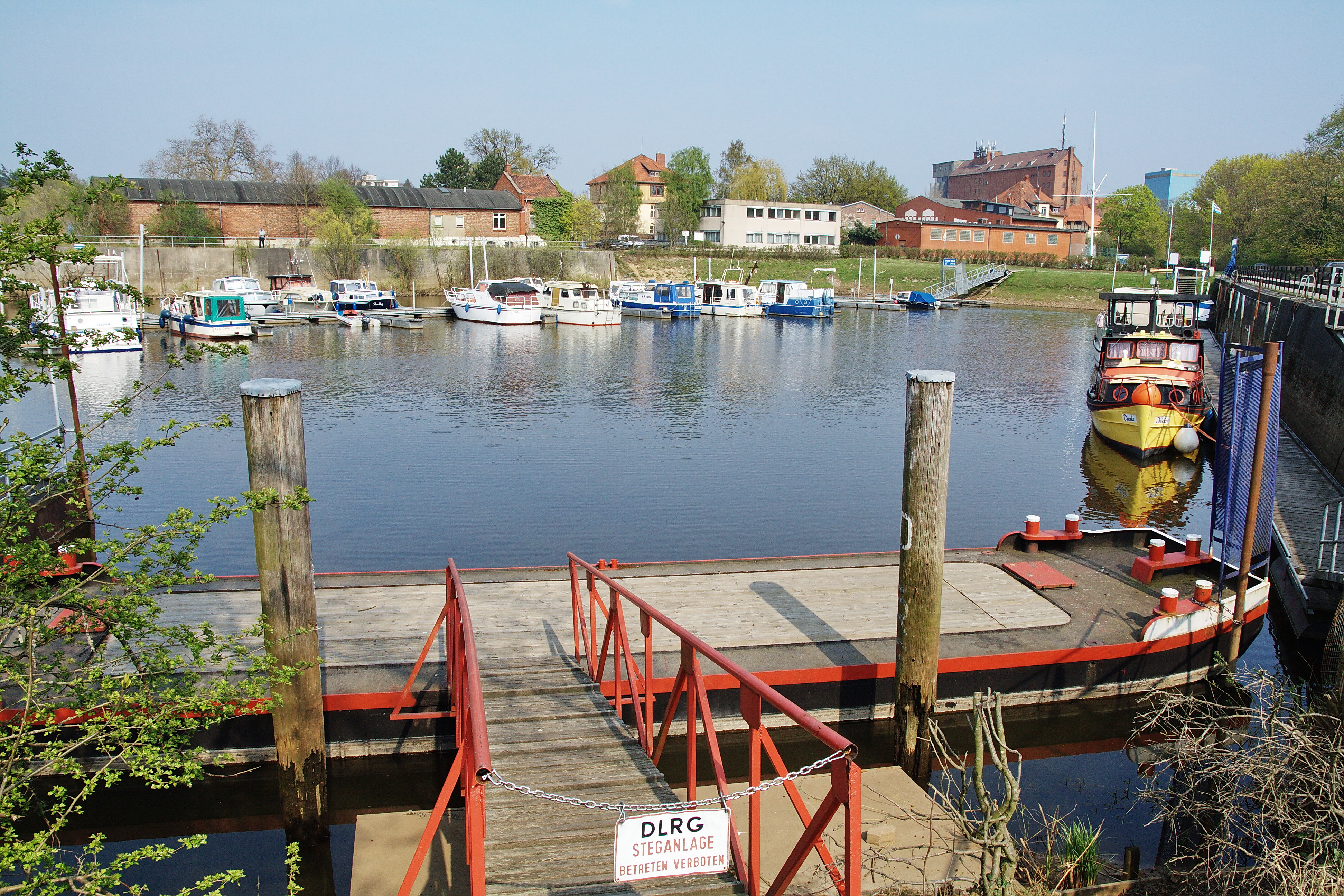
Celler Hafen

Wichtige Anbindungen sind:

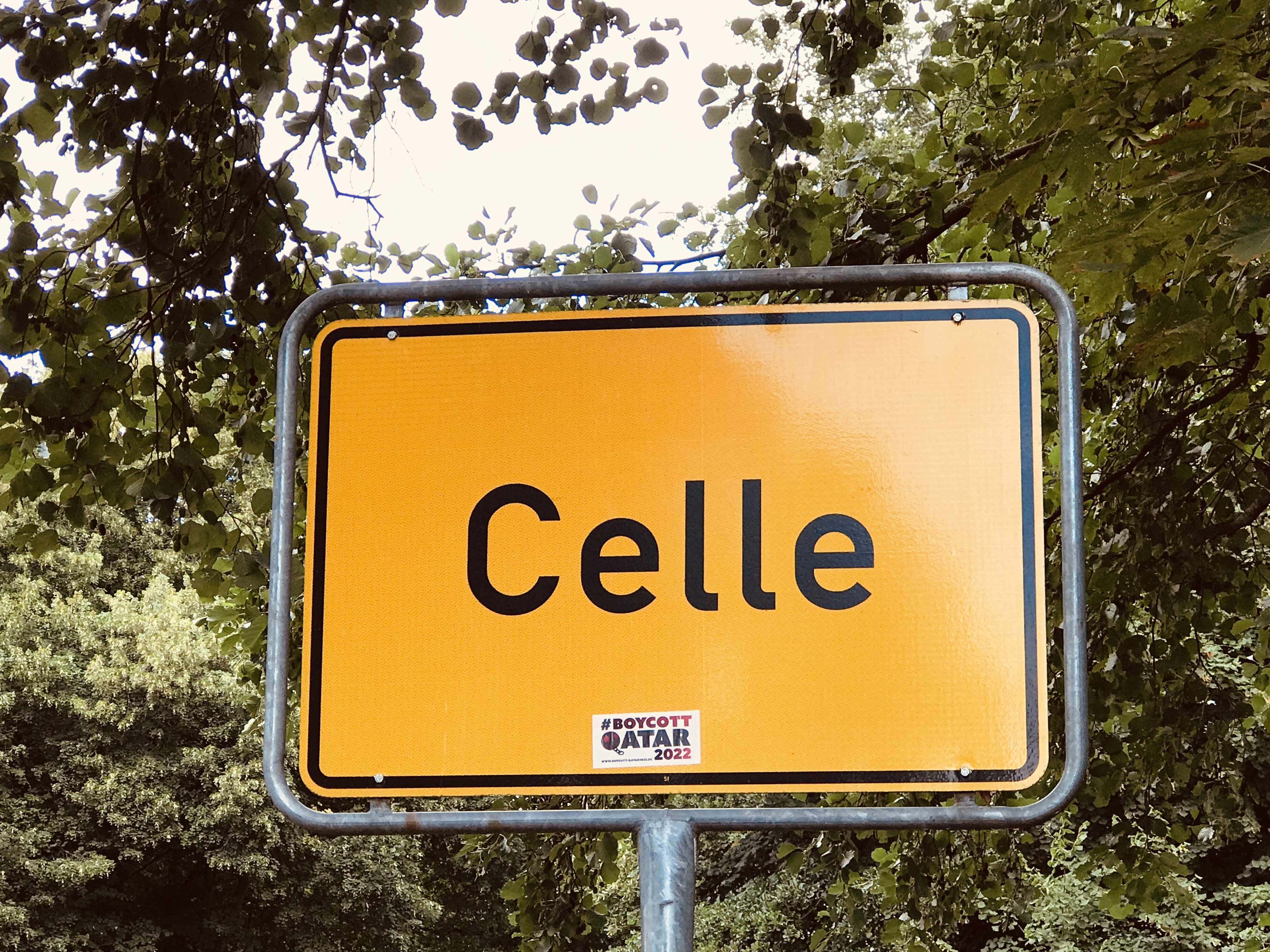
Celler Ortseingangsschild

- in Nord-Süd-Richtung die Bundesstraße 3, nach Norden Richtung Soltau/Hamburg, nach Süden Richtung Hannover
- in Südost-/West-Richtung die B 214, nach Südosten Richtung Braunschweig, nach Westen Richtung Nienburg
- in Nordost-Richtung die B 191, Richtung Uelzen/Lüneburg/Ludwigslust
- die Landesstraße L 310 über Fuhrberg nach Südwesten zur Anschlussstelle Mellendorf, Bundesautobahn 7
- die L 282 nach Ostnordosten über Beedenbostel, Eldingen und Steinhorst nach Wittingen
- die L 180 über Winsen (Aller) nach Westnordwesten zur Anschlussstelle Raststätte Allertal, A 7

#### Luftverkehr und Luftsport

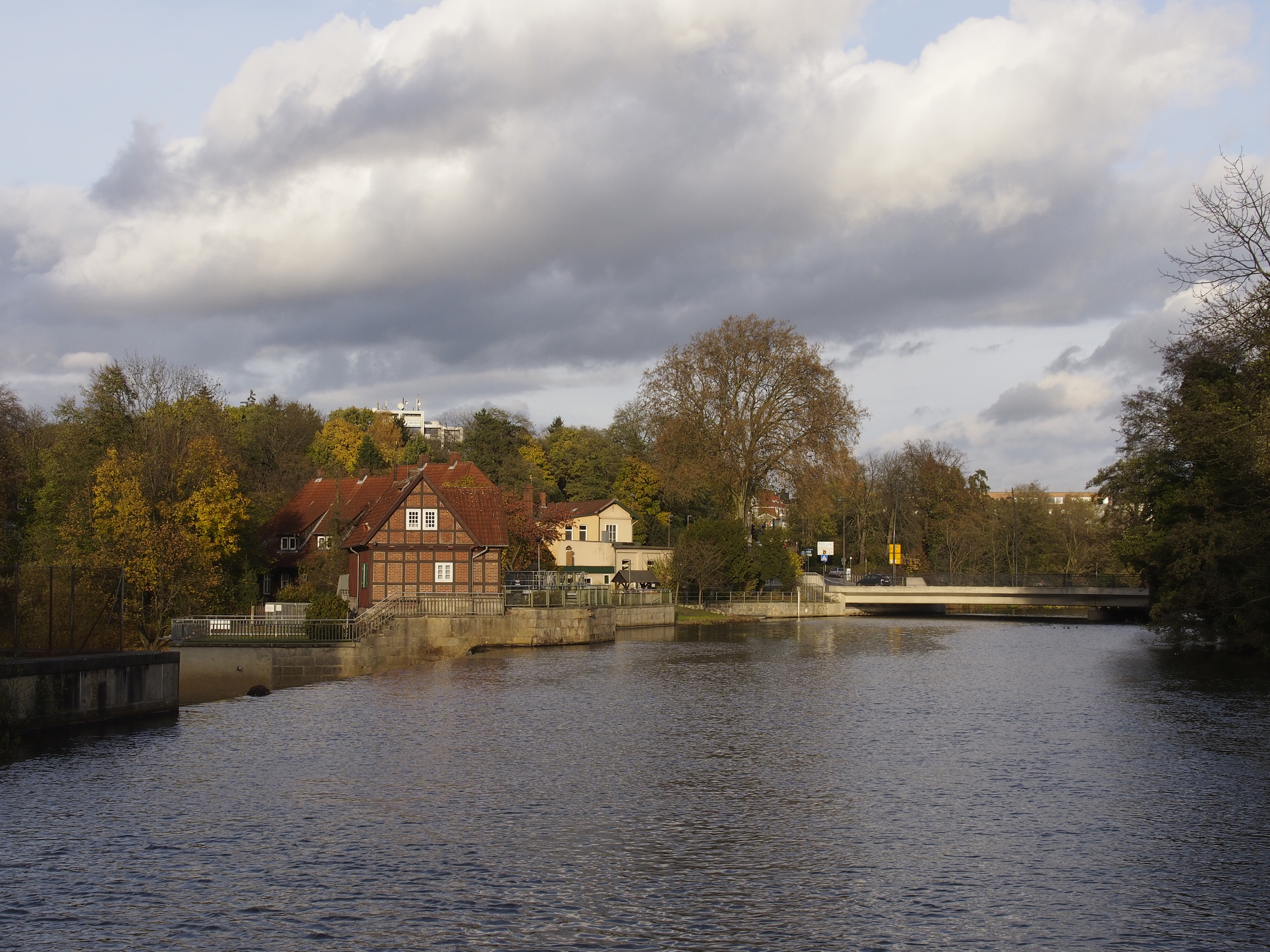
Allerwehr und Brücke mit Bundesstraße 3

In etwa 35 km Entfernung befindet sich der Flughafen Hannover.
Der Heeresflugplatz Celle befindet sich 4,5 km südwestlich der Stadtmitte am Rand des Stadtteils Wietzenbruch. Von hier wurden 1948/49 im Rahmen der Berliner Luftbrücke Versorgungsflüge nach West-Berlin durchgeführt. Bis Ende 2016 wurde der Fliegerhorst vom Internationalen Hubschrauberausbildungszentrum als Ausbildungsflugplatz für Hubschrauberpiloten genutzt und anschließend durch das Ausbildungs-/Übungszentrum Luftbeweglichkeit übernommen. Seither werden hier, unter Einbeziehung des Standortübungsplatzes Celle-Scheuen, die Elemente der Luftbeweglichkeit: Luftmechanisierung, Luftgestützter Einsatz, Luftlandungen, Lufttransport und Luftunterstützung ausgebildet und geübt.
Der Flugplatz Celle-Arloh nahe dem Stadtteil Scheuen (4 km nördlich) dient dem Sportflug. Zusätzlich werden Rundflüge über die Stadt Celle und in die Lüneburger Heide angeboten. Ebenfalls bei Scheuen befindet sich das Segelfluggelände Scheuen.

#### Schifffahrt
Der Celler Hafen wird heute nur noch touristisch genutzt. Die Aller ist ab Celle flussabwärts als Bundeswasserstraße klassifiziert, flussaufwärts verhindert ein Wehr eine durchgängige Befahrbarkeit der Aller. In früheren Jahrhunderten war Celle ein bedeutender Umschlagplatz für den Schiffsverkehr zwischen Braunschweig und den Häfen in Bremen über Oker, Aller und (Unter-)Weser. Bremer und Braunschweiger Kaufleute hatten mit den Celler Herzögen und später der Stadt Celle detaillierte Verträge, um den Transport sicherzustellen, da die Stromschnellen der Aller im Celler Stadtgebiet ein Umladen im Hafen erforderlich machten.
Ab 1900 ging das Transportaufkommen im Celler Hafen zunehmend zurück und verlagerte sich auf Straße und Schiene. Wesentlich blieben bis 1970 noch der Getreidetransport zur Celler Rathsmühle und der Transport von Kalisalzen.

#### Nahverkehr
Die Firma CeBus betreibt acht Buslinien im Stadtgebiet. Im Regional-Busverkehr gibt es etwa 15 Buslinien, mit denen die Gemeinden im Landkreis Celle erreicht werden können. Teilweise werden Stadt- und Regionalbuslinien miteinander kombiniert, einige Linienverkehre der Regionallinien werden mit sogenannte AnrufLinienFahrten (ÖPNV-Sonderformen) bedient. In den Abendstunden und am Wochenende verkehrt ein Ruftaxi (AST).